# Basso Medioevo

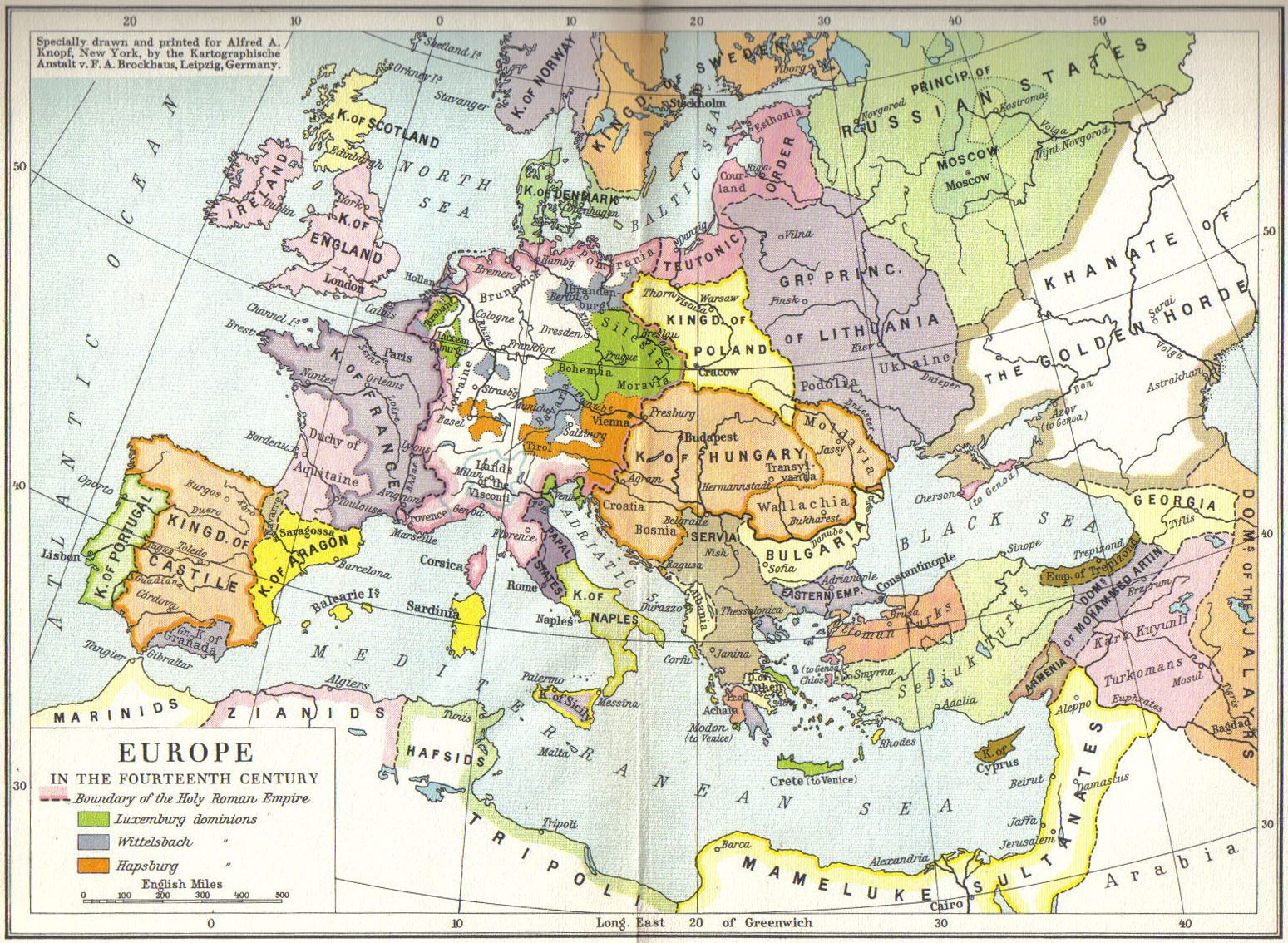
Europa e il Mediterraneo, verso il 1328

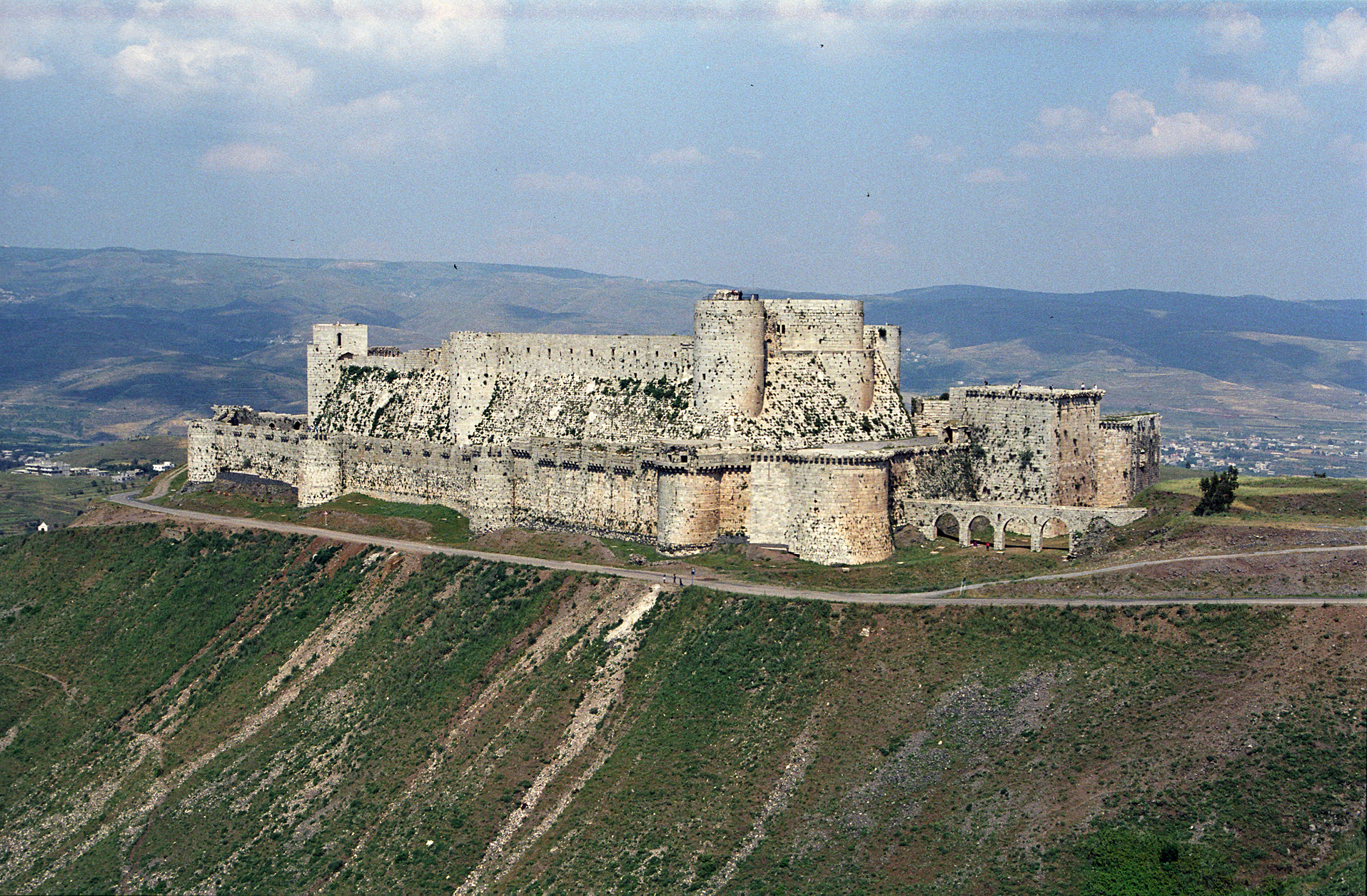
Il Krak dei Cavalieri, in Siria

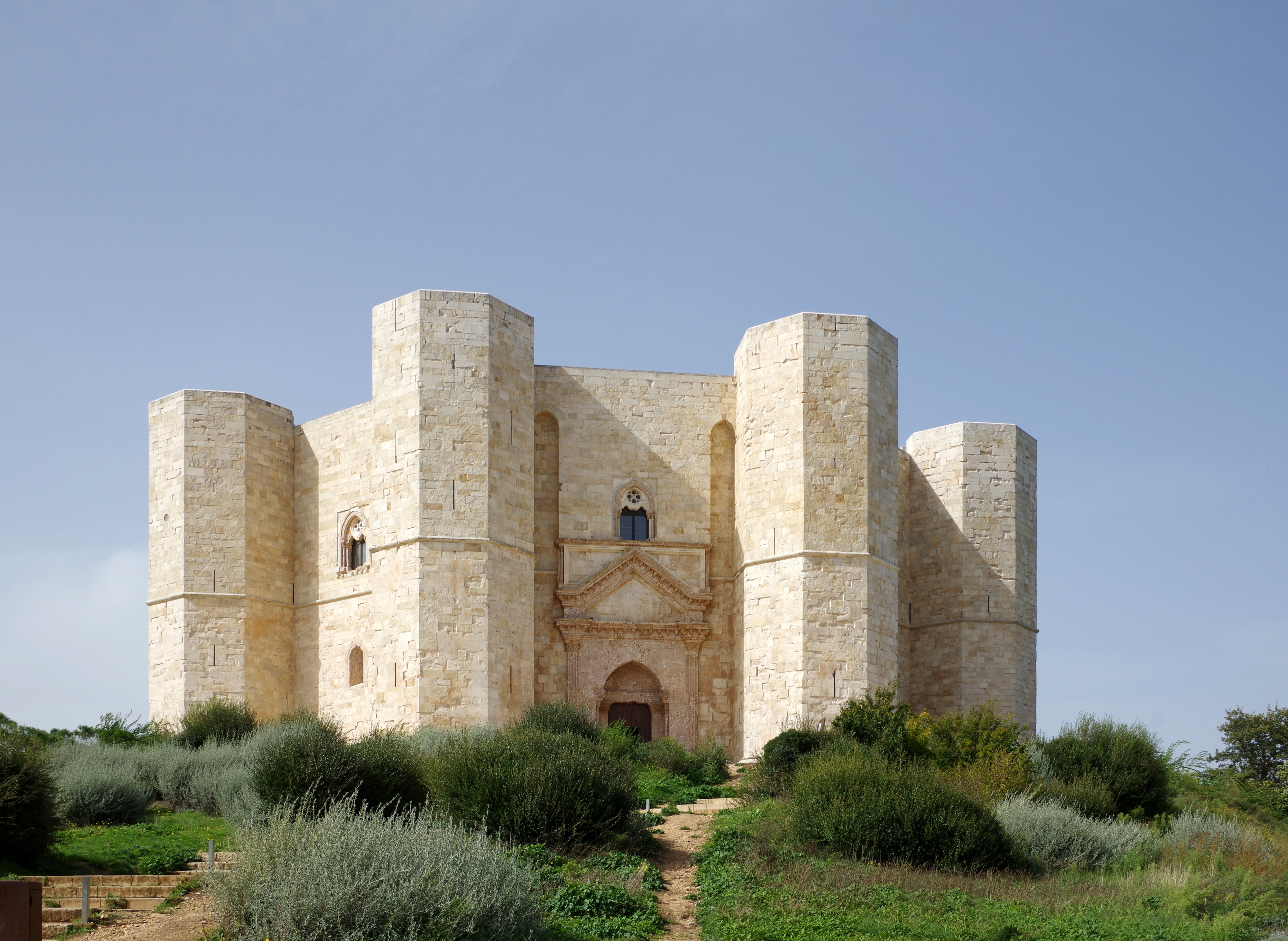
Castel del Monte, ad Andria in Puglia, Italia

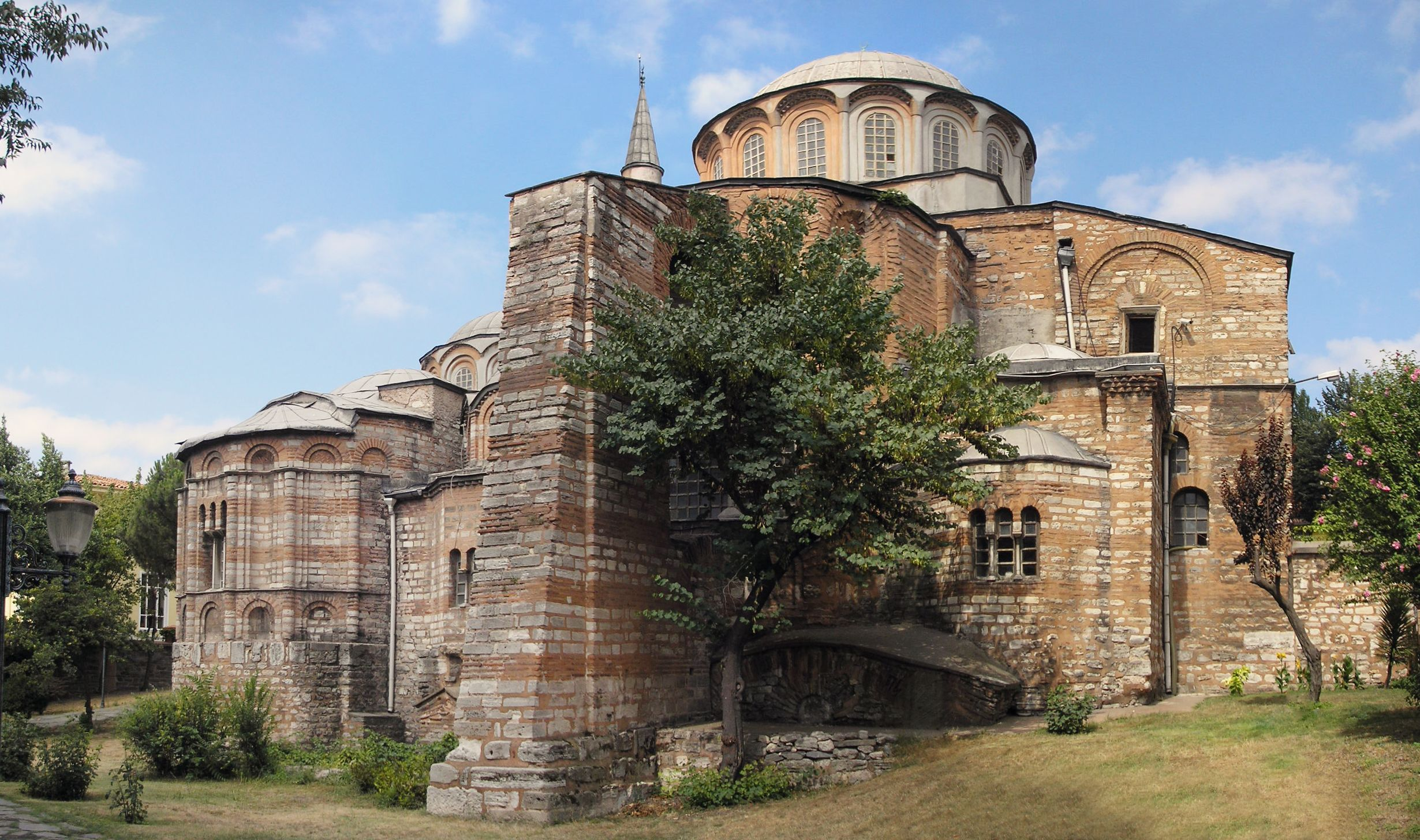
La chiesa di San Salvatore in Chora, a Istanbul, Turchia

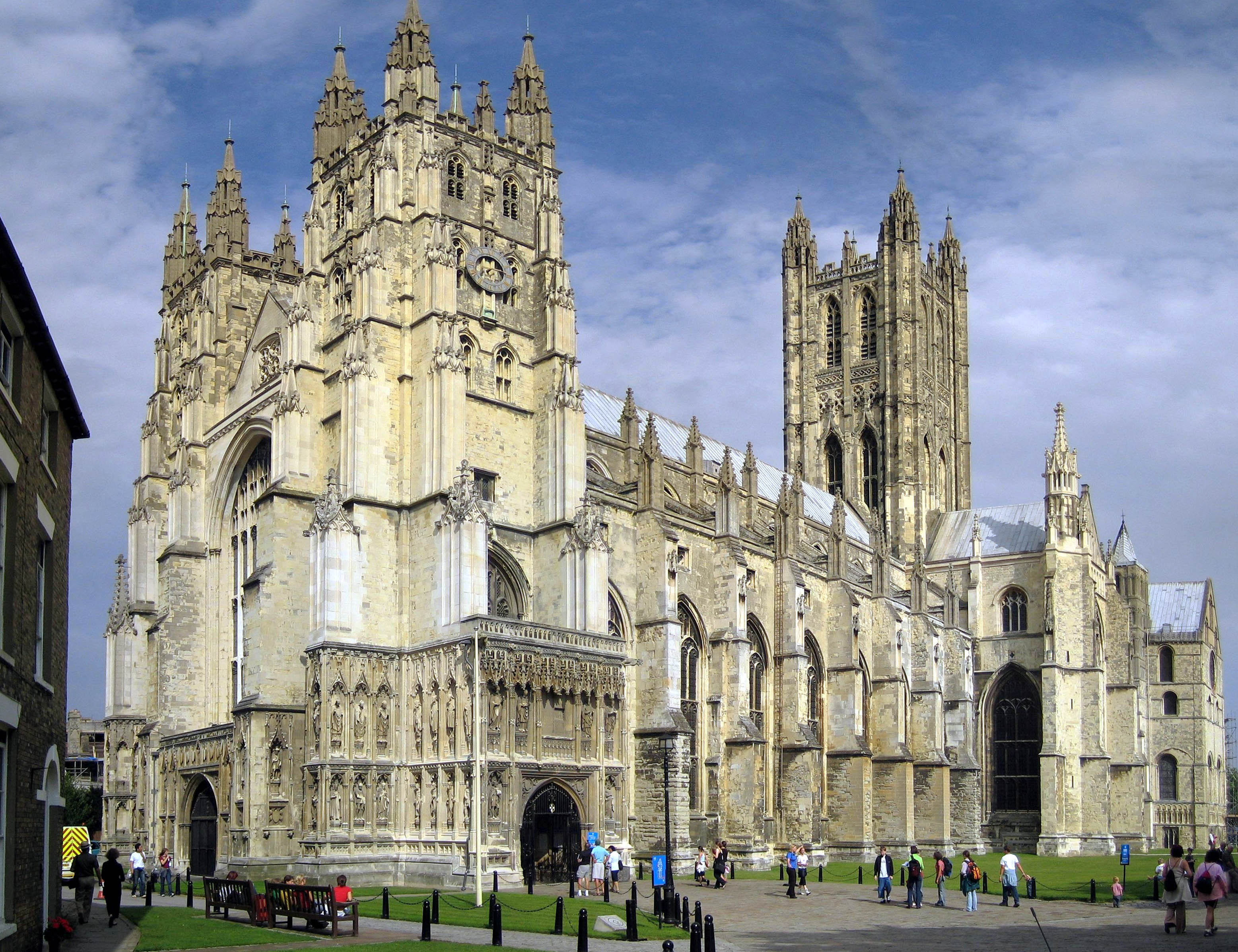
La cattedrale di Canterbury, nel Regno Unito

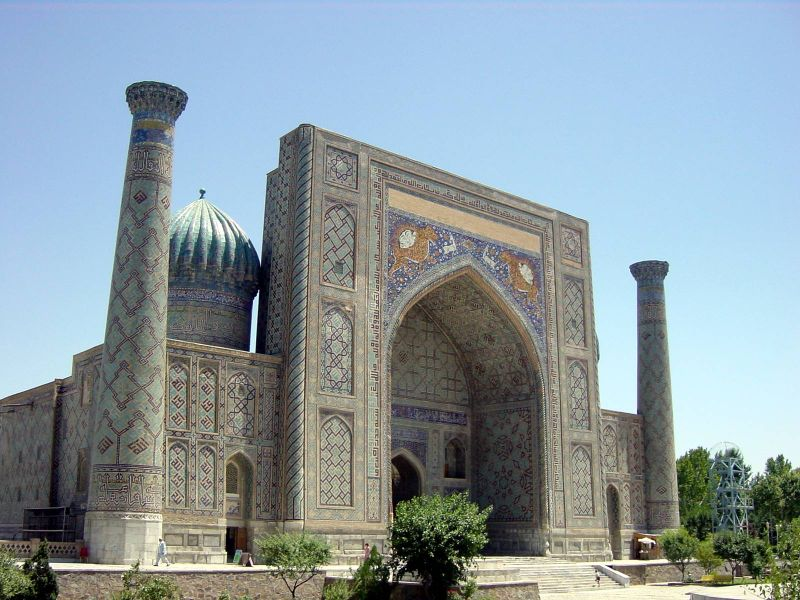
Il Registan di Samarcanda, in Uzbekistan

Il Basso Medioevo (o Tardo Medioevo) è una suddivisione storica del periodo medievale, ovvero il periodo della storia europea e del bacino del Mediterraneo convenzionalmente compreso tra l'anno 1000 circa e la scoperta dell'America da parte degli Europei nel 1492, preceduto dall'Alto Medioevo.
Dal XIII secolo si formarono i primi Stati nazionali in Portogallo, Francia, Italia meridionale, Sicilia e Inghilterra (e a partire dal XV secolo anche in Russia e Spagna) mentre nel resto della Penisola e in Germania, dove le condizioni storiche e sociali non permisero il formarsi di uno Stato unitario, fiorì l'epoca dei Comuni, i quali, tra il Trecento e il Quattrocento, diedero vita a numerose entità statuali minori (note in Italia come Signorie); in seguito alcune di queste acquisirono la connotazione di veri e propri Stati regionali.
Nel Basso Medioevo i poteri universali del papato e del Sacro Romano Impero, dopo aver raggiunto il proprio apogeo, iniziarono a decadere inesorabilmente a favore delle monarchie nazionali che ormai si affermavano, dando all'Europa quel carattere, tuttora vivo, di mosaico di Stati e popoli, spesso affini, ma nel contempo diversi tra loro. L'impero iniziò a entrare in crisi con la morte di Federico II (1250), il papato con i conflitti col re di Francia che portarono allo scisma d'Occidente (1378).
Durante il Trecento e nei primi decenni del Quattrocento, guerre, carestie ed epidemie causarono profondi mutamenti sociali ed economici nella società europea, cambiando anche la mentalità dei ceti più elevati e degli intellettuali e uomini di cultura in alcune regioni d'Europa particolarmente evolute (Italia, ma anche Fiandre e Germania meridionale). Questi ultimi iniziarono ad attribuire una nuova importanza all'individuo, gettando le basi della civiltà umanistico-rinascimentale, che si sarebbe diffusa grazie anche al sostegno di un'aristocrazia colta e di una borghesia sempre più ampia e facoltosa.

## L'attesa dell'anno Mille
(Rodolfo il Glabro, monaco di Saint-Bénigne a Digione, a proposito dell'arrivo del nuovo millennio.)

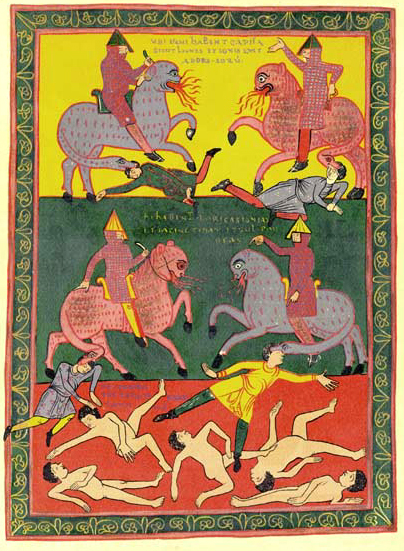
Foglio dell'Apocalisse di San Severo, manoscritto francese dell'XI secolo (Parigi, Biblioteca nazionale di Francia, MS lat. 8878, 148v)

La storiografia ottocentesca di matrice romantica enfatizzò la connessione tra l'attesa della "fine dei tempi" e la sorta di rinascita registrata nel continente europeo dopo l'XI secolo: l'anno Mille veniva usato come spartiacque tra la cosiddetta "età oscura", barbarica, oscurantista e superstiziosa (quella biasimata dagli umanisti e illuministi) e l'epoca splendida delle cattedrali, delle università, della cavalleria e dell'amor cortese (cara ai romantici). Secondo quella visione - oggi definitivamente abbandonata dagli storici, sebbene se ne trovino ancora tracce nella manualistica scolastica - gli europei si sarebbero stretti tremanti attorno a chiese e monasteri alla vigilia dell'inizio del nuovo millennio, per poi tornare alle proprie case ricolmi di nuova energia e di gioia di vivere quando si accorsero che niente era accaduto.
In verità il processo di "rinascita", intesa come ripresa demografica, tecnologica ed economica, fu un fenomeno di lungo periodo, che iniziò nell'VIII secolo e che ebbe il culmine nel XIII secolo, causata molto probabilmente innanzitutto da un miglioramento climatico. Per varie ragioni non è credibile una paura da nuovo millennio, sebbene non mancassero in quell'epoca predicatori e mistici che punteggiassero la società di paure della Fine dei Tempi rifacendosi a testi profetici e sibillini del IV-VI secolo o a movimenti come il chiliasmo ebraico.
Si consideri, innanzitutto, che la datazione del Millennio dalla nascita di Cristo (secondo il calendario del siriano Dionigi il Piccolo che fissò la data di nascita di Cristo il 25 dicembre del 753 ab Urbe condita) si era affermata in alcune zone europee solo tra l'VIII e il IX secolo; ne erano rimaste escluse altre come la Penisola iberica (che adottò il nuovo calendario solo nel tardo Medioevo) o le zone di influenza bizantina come la Sardegna (dove il nome 'Capidanni - Caput anni è ancora dato al mese di Settembre), compresa Venezia e tutta l'Italia del Sud, la Russia e l'Europa orientale, dove si contavano gli anni secondo il principio del mondo, calcolato seguendo le età convenzionali dei patriarchi biblici al 5008.
Inoltre la data di inizio-anno variava da regione a regione: il primo gennaio (secondo lo stile romano delle calende di gennaio) si affermò infatti solo in età moderna, salvo poche eccezioni.
- In area bizantina l'anno iniziava il 1º settembre.
- A Venezia il 1º marzo.
- A Roma e in Germania si seguiva lo "stile della Natività" cioè il 25 dicembre.
- In molte zone italiane si usava il 25 marzo, secondo lo "stile dell'Incarnazione" (concepimento di Cristo).
- In Francia l'anno iniziava il giorno di Pasqua.

## L'Europa tra XI e XII secolo

### Gran Bretagna

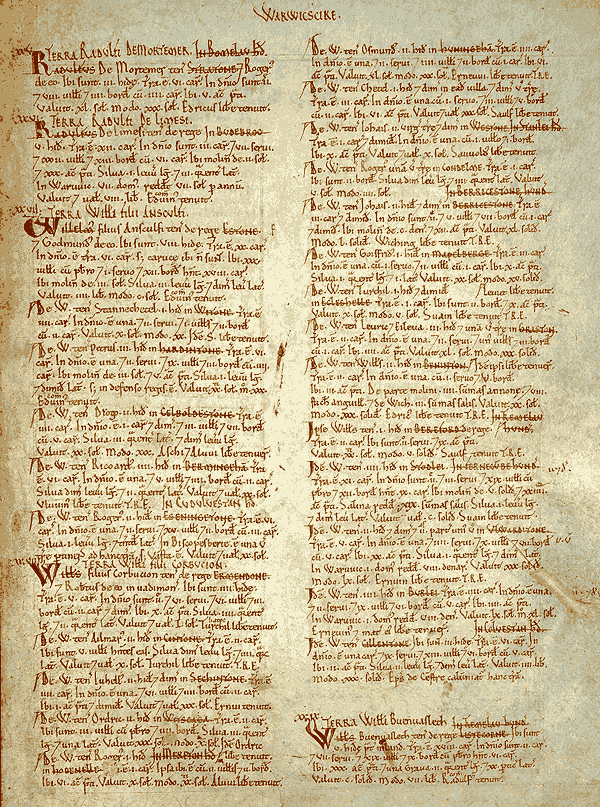
Pagina del Domesday Book

I successori di Alfredo il Grande si prodigarono per arrestare i danesi, ma re Etelredo II era stato addirittura scacciato dal suo regno dal re danese Sven Barbaforcuta, riparando nel paese di sua moglie, la Normandia. Solo con la morte di Sven (1014), il re poté tornare in patria, ma il nuovo re danese Canuto il Grande (Knut) si rivelò un avversario ancora più temibile, tanto che Etelredo accettò di pagare un tributo, il danegeld, in cambio di una tregua. La pausa giovò solo al re danese, che la sfruttò per assoldare mercenari con i quali mosse l'attacco definitivo nel 1015. Con la vittoria Canuto "il Grande" era arrivato a possedere un regno immenso, che comprendeva le corone d'Inghilterra, Danimarca e Norvegia, oltre alla signoria sulle terre slave tra Oder e Vistola. 
A questo punto Knut iniziò una politica più prudente, vista la difficile gestione di un territorio tanto vasto, ottenendo l'omaggio vassallatico dai re di Scozia e Irlanda e sposando la vedova di Etelredo II, la normanna Emma. Canuto favorì l'integrazione tra inglesi e danesi, anche se riservò i posti di comando all'aristocrazia scandinava, e mantenne buoni rapporti con la Chiesa inglese. Alla sua morte (1035) si scatenarono lotte tra i suoi discendenti. Si fece vivo anche l'ultimo erede di Etelredo II, Edoardo il Confessore, esiliato in Normandia, che tornò in patria nel 1042, ma venne in seguito sconfitto e fatto ostaggio dei danesi fino alla morte. Nel 1066 Guglielmo il Conquistatore, duca di Normandia, sbarcava in Inghilterra sbaragliando con la battaglia di Hastings (14 ottobre) la resistenza anglosassone e venendo incoronato re d'Inghilterra il 25 dicembre di quell'anno. Egli confiscò una parte dei beni dell'aristocrazia locale per darla ai suoi seguaci e organizzò il territorio in feudi piccoli, affinché non gli creassero problemi come in terra francese. Organizzò le circoscrizioni locali (shires) con funzionari regi (sheriffs) e creò un catasto, il Domesday Book, con il quale censì tutte le strutture fondiarie del regno.
I suoi successori non seppero mantenere l'equilibrio creato e alla fine di alcune lotte emerse una nuova dinastia, quella dei Plantageneti, guidata dal conte d'Angiò Enrico II. Egli fu impegnato nelle lotte con il re di Francia (possedeva infatti sia la Normandia sia l'Aquitania) e creò una rete di rapporti diplomatici con le altre monarchie europee che lo sostennero nelle sue imprese. Ebbe però come avversari interni i baroni e il clero, che disapprovavano la sua politica accentratrice: san Tommaso Becket cercò di far valere i diritti della Chiesa, ma venne assassinato, su richiesta forse dello stesso re, scatenando una guerra civile fomentata dai figli stessi del re. Alla fine Enrico ebbe comunque la meglio, riuscendo addirittura a istituire una corte di giustizia permanente. L'equilibrio che ne nacque fu la necessaria premessa per l'affermazione del carattere "corale" della monarchia inglese, che divenne in seguito la prima monarchia costituzionale europea.

### Francia
Nel 1066 Guglielmo il Conquistatore, duca di Normandia e quindi vassallo del re di Francia, era nel frattempo diventato re d'Inghilterra, creando la situazione paradossale di essere vassallo e parigrado del re rispettivamente al di qua e al di là della Manica. Papa Alessandro II legittimò la conquista di Guglielmo, però questa legittimazione sottintendeva la concessione in feudo al re e ai suoi eredi da parte del pontefice.
La situazione divenne ancora più complicata quando nel 1154 Inghilterra e Normandia passarono a Enrico II dei Plantageneti, conti d'Angiò: con il matrimonio con la duchessa d'Aquitania Eleonora, personaggio di straordinaria personalità e cultura, divorziata da Luigi VII di Francia, entrava nella sfera inglese anche l'Aquitania, per la quale scaturirono una serie di guerre che tra battute di arresto e riprese si conclusero solo nel XV secolo e che furono alla base della rivalità secolare tra Francia e Inghilterra. Nonostante le difficoltà (alle quali va aggiunta la sconfitta durante la seconda crociata), Luigi VII ebbe il merito di riuscire a riorganizzare la burocrazia regia, con una rete di prevosti e balivi, che riscuotevano le imposte e amministravano la giustizia. Inoltre il re, per indebolire la grande aristocrazia feudale, si avvicinò alla piccola aristocrazia e ai nascenti ceti medi delle città, in cerca di protezione contro i soprusi e di una maggiore libertà che favorisse i commerci.
In Francia del Nord alcune città ebbero un'autonomia che si evolvette sul modello delle Fiandre (Le Mans, Cambrai, Beauvais). I governatori della città (gli "scabini") non provenivano però dai cittadini ma dalla cerchia del signore feudale. Peculiare di quelle zone fu la coniuratio, un'associazione giurata riconosciuta dalle autorità con un diploma (la charte de commune), che veniva concessa alle città più importanti, mentre le altre usufruivano della "carta di franchigia", con la quale ottenevano alcune esenzioni per i commerci. La Francia del Sud invece, sebbene conoscesse inizialmente una situazione urbana simile a quella italiana, venne maggiormente controllata dalla monarchia, che limitò lo sviluppo delle villes de consulat (città consolari). Il Sud Italia invece vide l'annullamento delle spinte autonomistiche (nonostante il precoce sviluppo di alcune città costiere a partire dal X secolo) a causa della nascita dell'unitario regno normanno nel XII secolo.

### Germania

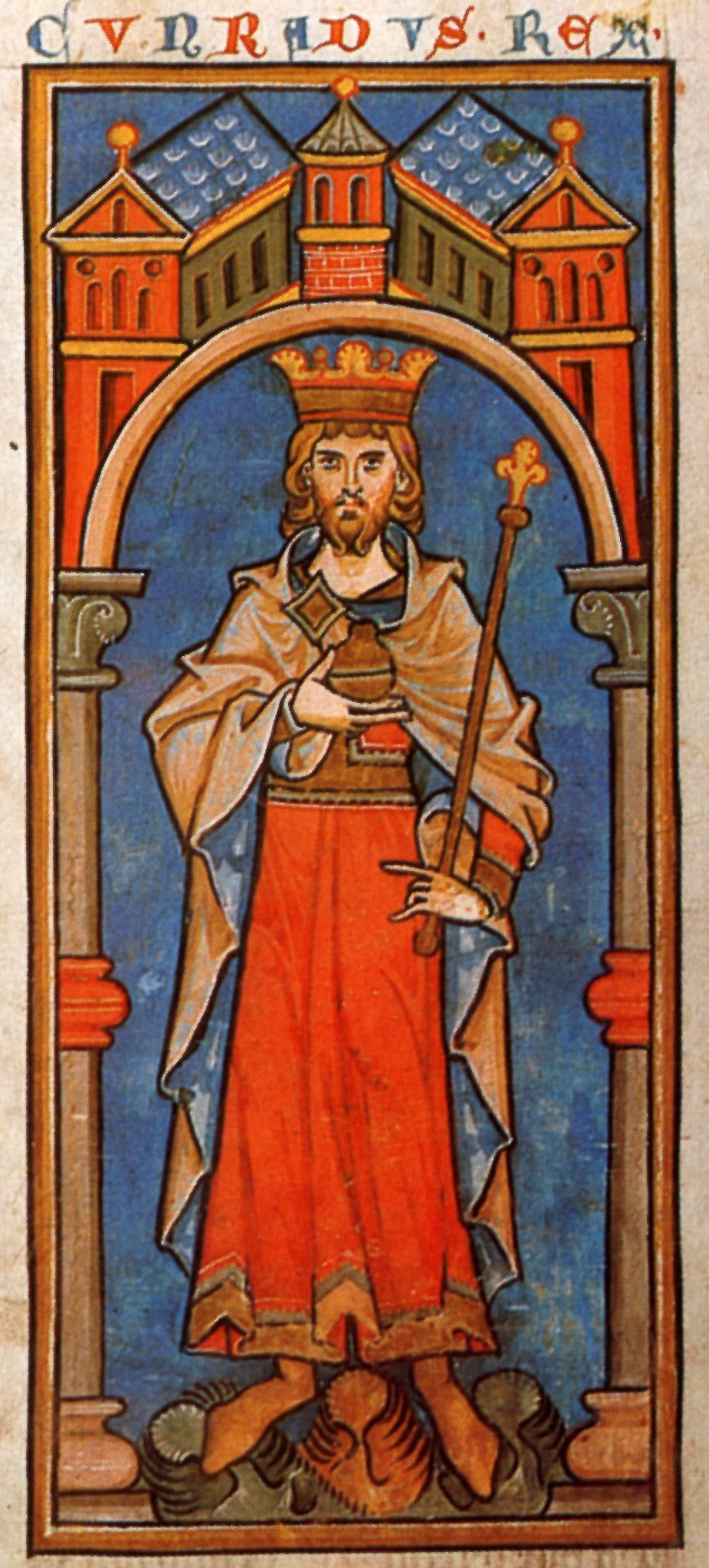
Corrado III da una miniatura del XIII secolo

L'aristocrazia tedesca diffidava dei centri urbani, per questo vi si svilupparono più che altrove i ceti imprenditoriali e mercantili, con le stratificazioni della società (maiores, mediocres e minores) e la nascita delle gilde commerciali, le corporazioni di arti e mestieri. Nelle città venivano strappate al sovrano concessioni sulla politica locale talvolta tramite salati pagamenti, talvolta tramite vere e proprie spedizioni. In Germania più che altrove, si assistette alla compresenza contemporanea di più forme di governo e di autonomia, dalle città vescovile, a quelle rette da prìncipi, ai centri urbani più indipendenti, posti direttamente sotto l'autorità regia.
Con Enrico V si era estinta nel Sacro Romano Impero la dinastia salica. Dopo una serie di lotte tra le fazioni favorevoli ai duchi di Baviera, detta dei guelfi (da un Welf capostipite della dinastia bavarese), e favorevoli ai duchi di Svevia detta "ghibellina" da Waiblingen, si arrivò a un candidato di compromesso, Federico, duca di Svevia, poi noto in Italia come il "Barbarossa", che era imparentato a entrambe le fazioni.
Federico iniziò una politica conciliante, rinsaldando il potere in Germania, per poi scendere in Italia nel 1154 per essere incoronato e poi iniziare a imporre la propria volontà ai comuni italiani. Durante la dieta di Roncaglia (1158) emise la constitutio de regalibus, dove stabiliva quali erano i diritti del Re d'Italia (titolo che faceva parte della sua corona) che i comuni avevano usurpato, grazie ai fondamenti giuridici offerti dalla recente ma già importante scuola giuridica dell'Università di Bologna. Questa politica procurò a Federico l'inimicizia dei comuni dell'Italia settentrionale, capeggiati da Milano. Dopo la distruzione di Milano del 1162, iniziarono le prime ribellioni: la lega Veronese del 1163 diventata poi Lega Lombarda, appoggiata anche da Venezia, nel 1167. Poiché l'equilibrio in Germania si stava incrinando, quando il Barbarossa scese riportò una sonora sconfitta nella battaglia di Legnano del 1176.
In quel momento l'Imperatore sembrava avere nemici su tutti i fronti (i Comuni, il papa, alcuni principi tedeschi, l'Imperatore bizantino e il normanno re di Sicilia), per questo egli capì di doversi dedicare intanto a rompere il fronte troppo compatto degli avversari. Si accordò allora col papa a Venezia (1177), ponendo fine allo scisma. I Comuni, privati dell'appoggio pontificio, cercarono una tregua, che poi divenne la pace di Costanza del 1183. In seguito Federico si accordò col re di Sicilia combinando il matrimonio tra suo figlio Enrico e la figlia di re Ruggero, Costanza d'Altavilla, celebrato nel 1186. Sistemata anche la situazione in Germania, il passo successivo del Barbarossa sarebbe stato a rigor di logica diretto a Bisanzio, e infatti partì nella terza crociata, ma morì per cause pare naturali in Anatolia durante la marcia verso Gerusalemme.

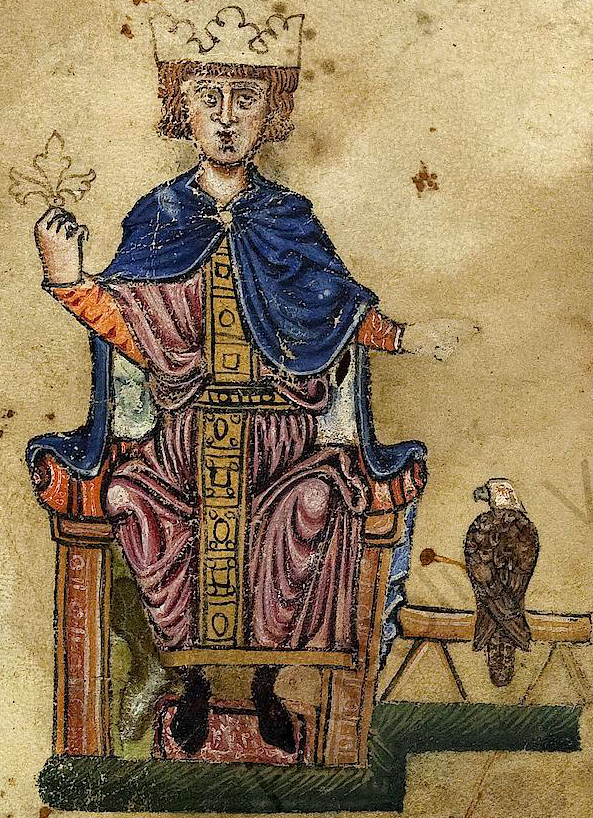
Federico II ritratto con un falco (dal De arte venandi cum avibus)

Suo figlio Enrico VI aveva ottenuto alla nascita anche la corona di Sicilia. Fu fin da allora chiaro come Enrico stesse cercando di trasformare la corona imperiale in un titolo ereditario per la dinastia sveva, sollevando le proteste dei nobili tedeschi, dei comuni e del papa. Alla prematura morte di Enrico VI, il figlio Federico, a soli quattro anni, fu proclamato re di Sicilia (1198) sotto la reggenza della madre, Costanza d'Altavilla. Appoggiato dal papa, che per arginare l'eccessiva potenza del regno di Germania si era fatto promettere che egli non avrebbe mai riunito le corone di Germania e di Sicilia, nel 1212 Federico fu eletto re di Germania e, nel 1220, fu consacrato imperatore da papa Onorio III, dopo aver promesso di tenere fede agli impegni assunti con il suo predecessore.
Avendo poi disatteso le promesse di partecipazione alle crociate, fu scomunicato dal nuovo papa Gregorio IX, ma nel 1228 guidò una spedizione in Terra santa e con un accordo diplomatico ottenne la restituzione di Gerusalemme (quinta crociata). Nuovamente scomunicato (1239) e poi deposto (1245) da papa Innocenzo IV, fu duramente sconfitto dai comuni nella battaglia di Parma del 1248 e nella battaglia di Fossalta del 1249. Morì dopo aver designato come erede il figlio Corrado IV di Svevia re dei Romani.
Manfredi (1232-1266), principe di Taranto, figlio naturale di Federico II, alla morte del padre (1250) divenne reggente sul trono di Sicilia per il fratellastro Corrado IV, che si trovava in Germania. Nel 1257 sconfisse l'esercito del papa e il 10 agosto 1258, dopo aver diffuso la falsa notizia che Corradino era morto, fu incoronato a Palermo re di Sicilia (1258-1266). Dopo essere stato scomunicato da papa Alessandro una seconda volta, si schierò in Toscana con i ghibellini e prese parte alla battaglia di Montaperti (1260) che si concluse con una grave sconfitta per i guelfi. La scomunica gli fu rinnovata dal nuovo papa, Urbano IV, il quale si appellò al conte Carlo I d'Angiò, fratello del re di Francia Luigi IX, e forte del suo sostegno bandì una crociata contro Manfredi. Il conte scese in Italia e nella battaglia di Benevento (1266) Manfredi fu sconfitto e ucciso.

### Fiandre

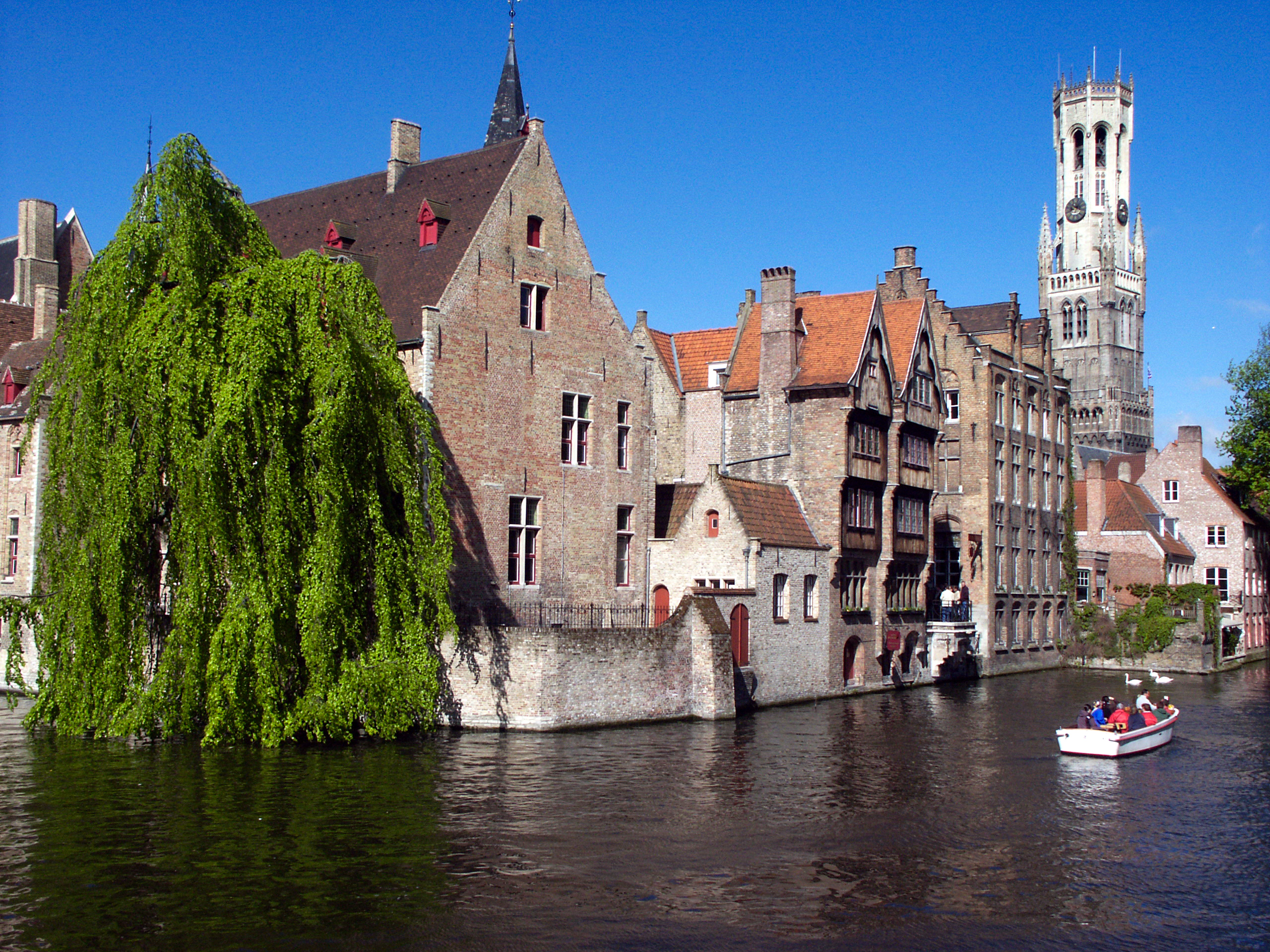
Bruges

Nelle Fiandre alla classe artigiana delle gilde e all'autorità signorile (laica o ecclesiastica) ebbero importanza anche le Hanse, letteralmente le "carovane" di mercanti, con la creazione di una sorta di dicotomia: ancora oggi nelle città è spesso presente una città "alta", fortificata e dedicata alla classe dirigente, e una città "bassa", dedicata alle attività commerciali. La formalizzazione dell'autorità nelle città si ebbe a partire dal decennio del 1070.

### Spagna

Il dominio almoravide alla massima estensione (in verde)

I regni delle Asturie e di Navarra nel X secolo erano riusciti a riorganizzarsi e a coordinare le proprie forze verso un attacco per riprendere il terreno dai musulmani che passò alla storia col nome di Reconquista e che terminò solo nel 1492. Anche gli arabo-berberi lottarono duramente per mantenere il controllo nella penisola iberica. Nel 996-997 il gran visir Ibn Abī ʿĀmir al-Manṣūr (detto dalla storiografia europea Almanzor) ordinò una spedizione dimostrativa che saccheggiò devastò la città meta di pellegrinaggi di Santiago di Compostela, sebbene non profanasse le reliquie dell'apostolo Giacomo. 
La sortita, che doveva avere un effetto simbolico e intimidatorio, ebbe (ma solo dopo la sua morte) effetti del tutto opposti: la Cristianità, visibilmente minacciata in uno dei suoi luoghi-simbolo più sacri, secondo una devozione che tramite l'abbazia di Cluny si era ormai già radicata in tutta Europa, rispose con sempre maggior entusiasmo per vendicare l'affronto. Da allora pellegrinaggio e Reconquista furono le due facce di una stessa medaglia.
Ad agevolare questo impegno, spesso fallito in passato, intervenne la scomparsa di Almanzor e una profonda crisi dinastica degli Omayyadi di Cordova. La compagine musulmana si sfaldò con insospettabile rapidità, perdendo unitarietà e quindi incisività, dilaniata dai conflitti tra famiglie arabe e famiglie berbere. Nel 1064 fu conquistata Coimbra, dopo un pellegrinaggio di Ferdinando I al santuario di Santiago di Compostela, che in quel periodo guadagnò la fama di Santiago Matamoros (Santiago Ammazza Saraceni), grazie all'apparizione di san Giacomo durante la battaglia di Clavijo, secondo tradizione. 
L'intervento di papa Alessandro II scongiurò una crisi dovuta alla morte di re Ramiro I, permettendo la conquista nel 1064 della piazzaforte di Barbastro, vicino a Saragozza, grazie all'intervento di numerosi cavalieri francesi: sul piano del diritto ecclesiastico, grazie alla richiesta di intervento tramite bolla papale, questo avvenimento è ritenuto il modello per la prima crociata. Ferdinando di Castiglia arrivò a farsi pagare un tributo dai re mori vicini e compì un'eroica cavalcata fino a Valencia; spirò nel 1065 venendo sepolto nella nuova cattedrale da lui fondata per accogliere le reliquie di sant'Isidoro di Siviglia, ottenute dai musulmani.
Alfonso VI di León, con l'aiuto del leggendario El Cid (che aveva peraltro combattuto valorosamente e lealmente agli ordini del signore musulmano di Saragozza), conquistò Toledo nel 1085, una delle più splendide e colte dell'epoca, nonché capitale morale della Cristianità spagnola, con l'appoggio di alcuni dissidenti tra i musulmani, tra i quali al-Qādir malik di Badajoz al quale fu promessa Valencia. L'assassinio dell'alleato fece ribellare il Cid, che assediò Valencia conquistandola nel 1094 e, riconciliatosi con Alfonso VI, insediandovisi come signore fino alla morte (1099).

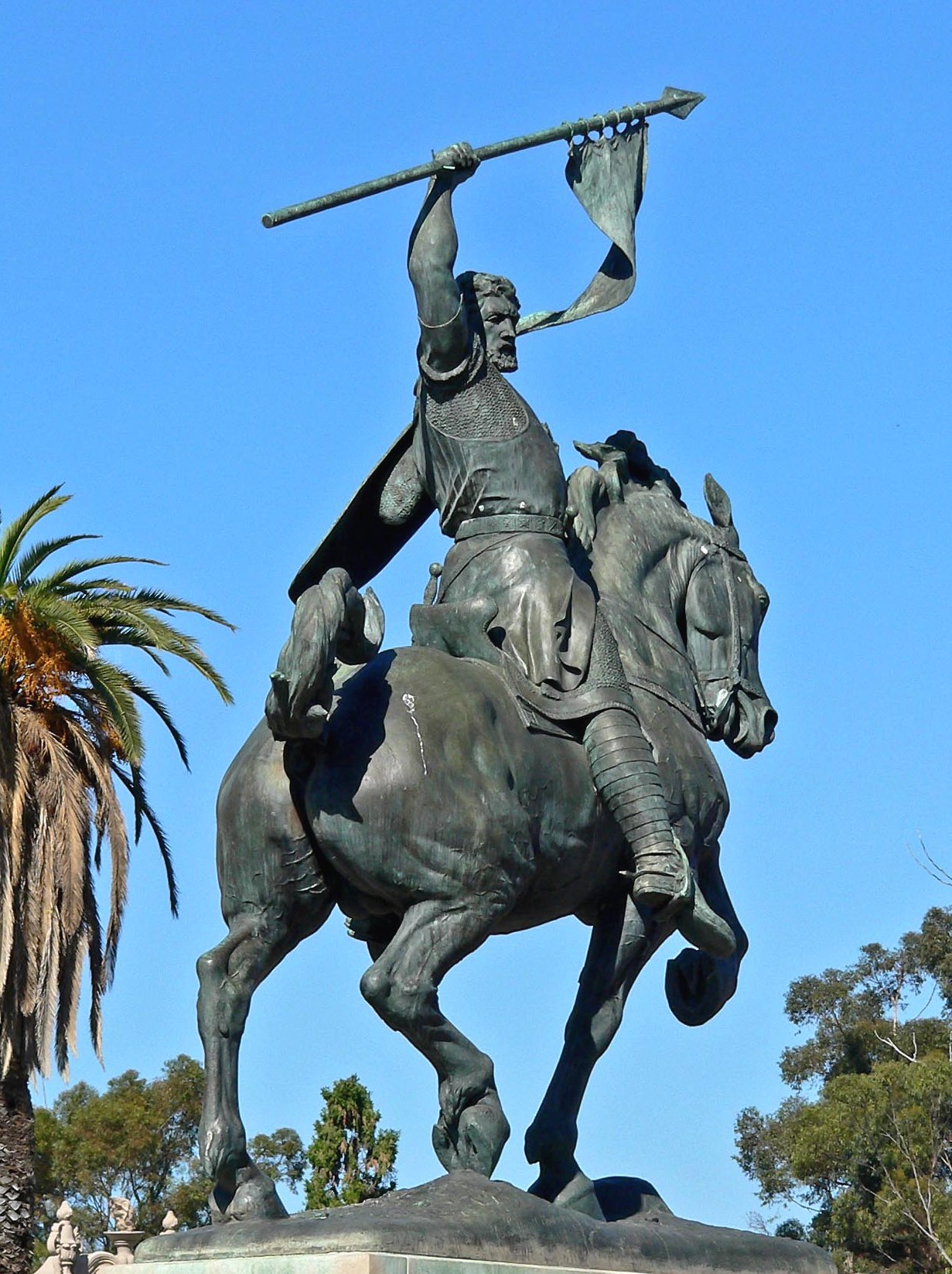
Statua di El Cid in un parco a San Diego, California

Il ceto dirigente di Cordova era preoccupato dall'avanzata cristiana e decise di rivolgersi alla più forte potenza nell'Islam occidentale, la dinastia rigorista degli Almoravidi, capeggiata da Yūsuf ibn Tāshfīn. Essi si erano formati sulle rive del Senegal e del Niger, nei conventi-fortezza detti ribāṭ, e si erano impadroniti del Marocco e dell'Algeria. Giunti in Spagna si scontrarono con i Castigliani a Zallāqa (oggi Sagrajas) il 23 ottobre 1086, dove imposero ai cristiani una delle più gravi sconfitte mai subite, con il re Alfonso che si salvò a stento con pochi altri cavalieri. 
Gli Almoravidi imposero la loro egemonia su tutti i signori locali musulmani (i reyes de taifas, talora con la forza, imponendo un dominio rigorista, che però portò a un periodo di prosperità e serenità, con una leggera pressione fiscale tanto sui musulmani quanto sugli ebrei e cristiani (i dhimmi). Il loro dominio si estendeva dall'Africa nord-occidentale alla Spagna, con prospere città quali Marrakech, Fez, Tlemcen, Sigilmassa e Almería. Coniarono monete d'oro (i marabottini) apprezzate e ricercate in tutto il Mediterraneo. Straordinario fu lo sviluppo del dibattito teologico e filosofico, con le madrase e la biblioteca di Cordova attive più che mai.
La riscossa militare dei cristiani e la nuova corrente degli "Unitari" (al-Muwaḥḥidūn ), nata in Nordafrica, segnarono la fine degli Almoravidi. Nel 1147 gli Almohadi (rigoristi seguaci dell'autoproclamato mahdi Ibn Tumart) conquistarono Marrakech, mentre i cristiani, sfruttando la crisi, presero poco dopo Almería e Lisbona. Gli Almohadi cacciarono i Normanni dalla costa africana e in seguito, chiamati dall'emiro di Valencia e di Murcia, sbarcarono in al-Andalus nel 1162, occupando Siviglia, che venne scelta come capitale. 
Il nuovo califfo almohade Abu Yusuf Ya'qub al-Mansur lanciò una controffensiva verso nord, sconfiggendo nella battaglia di Alarcos re Alfonso VIII di Castiglia (10 luglio 1195) Gli Almohadi furono molto più duri dei loro predecessori Almoravidi, costringendo all'esilio grandi pensatori del tempo come Maimonide e Averroè (il primo trovò rifugio nella tollerante corte cairota del Saladino). Alarcos aveva preceduto di poco il trionfale ingresso del Saladino a Gerusalemme (1187), per cui in quel periodo sembrò che l'Islam stesse trionfando stringendo in una morsa la Cristianità, spingendo papa Innocenzo III a indire una grande nuova crociata (1198), anche se le due vittorie erano episodi completamente indipendenti, costituendo per vari aspetti solo una coincidenza.
Il mondo islamico si estendeva ormai dalla Spagna all'India settentrionale e, sebbene fosse percepito dagli europei come un unico blocco compatto e ostile, esso era differenziato in molteplici realtà, talora con poche affinità politiche, anzi spesso in lotta l'una contro l'altra. I califfati esistenti all'epoca erano tre:
1. il califfato sunnita abbaside di Baghdad, che era il principale, dato che estendeva il suo potere, almeno in teoria, dalla Siria settentrionale all'Asia centrale; in pratica le varie dinastie regionali, sottomesse formalmente al califfo, amministravano il potere con piena autonomia in ampie zone del territorio. Sopra il califfo, già dall'XI secolo ridotto a pura veste simbolica, regnava il Sultano selgiuchide, che lo controllava e ne dirigeva le mosse;[5]
2. il califfato omayyade sunnita di Cordova che dominava la Spagna e in una parte del Maghreb, ed era destinato a una breve, seppur splendida, vita;[6]
3. l'Imamato ismailita de Il Cairo, retto dalla dinastia fatimide, nel quale ben maggior potere dell'Imam/Califfo stesso avevano i suoi visir (wāsiṭa).[7]

### Italia settentrionale

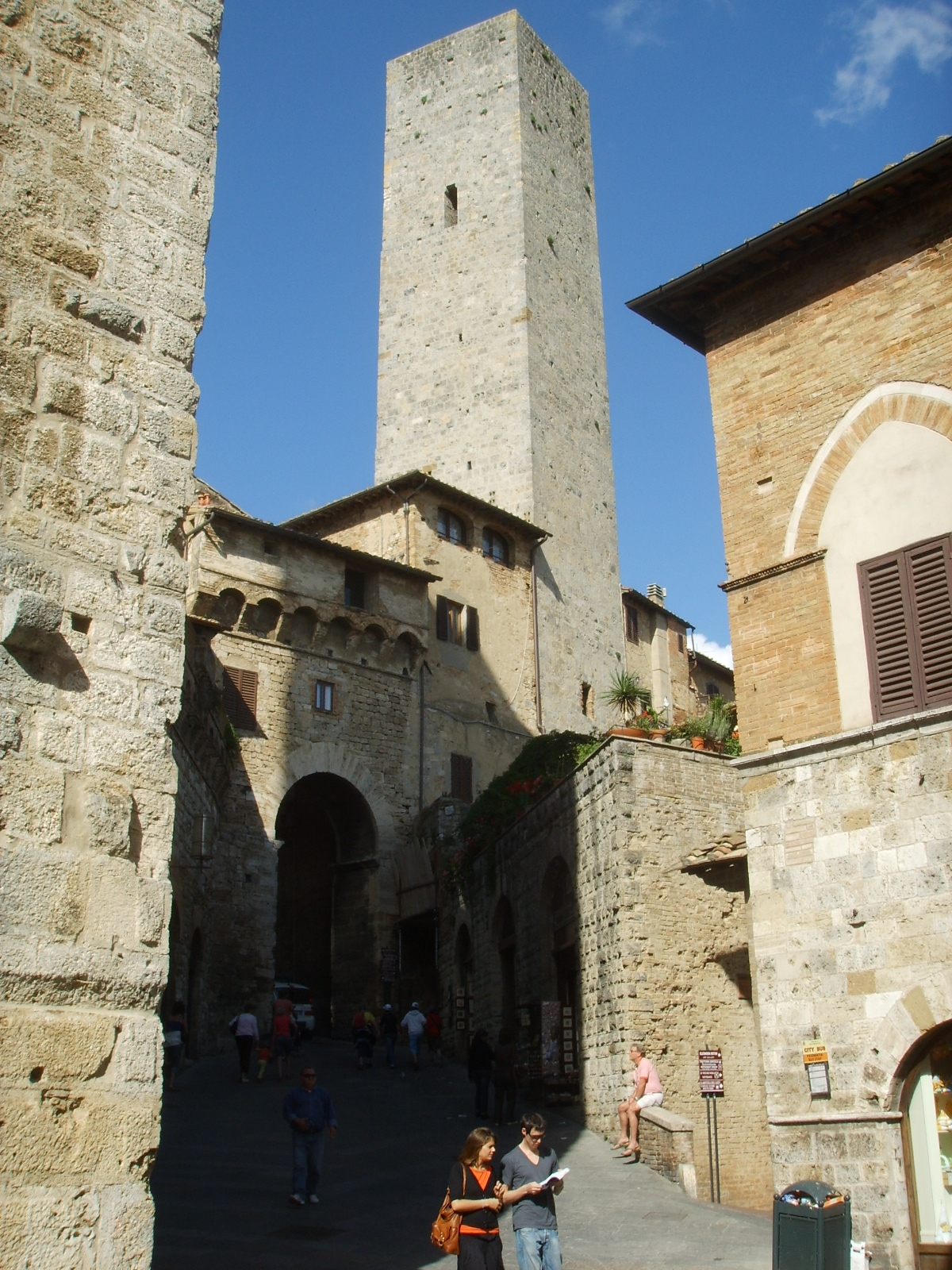
Torri medievali a San Gimignano, sorte in epoca comunale

Nel 1002 i principali esponenti della grande aristocrazia del Regno d'Italia, riuniti a Pavia, decisero di assegnare la corona d'Italia ad uno di loro, stanchi del vuoto di potere causato dalla mancata autorità del sovrano tedesco e scontenti della sua alleanza con la gerarchia ecclesiastica che li escludeva. Venne scelto Arduino d'Ivrea, ma egli incontrò dure resistenze soprattutto tra i vescovi della Pianura Padana. Sconfitto, fu costretto a ritirarsi nel monastero di Fruttuaria, dove morì nel 1014. Anche il Regno d'Italia finì poi definitivamente sotto il controllo di quello tedesco dal 1032. Il Regnum Italiae cessò di fatto di esistere con l'avvento delle autonomie comunali.
Nacquero delle oligarchie che tenevano in mano il governo cittadino, in una sorta di autogoverno che si diffuse su larga scala in Europa occidentale e centrale tra i secoli XI e XIV, con il maggiore sviluppo a livello civile e di autocoscienza politica nell'Italia centro-settentrionale (soprattutto Pianura Padana, Veneto occidentale, Umbria, Marche e Toscana). Le aree italiane, pur diventando di fatto indipendenti, rimasero a lungo "di fatto" assoggettate al Sacro Romano Impero, e mentre nel resto d'Europa le autonomie di stampo comunali venivano inquadrate ormai nelle varie monarchie assolute, solo in Italia (sebbene in un periodo prossimo al tramonto in favore dell'evoluzione verso le signorie principesche) esse presero una piena coscienza di autonomia. Ne sono un tipico esempio gli scritti del fiorentino Coluccio Salutati che rivendicava per la Repubblica di Firenze la dignità di Stato superiorem non reconoscens, rinunciando alla tutela dell'Impero in cambio della propria libertas. Il comune ebbe una periodizzazione molto varia da zona a zona. Sebbene si identifichi un "periodo comunale" tra XI e XIV secolo, si deve considerare che contemporaneamente ai comuni propriamente detti coesistevano ancora istituzioni feudali di grande rilievo. Inoltre il comune non fu esclusivamente un fenomeno cittadino: non mancarono esempi anche di "comuni rurali".

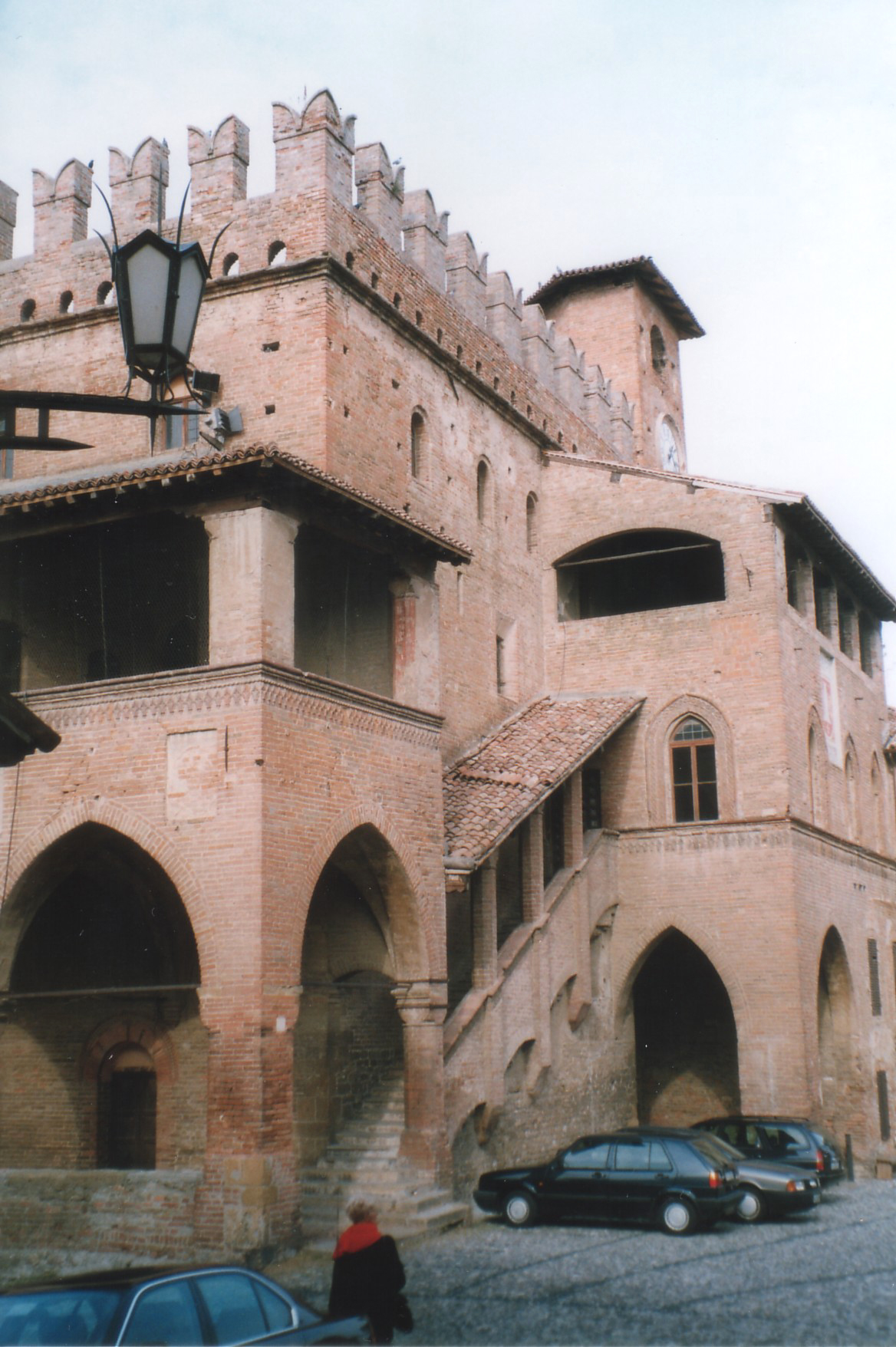
Castell'Arquato

Nel corso dell'XI secolo, durante la lotta per le investiture, la classe vescovile si vide messa in dubbio, con il graduale emergere di quei ceti di laici che l'avevano fino ad allora affiancata nel governo cittadino: aristocratici inurbati dal contado, detentori anche del potere militare, e una "proto-borghesia", composta dagli addetti alle professioni più qualificate (i ceti intellettuali come notai, giudici, medici) e redditizie (mercanti, cambiavalute, artigiani e, nelle città portuali, armatori). Le città godettero di un maggior sviluppo tra i secoli XI e XII, contemporaneamente allo svilupparsi di un sistema di governo cittadino proprio. Nacquero così una serie di magistrature collegiali dove si riunivano i ceti più importanti della città, variamente riconosciute o dai vescovi o dall'autorità regia o, nello Stato Pontificio, dal papa. Queste magistrature avevano in deroga alcuni poteri locali. Espressione tipica dell'autogoverno dell'epoca furono i consules, scelti tra le famiglie più ricche e potenti.
La nascita vera e propria di un Comune varia da città a città e spesso, a causa della documentazione assente o perduta, è ignota. Le città di Lucca e Pisa avevano consoli già nel 1085, mentre altre se ne dotarono entro i due decenni successivi; a Genova fu dal 1099, a Milano dal 1117.
I problemi fondamentali che occuparono i comuni dell'epoca erano essenzialmente due: l'indipendenza dai ceti feudali dei dintorni (tramite l'assoggettamento del contado e l'inglobamento degli stessi feudatari nella vita cittadina) e il riconoscimento formale da parte delle autorità pubbliche superiori, innanzitutto l'imperatore romano-germanico. Dall'assoggettamento dei contadi tramite una serie di conflitti con i vari castelli e borghi fortificati della zona, si sfociò abbastanza presto anche in conflitti tra città e città riguardo ad aree diventate di confine. I rapporti con l'impero vennero definiti soprattutto dopo le trentennali lotte contro l'imperatore Federico Barbarossa, che portarono infine alla pace di Costanza e al riconoscimento delle autorità comunali nel loro complesso come vassalli imperiali in ciascuna città; i consoli dovevano così giurare fedeltà al sovrano facendo rientrare i comuni, nati come eversione al sistema feudale, nella scala feudale stessa. A parte la formale concessione di autorità siglata nei solenni diplomi imperiali (profumatamente pagati nonostante riconoscessero un'autorità ormai di fatto indiscutibile), la sottomissione all'impero nel Tre-Quattrocento si concretizzava solo in periodici esborsi alla cancelleria imperiali per la promulgazione o conferma di vari privilegi, sollecitati dalle classi dirigenti comunali stesse.
I ceti che avevano in appannaggio le cariche consolari spesso non coincidevano con quelli che dominavano la vita cittadina dal punto di vista economici e culturale: non solo mancava l'espressione della volontà popolare, ma spesso nemmeno i ceti mercantili avevano accesso alla politica, saldamente tenuta dai ceti militari e aristocratici di origine feudale. Gradualmente ai consoli vennero ad affiancarsi nuove articolazioni, prime fra tutte le assemblee: dall'arengo di origine germanica (assemblea di tutti i liberi) nacquero, con nomi che possono variare da città a città, i parlamenti, i consigli maggiori e i più ristretti consigli minori. Tra i membri di questi due consigli venivano scelti i consoli.
Il regime consolare era quindi strettamente elitario: l'espressione libertas, che spesso campeggia nei motti comunali, non va intesa come sinonimo di libertà individuale nell'accezione moderna, ma sottintendeva la libertà cittadina rispetto a influenze esterne.

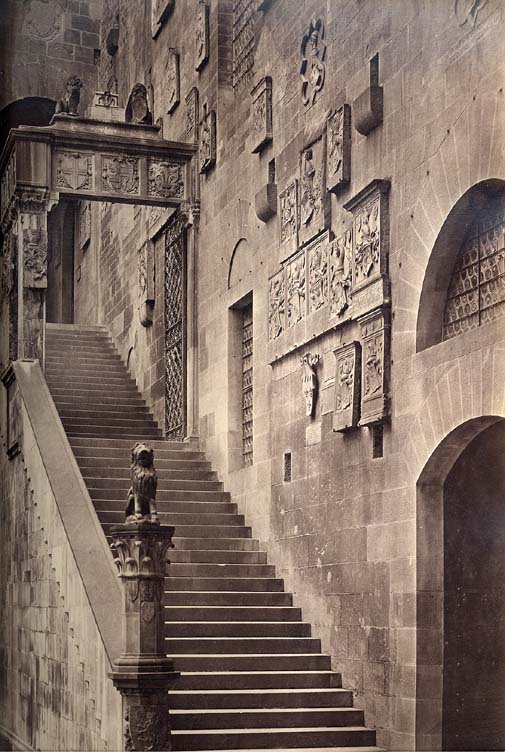
Interno del palazzo del Bargello di Firenze, edificato come palazzo del podestà

Il governo consolare stimolò le accese rivalità tra le famiglie aristocratiche cittadine, fomentate da inimicizie, rancori, ostilità e la mai dimenticata consuetudine, tipica dei popoli germanici, del diritto-dovere della vendetta. Per porre freno, per quanto possibile, a queste lotte interne a partire dalla seconda metà del XII secolo in quasi tutte le città comunali i consoli vennero sostituiti da un solo funzionario, il podestà, scelto di solito tra i forestieri per essere al di sopra delle fazioni cittadine.
Il regime podestarile non bastò comunque a risolvere problemi interni, aggravati anche da una tendenza all'incremento degli scontri con le città rivali, dovuto al completo assoggettamento dei territori liberi attorno alle città stesse e all'inizio dei conflitti per la conquista i territori di altre città per interessi mercantili e politici, legati alla supremazia regionale. Alcune rivalità tra città sono rimaste proverbiali e tutt'oggi vive nel campanilismo cittadino: Firenze contro Pisa, Firenze contro Siena, Bologna contro Modena, Padova contro Verona, ecc.

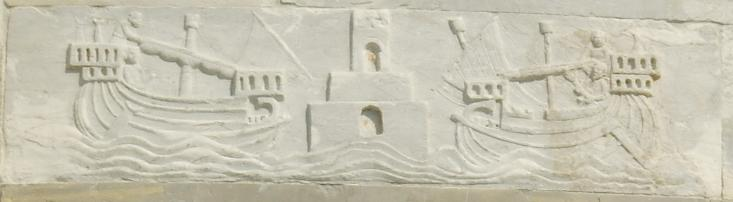
Rilievo sulla torre di Pisa che mostra l'antico Porto Pisano

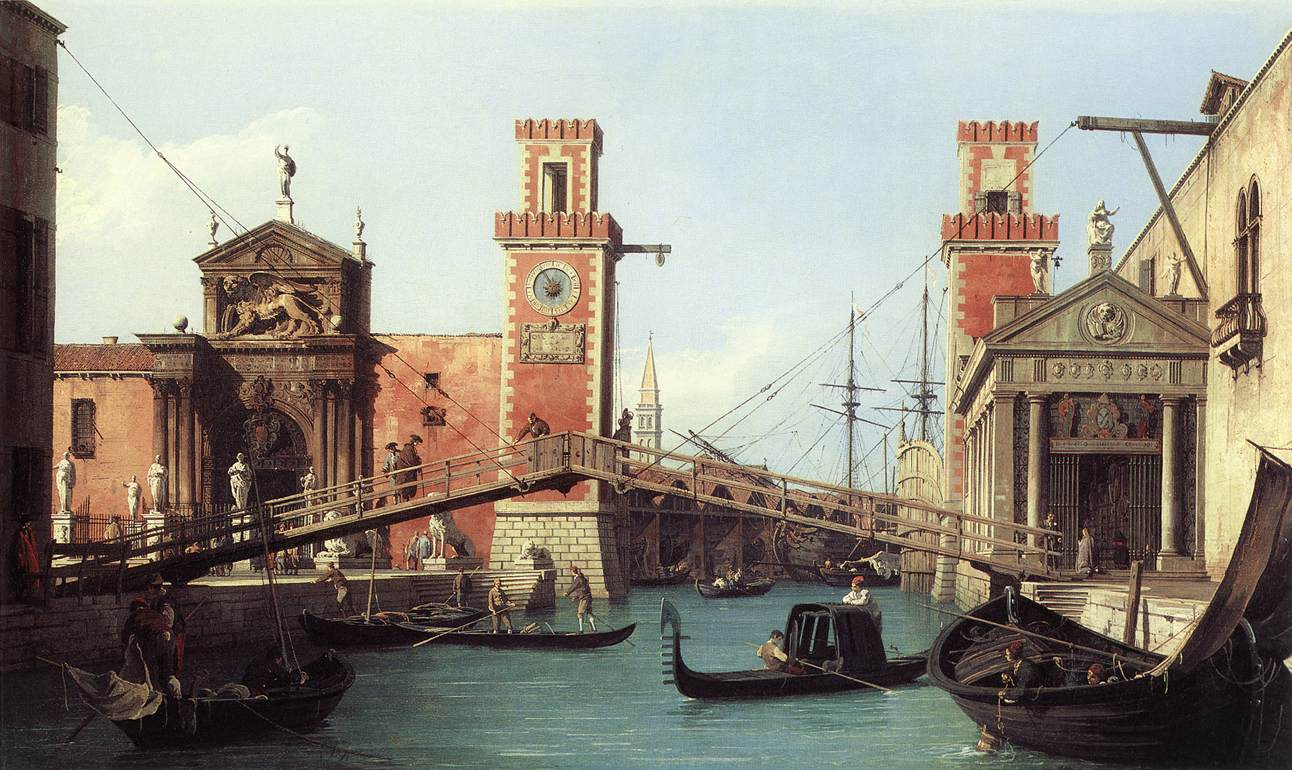
Canaletto, Veduta dell'entrata dell'Arsenale di Venezia (1732)

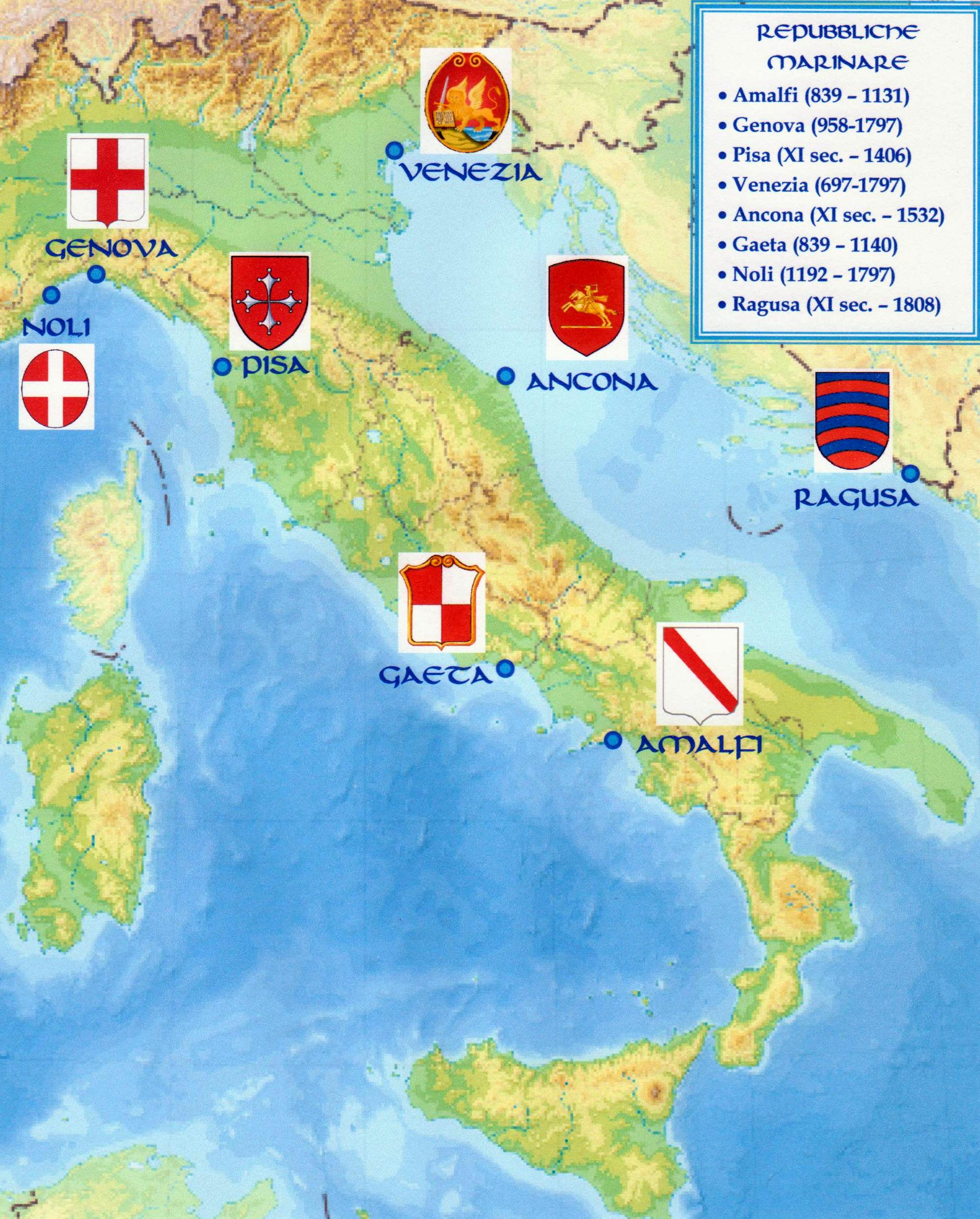
Localizzazione, cronologia e antichi stemmi delle repubbliche marinare

Nel dominio dei mari si scontravano invece le cosiddette Repubbliche marinare. Alcune di esse (Repubblica di Venezia, Ducato di Amalfi, Ducato di Gaeta) invece, avevano potuto decollare quando il potere centrale era venuto meno, nell'XI secolo. Formalmente Genova e Pisa erano sotto la corona del Regno d'Italia che apparteneva all'Imperatore germanico, il possesso di Ancona era de iure sia dell'Impero, sia della Chiesa, mentre Ragusa apparteneva a Bisanzio. Già all'inizio del IX secolo i porti campani avevano una moneta propria, derivata dal tarì arabo (a testimoniare come il mondo musulmano fosse il mercato al quale essi guardavano). Decaduta la potenza di Amalfi e Gaeta, la Repubblica di Genova prima e la Repubblica di Venezia poi iniziarono a sviluppare traffici di grande portata: grazie a una rete finanziaria, produttiva e commerciale crearono infine un vero e proprio impero economico.
La navigazione sull'Adriatico fu sicura fin dal IX secolo e ciò permise a Venezia lo sfruttamento di rotte che andavano da Costantinopoli, alla Siria e la Palestina, al Nordafrica e alla Sicilia. I Veneziani, nonostante i reiterati divieti, commerciavano con gli Arabi, comprese quelle merci proibite quali armi, legname, ferro e schiavi (provenienti soprattutto dalle popolazioni slave di Istria, Croazia e Dalmazia, tanto che da "slavo" - e dal mediolatino creolo "sclavum*" - derivò poi la parola "schiavo"). Contemporaneamente (ma nel caso di Genova alquanto prima), già nel XI, nel mar Ligure e nel Tirreno, Genova e Pisa iniziavano a emergere con politiche autonome fino a creare anch'esse una fitta rete di rotte commerciali, arrivando a dominare anche colonie oltremare. Genova e Venezia ebbero inoltre una notevole espansione territoriale, nella propria regione e in quelle confinanti. Nell'Adriatico, intanto, Ragusa e Ancona, pur ostacolate dalla supremazia veneziana, riuscirono a ritagliarsi il loro spazio, specialmente nei traffici marittimi con il Levante.
Durante il XII secolo vi fu un profondo mutamento, che portò la navigazione a essere il metodo di spostamento più comodo e usato: ne è prova il fatto che dalla Terza e dalla Quarta crociata in poi le truppe si mossero solo via mare, non perché le vie terrestri fossero diventate più insicure o lunghe (lo erano anche prima), ma perché ormai la nave era il mezzo più diffuso per velocità e capacità di carico e trasporto. I numerosi conflitti che sorsero tra le città marinare scaturivano spesso da questioni commerciali in oltremare. Per esempio Pisa e Genova furono inizialmente alleate contro i musulmani, ma la rivalità su chi dovesse avere l'egemonia in Corsica e in Sardegna compromise inevitabilmente i rapporti. Nelle città più importanti, tutte le repubbliche marinare avevano dei veri e propri quartieri, con empori, fondachi, cantieri navali e arsenali, dove convergevano le piste carovaniere e da dove partivano le navi che trasportavano spezie e altri preziosi carichi verso l'Europa.
La Repubblica di Venezia, di Genova e di Pisa a volte diressero le crociate dirottandone l'itinerario per aprire rotte commerciali a esse propizie: emblematico è il caso della conquista di Costantinopoli del 1204, attuata dai Veneziani di Andrea Dandolo sfruttando le forze della quarta crociata; Pisani e Genovesi sfruttarono anche la quinta crociata, che fecero puntare sui ricchi porti egiziani di Alessandria e Damietta per fondarvi colonie commerciali. Genova riuscì anche, grazie all'appoggio della dinastia bizantina dei Paleologi a estendere le proprie rotte oltre il Bosforo, nel Mar Nero dove entravano in contatto con i Mongoli dell'Orda d'oro e con i principati russi, verso i quali convergevano vie fluviali e carovaniere dal Mar Baltico e dall'Asia centrale. Laggiù inoltre potevano acquistare il grano ucraino che riforniva l'Occidente. Alla fine del Duecento, con la battaglia della Meloria (1284) e quella di Curzola (1298) i Genovesi batterono rispettivamente i Pisani e i Veneziani, assicurandosi, almeno apparentemente, un dominio mediterraneo.
Le repubbliche marinare ebbero un'importanza che non fu soltanto commerciale; anzi la loro attività di navigazione fu fondamentale per fare indirizzare lo sguardo dell'Europa verso l'Oriente e i paesi più lontani, con i quali si iniziarono nuovamente a scambiare idee, modi di pensare, conoscenze. I navigatori che partirono dalle repubbliche marinare tornavano, consapevolmente o no, con un carico culturale prezioso anche più di quello materiale e spesso contribuirono in modo determinante ad ampliare l'ecumene europeo.

Stemma della Casa d'Altavilla

### Italia meridionale
Nel frattempo nel meridione d'Italia si assistette alla nascita di una monarchia, quella dei Normanni, che, stabilitisi ormai in Normandia dalla Scandinavia, vedevano angusto il proprio territorio e cercavano sbocchi di espansione. Fu così che la famiglia Altavilla riuscì a inserirsi nel Meridione d'Italia sfruttando le rivalità tra i vari signori locali e impadronendosi di Puglia e Calabria. La loro fortuna fu nell'avere dalla loro parte il papa, in cerca di alleanze durante la difficile disputa contro l'Impero tedesco. Il pontefice infatti, superata l'iniziale diffidenza e ostilità, concesse il Meridione d'Italia in feudo agli Altavilla, commettendo l'ennesima infrazione formale rispetto a Bisanzio, legittimamente proprietaria di quei territori (altri smacchi del pontefice a Bisanzio erano stati, secoli addietro, le incoronazioni dei re di Francia e dell'Imperatore d'Occidente, arrogandosi diritti che poteva vantare solo sostanzialmente, ma non formalmente). Il papa in quell'occasione aveva comunque il pretesto dello scisma d'Oriente, che gli diede l'opportunità di rivendicare per sé territori dell'imperatore eretico, sui quali quest'ultimo non era ormai più in grado di esercitare la propria autorità.
I Normanni divennero allora nemici dei bizantini, venendone espulsi dall'esercito (molti erano i mercenari), e Roberto il Guiscardo tentò oltretutto la conquista dell'Epiro, che non gli riuscì (1081-1085), nonostante un nuovo avallo papale. Suo fratello Ruggero, ispirandosi alla Reconquista spagnola, decise allora di tentare di scalzare l'egemonia saracena in Sicilia, riuscendoci con successo tra il 1061 e il 1094. Con Boemondo, figlio di Roberto il Guiscardo, i normanni conquistarono anche la ricca città di Antiochia nel corso della prima crociata, creando una sorta di "diaspora" normanna che originò un variegato "impero" che andava dall'Inghilterra alla Terra santa, privo di una qualsiasi unità familiare o istituzionale, ma figlio della medesima spinta espansiva dell'intraprendente popolo scandinavo. Sicilia e resto dell'Italia meridionale vennero riuniti in un unico regno dal 1130.
La Sardegna ebbe invece un destino a sé, di autonomia feudale, con la nascita dei Giudicati, quattro entità statuali autonome (Calari, Torres, Arborea, Gallura) che ebbero potere in Sardegna fra il IX e il XV secolo e del tutto diverse dalla forma feudale vigente nell'Europa medievale, più prossime a quelle tipiche dell'esperienza bizantina, fondendo tradizioni autoctone (usi e istituti di presumibile derivazione dalla civiltà nuragica) e istituti giuridici romano-bizantini. I giudicati erano caratterizzati da istituzioni semidemocratiche come le Coronas de curatorias che a loro volta eleggevano i propri rappresentanti alle assise parlamentari denominate Corona de Logu. Il Giudicato d'Arborea sopravvisse fino al 1400, arrivando alla quasi unificazione della Sardegna in un unico regno sotto Mariano IV prima ed Eleonora d'Arborea dopo.

### Europa nord-orientale
Intorno al 1111, secondo le cronache, gli slavi vennero convertiti, sottomettendosi formalmente a Enrico X di Sassonia detto il Superbo, anche se una "vera" conversione e sottomissione richiesero tempi più lunghi. Le resistenze degli slavi vennero sconfitte solo con un continuo martellamento dei tedeschi. Nel 1156-57 il re della più importante delle tribù slave, Pribislavo di Meclemburgo degli Obodriti, si convertì e divenne feudatario di Enrico il Leone, duca di Sassonia. Per gli slavi significò una vera e propria colonizzazione da parte del mondo germanico, che nei secoli successivi portò, in alcune aree, alla scomparsa della loro cultura, assimilata dai tedeschi.

### L'impero bizantino

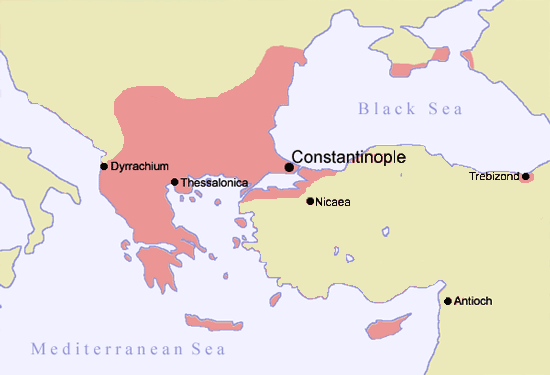
L'Impero bizantino, all'ascesa al trono di Alessio I Comneno, nel 1081

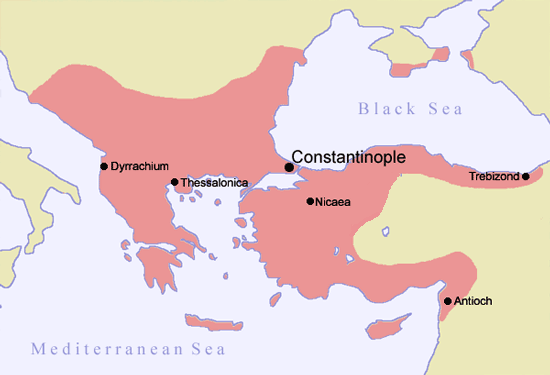
L'Impero bizantino, alla morte di Manuele I Comneno, nel (1180)

Nel 1059 l'Impero bizantino vedeva la fine della gloriosa dinastia macedone, che aveva regnato con il pugno di ferro aumentando la centralizzazione e la militarizzazione dell'Impero, minacciato su più fronti da Arabi, Bulgari e prìncipi di Kiev. Anche Roma era minacciosa dal punto di vista religioso, per le sue ormai chiare pretese di egemonia sulle altre sedi patriarcali compresa Costantinopoli. Costantino IX Monomaco e sua moglie la basilissa Zoe appoggiarono l'azione del patriarca Michele I Cerulario che portò nel 1054 allo scisma d'Oriente. Quando la dinastia macedone si estinse, il trono fu conteso tra le due più potenti famiglie bizantine del tempo, i Comneni, che avevano il potere militare, e i Ducas, che avevano il potere politico.

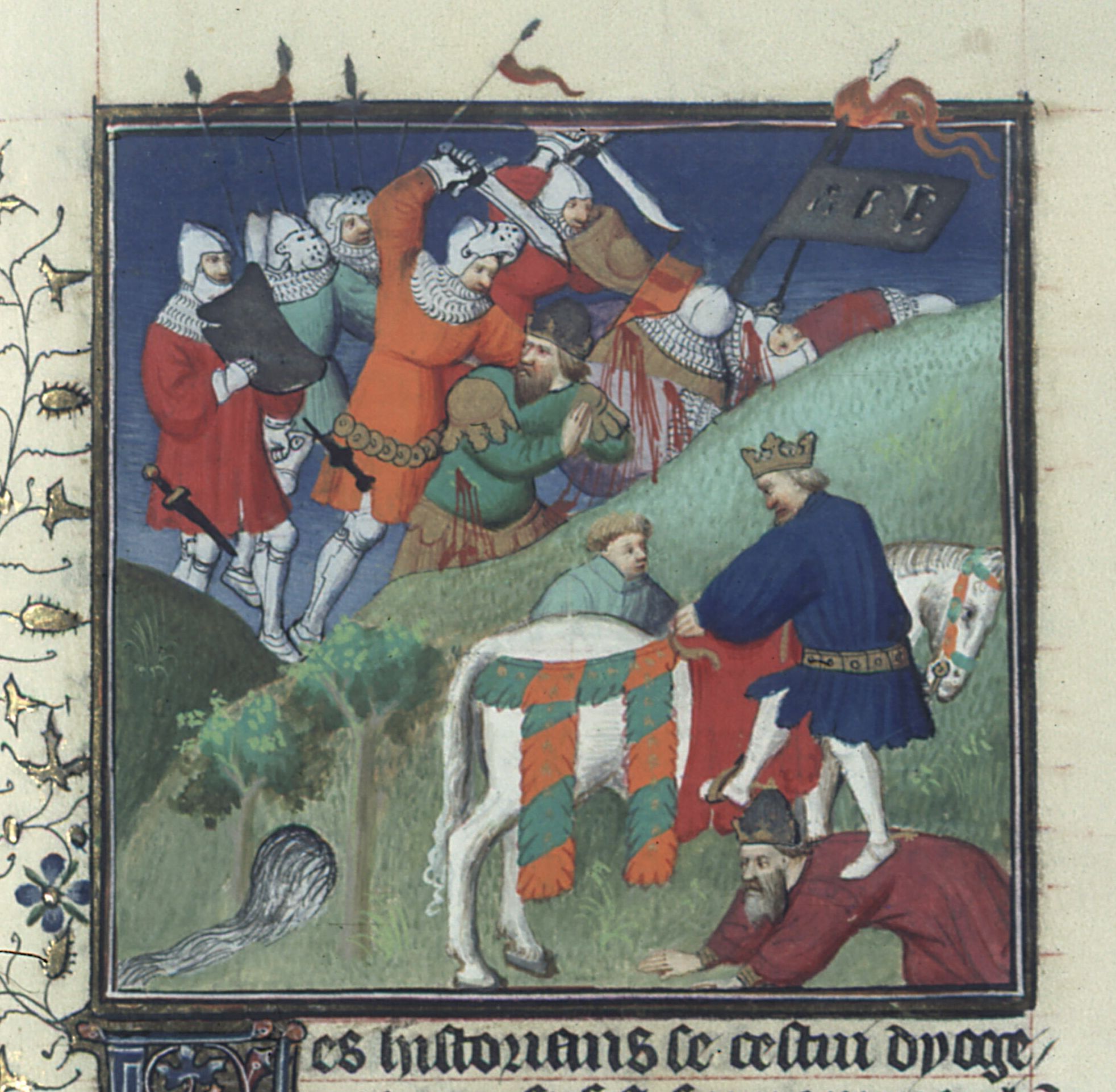
La battaglia di Manzicerta in una miniatura: si vede in alto l'esercito di Romano IV Diogene mentre viene massacrato, e sotto il capo dei selgiuchidi Alp Arslan che usa l'Imperatore per salire a cavallo

Mentre ciò accadeva, l'esercito bizantino fu sconfitto dai turchi Selgiuchidi nella battaglia di Manzicerta del 1071. I Turchi erano provenienti dall'Asia centrale e di lingua turcica, imparentata con il mongolo. Essi, dopo un periodo di migrazioni dall'Asia nord-orientale, si erano insediati nel X secolo in un'ampia zona che confinava con India, Persia e Cina. Strutturati come una confederazione di tribù con a capo i khaghan (termine poi contratto in khan).

Nell'XI secolo la tribù selgiuchide, di origine turkmena, recentemente convertita e dotata di una notevole forza militare (basata su cavalieri e arcieri formidabili), prestò il suo sostegno interessato al califfo abbaside di Baghdad, che allora era minacciato da più fronti. Accettata il ruolo di "protettore" del califfato, il khan divenne sultano e affiancò in una specie di diarchia il califfo, pur limitato a ruoli di rappresentanza e di simbolo religioso, fondando una sorta di impero politico-militare dall'Anatolia alla Persia centrale. Dopo aver battuto l'impero bizantino nella battaglia di Manzicerta, fondarono in Anatolia il sultanato di Rum (la "nuova Roma") con capitale Iconio (attuale Konya).
Dopo questa battaglia, in breve tempo, l'Impero bizantino perse tutta l'Asia Minore. Intanto la contesa tra le due famiglie continuava, per interrompersi nel 1081, anno in cui Niceforo III Botaniate spodestò Michele VII Ducas dal trono. Le due famiglie che non volevano perdere il potere si allearono, infatti il rappresentante dei Comneni, il generale Alessio I Comneno (1081-1118), sposò Irene Ducaena, con l'appoggio dell'esercito, Alessio I spodestò dal trono Niceforo III, nel 1081. I Comneni continuarono la politica della dinastia macedone, tesa a rafforzare militarmente l'Impero, e riuscirono a risollevare le sorti dell'Impero, che sembravano segnate.
Alessio I Comneno subì lo smacco sia del nascente regno normanno in Italia Meridionale, sia del regno Franco di Gerusalemme in Terra santa, entrambi sorti senza il suo assenso su terre formalmente di sua proprietà. Oltre a ledere i suoi diritti ciò poteva compromettere la supremazia bizantina nel Mediterraneo orientale. Nonostante ciò Alessio riuscì a farsi consegnare dai crociati i territori in Asia Minore, riconquistandone quindi tutte le zone costiere. L'Impero sotto Alessio Comneno, e in seguito anche dei suoi successori, visse una fase di rinascita, Alessio salvò l'impero dal crollo, visto che riuscì a sconfiggere l'invasione normanna in Grecia e nei Balcani.
Ad Alessio nel 1118 succedette il figlio Giovanni II Comneno, che intervenne più volte nei Balcani: sconfisse i Peceneghi e tenne a bada i regni avversari di Serbia e Ungheria. Cercò di favorire i commerci dei Pisani e dei Genovesi, per affrancarsi il più possibile da Venezia. Con una serie di interventi militari ma soprattutto diplomatici, riuscì a continuare l'opera del padre, recuperando una parte dei domini dell'Impero in Asia Minore sottraendoli ai Turchi selgiuchidi.

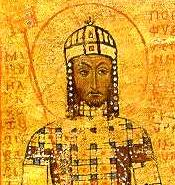
Miniatura di Manuele I Comneno

Gli succedette nel 1143 il figlio Manuele I Comneno, che arrivò alla rottura con la storica alleata Venezia. Fu il primo imperatore bizantino ad allearsi col papa e con l'imperatore germanico, contro i Normanni, un'intesa che svanì con l'arrivo al potere di Federico Barbarossa, che nella sua conflittualità con la Chiesa impose ai bizantini di scegliere l'uno o l'altro alleato: e si scelse la Chiesa romana, perché il programma di Federico era troppo sovrapposto agli interessi bizantini, a partire dalla rivalutazione del titolo e della funzione imperiale germanica. Avere rapporti col pontefice significava per Bisanzio anche accettare i suoi alleati, cioè la monarchia normanna di Sicilia, usurpatori dei territori bizantini da lunga data. 
Manuele fu profondamente attratto dal rinato Occidente, stipulò una serie di alleanze che comprendevano il papa, i Normanni, Venezia, i comuni italiani, alcuni grandi feudatari del centro Italia e i prìncipi franchi in Terra santa. Manuele voleva sia rovesciare il Barbarossa, sia avviare una politica occidentale nel solco di Giustiniano I: il suo sogno sarebbe stato riconquistare la Sicilia e il Mediterraneo, ma la sua invasione nel sud Italia non ebbe molta fortuna: nonostante i buoni inizi, non riuscì a reimporre la sovranità bizantina in Italia. Per un obiettivo del genere egli avrebbe dovuto avere il fronte orientale pacifico e alleato, ma ciò non avvenne.
Manuele attuò una riuscita politica militare, grazie alla quale conquistò il Regno di Serbia, sconfisse gli Ungheresi, impose la sua sovranità su Antiochia e continuò la riconquista dell'Asia Minore. Non riuscì a riconquistare l'entroterra dell'Asia Minore, vista la sconfitta nella battaglia di Miriocefalo nel 1176. Nel 1180 Manuele morì e dopo la sua scomparsa l'impero vacillò tra lotte intestine, congiure, intrighi e i soprusi dei Latini (soprattutto i Veneziani) che ormai avevano in pugno i commerci con Bisanzio. 
La successiva dinastia degli Angeli non poté evitare l'accordo tra i Normanni (gli Altavilla di Sicilia) e gli imperatori germanici, che tornarono così uniti nella politica ostile contro Bisanzio: nel 1185 conquistarono Tessalonica. Ulteriormente indeboliti dai musulmani e dagli occidentali, i Bizantini sembravano ormai stretti in una tenaglia che si allentò solo con la scomparsa del Barbarossa (1190) e di suo figlio Enrico VI (1197), i quali, unita la propria corona a quella siciliana, tramavano ormai di una possibile conquista della capitale dell'impero.

## La società feudale

I tre stati: religiosi, guerrieri e contadini (British Library: manoscritto Sloane 2435, f.85)

### Una società tripartita
Oratores, bellatores e laboratores erano tradizionalmente le tre funzioni nelle quali si dividevano gli individui nella società attorno all'anno Mille, come testimoniato per esempio da Adalberone di Laon. I primi pregavano per la stabilità e la sicurezza del mondo cristiano, i secondi combattevano, mentre i terzi, attraverso il lavoro manuale, provvedevano al sostentamento di tutta la società.
Questa ripartizione di doveri corrispondeva anche a una diversa distribuzione della ricchezza. Erano tagliati fuori da questa classificazione alcuni settori "commerciali", che venivano guardati con sospetto dalla Chiesa (si pensi alle dure condanne contro l'usura, intesa a quel tempo come semplice guadagno dal denaro indipendentemente dal tasso d'interesse), contrapponendoli a coloro che guadagnavano dal lavoro manuale. Gli oratores (gli ordini religiosi), essendo i più istruiti, avevano anche il compito di tramandare le memorie della propria civiltà, sia a livello storico sia mitico-religioso, per cui la funzione della preghiera era quella più importante e sacra. Lo storico Georges Dumézil, nella seconda metà del Novecento, estese questa tripartizione a tutte le società indoeuropee, anche se le sue tesi non sono accettate universalmente.
A partire dal XII secolo questa organizzazione tripartita venne sempre più scompaginata: per esempio gli ordini religiosi prendevano sempre più spesso funzioni anche di laboratores (si pensi ai cistercensi) o di bellatores (si pensi agli ordini religioso-militari dei cavalieri). Inoltre le città avevano ampliato considerevolmente la gamma di attività dei laboratores, ormai non solo in stragrande maggioranza contadini, ma anche artigiani, mercanti e banchieri, con la nascita di nuovi ceti di importanza via via crescente che mal si inserivano nell'antica tripartizione. Il definitivo tramonto di questo sistema, con la presa di coscienza del sempre più numeroso "terzo stato", si ebbe solo col tramonto del feudalesimo alla fine del Settecento.
Una distinzione più aderente alla realtà effettiva era quella tra chierici e laici: i primi rispondevano solo alla giustizia ecclesiastica, i secondi anche a quella ordinaria. A sua volta i chierici erano divisi in clero secolare (che vive nel saeculum, cioè i sacerdoti) e clero regolare (che segue una regola, cioè i monaci). Infine il clero regolare si allargò tra XII e XIII secolo con la nascita di altri due fenomeni: gli ordini monastico-cavallereschi e gli ordini mendicanti.
Dal secolo X all'XI si intensificò l'inurbamento dei ceti servili, che portò a una rinascita delle città e delle attività professionali. Tra i sistemi più usati per sottrarsi alla dipendenza dei signori e affrancarsi in città c'era la commendatio a un signore simbolico, come il santo patrono locale, al quale offrivano un "servizio" pecuniario, spesso abbastanza modesto.

Fu in quel periodo che nacque una cronachistica urbana indipendente dal contributo religioso: tra i primi ci fu il genovese Caffaro che tra il 1099 e il 1162 redasse gli Annali e poi li presentò al governo cittadino per essere approvati e ufficializzati. Stavano nascendo i prodromi di "borghesia" urbana, anche se il termine va usato con cautela perché non esisteva ancora la piena coscienza di sé di un ceto del "borgo" contrapposto a quello di altri ordini e categorie sociali.

### L'ascesa della cavalleria
Durante l'Alto Medioevo, i codici cavallereschi descrivevano il cavaliere ideale come altruista, fedele e feroce contro coloro che minacciano i deboli. La cavalleria pesante divenne comune nell'XI secolo in tutta Europa e furono inventati i tornei. I tornei consentivano ai cavalieri di raccogliere vaste ricchezze e fama attraverso le vittorie. Nel XII secolo i monaci di Cluny promossero la guerra etica e ispirarono la formazione di ordini cavallereschi, come i Cavalieri templari. Durante questo periodo furono istituiti titoli nobiliari ereditati. Nella Germania del XIII secolo, il cavalierato divenne un altro titolo ereditabile, sebbene uno dei meno prestigiosi, e la tendenza si diffuse in altri paesi.

## La Chiesa tra XI e XIII secolo

### Il Papato tra XI e XIII secolo

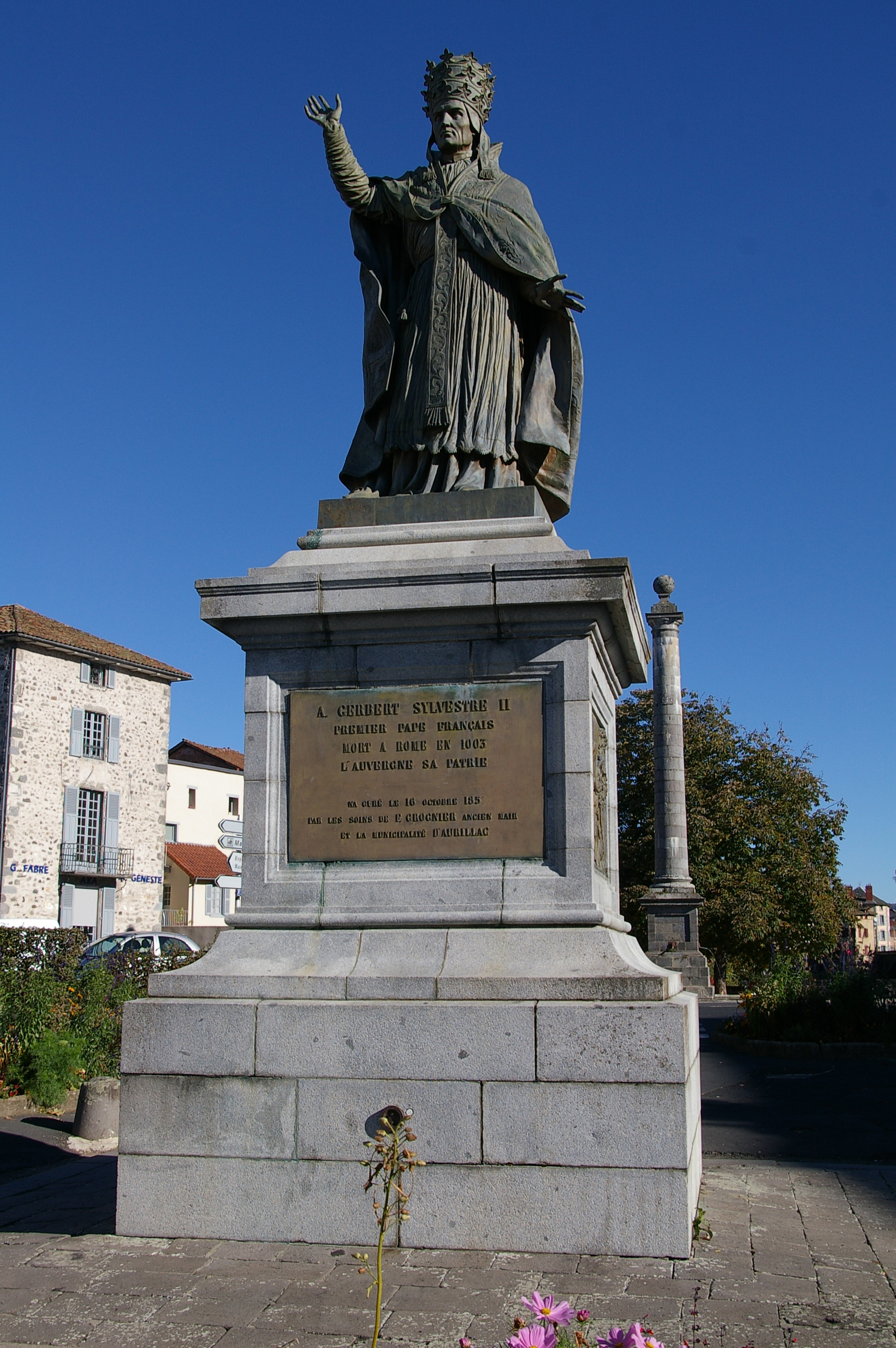
Statua di papa Silvestro II nella città francese di Aurillac

Tra X e XI secolo la Chiesa occidentale viveva un periodo problematico, causato da molteplici fattori. Le funzioni amministrative affidate a vescovi e abati, fin dall'epoca di Carlo Magno, avevano attratto le aristocrazie locali che ormai controllavano queste cariche. Erano diffuse le chiese fondate dai grandi signori feudali (ecclesiae propriae o Eigenkirchen nel mondo germanico). In questo contesto erano frequenti pratiche come la simonia (vendita delle cariche), nicolaismo (concubinato) e il nepotismo (trasmissione delle cariche a parenti prossimi) o, soprattutto tra i vescovi, pratiche come la mondanità, la superficialità religiosa e l'uso di considerare l'investitura episcopale come una lucrosa rendita; non mancavano frequenti episodi di concubinato, anche se il celibato ecclesiastico non era ancora stato rigorosamente disciplinato. Il papato non aveva nessuna forza per imporre una riforma, anzi faceva spesso da cattivo esempio con la carica pontificale contesa tra le famiglie nobili romane come i Conti di Tuscolo o i Crescenzi: frequenti erano la morte violenta dei pontefici e il concubinato dei medesimi, in un regime che venne detto della pornocrazia.

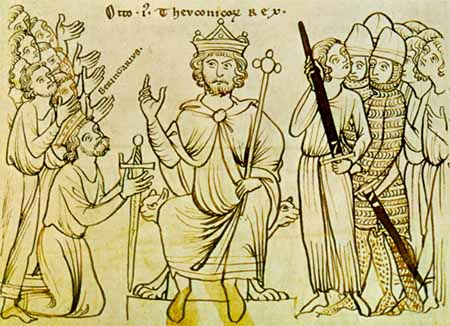
Ottone I Imperatore del Sacro Romano Impero

Tale situazione aveva richiesto l'intervento diretto degli imperatori germanici, come nel caso di Ottone I, che impose il Privilegium Othonis (secondo il quale nessun papa poteva essere eletto senza il beneplacito del sovrano), o Ottone III, che fece eleggere un uomo di sua fiducia, Gerberto d'Aurillac, al soglio pontificio. L'attività di questi imperatori non va però inquadrata come un'ingerenza, ma piuttosto come una forma di tutela (una sorta di Munt, che nella tradizione germanica indicava il concetto di protezione). Un primo risultato concreto dell'egemonia degli imperatori sulla Chiesa latina fu intanto il miglioramento del livello culturale ed etico di vescovi e papi: lo stesso Gerberto, salito al soglio pontificio come Silvestro II, fu uno degli uomini più colti dell'epoca.

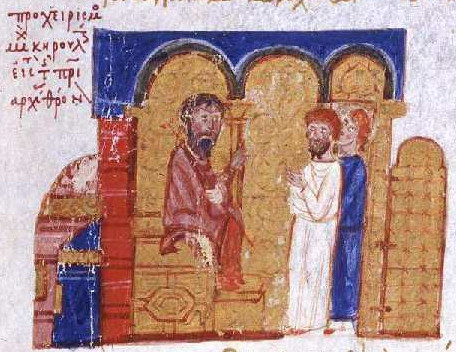
Michele Cerulario, miniatura del XII secolo

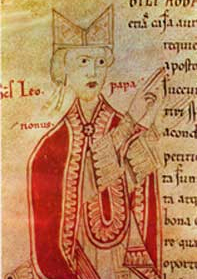
Leone IX, miniatura dell'XI secolo

Se gli imperatori successivi (Enrico II, Enrico III) continuavano a intervenire nella nomina di vescovi e papi, Enrico III, sceso in Italia per la formale incoronazione nel 1046, arrivò a indicare durante l'elezione papale un suo candidato (il vescovo di Bamberga, poi papa Clemente II), deponendo gli altri candidati e andando così oltre il più semplice diritto di veto del Privilegium Othonis. Fu anche da questi atti che si manifestò più forte la necessità di riforma: Leone IX, già vescovo di Toul, scelto al soglio proprio da Enrico III, ripristinò l'elezione canonica (tramite il clero e l'acclamazione popolare) circondandosi di collaboratori fortemente motivati alla riforma più radicale, come Umberto di Silva Candida. Cosciente di instradarsi verso un futuro conflitto con l'Imperatore, Leone IX cercò nuovi alleati: prima si rivolse ai Bizantini, che faticosamente tenevano la Puglia; poi si convinse che la nuova forza era quella dei Normanni (dai quali era anche stato sconfitto e catturato nel 1053). Per questo legittimò le loro conquiste nel Meridione d'Italia in cambio dello smantellamento della Chiesa greca nel Sud-Italia, sostituita da un'organizzazione diocesana latina.
Ma una rottura del genere contro i Bizantini necessitava di un pretesto, che venne offerto dalle contese tra Umberto di Silva Candida, forse il vero regista di tutta la vicenda, e il patriarca di Costantinopoli Michele I Cerulario. Dalle fitte polemiche su questioni puramente teologiche e dottrinali (come la controversia degli azimi per l'eucaristia, o quella del credo niceno alla quale i latini avevano aggiunto che lo Spirito Santo procede non solo dal Padre, ma anche dal Figlio), all'elaborazione del papa del primato di Pietro, cioè l'egemonia del papa sulle altre Chiese, comprese quelle patriarcali di Costantinopoli, Gerusalemme, Alessandria d'Egitto e Antiochia, fino alle differenti vedute sul celibato ecclesiastico, portarono alla reciproca scomunica che diede vita al Grande Scisma del 1054.

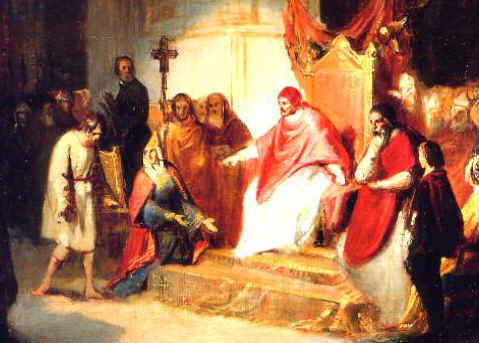
Enrico IV di Franconia innanzi a Gregorio VII a Canossa

Enrico III aveva dunque cercato di ascoltare le voci di riforma, nominando vescovi scelti non più nei ranghi della nobiltà e ascoltando voci più intransigenti come quella di Pier Damiani. Il suo sopruso con l'imposizione della nomina di Clemente II innescò una reazione interna alla Chiesa, che dopo essersi alleata coi Normanni, lo lasciò isolato, sganciato sia dalla Chiesa che aveva cercato di riformare, sia dai vescovi fautori della vecchia Chiesa infeudata che lo osteggiavano per le sue posizioni rigoriste. Morì nel 1056 lasciando la reggenza alla moglie con un figlio ancora bambino, con un vuoto di potere che permise ai riformatori, capeggiati da Ildebrando di Soana di eleggere un nuovo papa, Federico di Lorena, fratello di Goffredo il Barbuto, che salì al soglio come Stefano IX e che fece cardinale il radicale Pier Damiani.
Gli succedette Niccolò II, che indisse il Sinodo laterano nel 1059, dove finalmente venne messo per iscritto uno statuto che fu alla base della Chiesa riformata: l'elezione pontificia da allora si sarebbe svolta durante un sinodo dei preti delle chiese di Roma e dintorni, i cosiddetti cardinali, e nessun religioso avrebbe mai più potuto accettare cariche da un laico pena la scomunica; inoltre venne stabilità rigidamente l'obbligatorietà del celibato ecclesiastico. Il secondo punto gettava ombre scure sugli imperatori e sulle loro ingerenze e fu dibattuto se dovesse essere o meno applicato retrospettivamente. Alla fine prevalse la linea più morbida di Pier Damiani. Nonostante ciò i vescovi non riformati guardavano con inquietudine ai riformisti romani e, con l'elezione di Alessandro II, addirittura un patarino, l'imperatrice Agnese di Poitou (reggente per Enrico IV) indisse un sinodo a Basilea che elesse l'Antipapa Onorio II: si era giunti a uno scisma.
Alessandro II non applicò una linea dura, anzi cercò di rafforzare la sua immagine con atti simbolici, come la concessione del vessillo di San Pietro ai regnanti che si offrivano come suoi vassalli in cambio della sua benedizione: Guglielmo il Conquistatore, che prese l'Inghilterra, Sancho Ramírez d'Aragona, impegnato contro i mori, i re normanni, impegnati nella conquista della Sicilia. Un vessillo o bandiera era dopotutto usato nelle cerimonie di investitura al livello più alto, dove veniva concesso anche il potere giurisdizionale, quindi il papa divenne formalmente il padrone delle corone europee. La stessa parola "bandiera" derivava infatti da ban, cioè il potere giurisdizionale nel mondo germanico, che poteva portare al richiamo alle armi.

Matilde di Canossa, miniatura della Vita Mathildis (Cod. Vat. lat. 4922), Biblioteca apostolica vaticana, Roma (1115)

Alla morte di Alessandro II il suo programma venne perfezionato da Ildebrando di Soana, salito al soglio come Gregorio VII (1073), che aveva capito come i tempi fossero maturi per un ulteriore passo: nel 1075 ribadì il divieto per i laici di investire gli ecclesiastici e nel 1075 formulò il dictatus papae (redatto una seconda volta nel 1078), 27 proposizioni che dichiaravano il pontefice detentore di un potere assoluto sulla terra che gli dava anche la facoltà di deporre i sovrani laici.
Il contrattacco del giovane Enrico IV (al potere dal 1066) fu la scomunica e deposizione di Gregorio VII nel sinodo di Worms (1076). A sua volta Gregorio scomunicò e depose l'Imperatore sciogliendo i suoi sudditi dall'obbedirgli. Questo atto ebbe un effetto epocale, il primo del genere nella storia, essendo gli imperatori ammantati di quell'aura di sacralità dovuta al rito dell'incoronazione. Gregorio sapeva che le rivalità in Germania erano così accese che presto i grandi feudatari si sarebbero ribellati all'imperatore, mettendolo in grave difficoltà.
Allora Enrico IV fece una mossa "teatrale", incontrando il papa alla rocca di Canossa, sotto la supervisione della contessa Matilde, nell'inverno del 1077, umiliandosi ("andare a Canossa" è rimasta una frase proverbiale) e chiedendogli perdono inginocchiato nella neve. Questa azione glorificò sia il papa (e la sua autorità), sia l'imperatore, che nell'atto di umiltà aveva seguito l'esempio del Cristo. Gregorio non poté negare il perdono ed Enrico ottenne il reintegro dei suoi poteri, disorientando i suoi avversari, che avevano già eletto un anti-imperatore, Rodolfo di Svevia.
Ma Enrico IV tornò presto sulle sue posizioni precedenti, ottenendo una nuova scomunica nel 1080, al quale rispose facendo eleggere un nuovo antipapa, Clemente III. Il pontefice era momentaneamente isolato (né i Normanni né la Contessa Matilde potevano aiutarlo), così Enrico poté entrare a Roma, far consacrare Clemente III e venire da esso incoronato. Gregorio fu salvato all'ultimo momento dai Normanni e si dovette ritirare a Salerno dove trascorse malinconicamente il resto della sua vita.

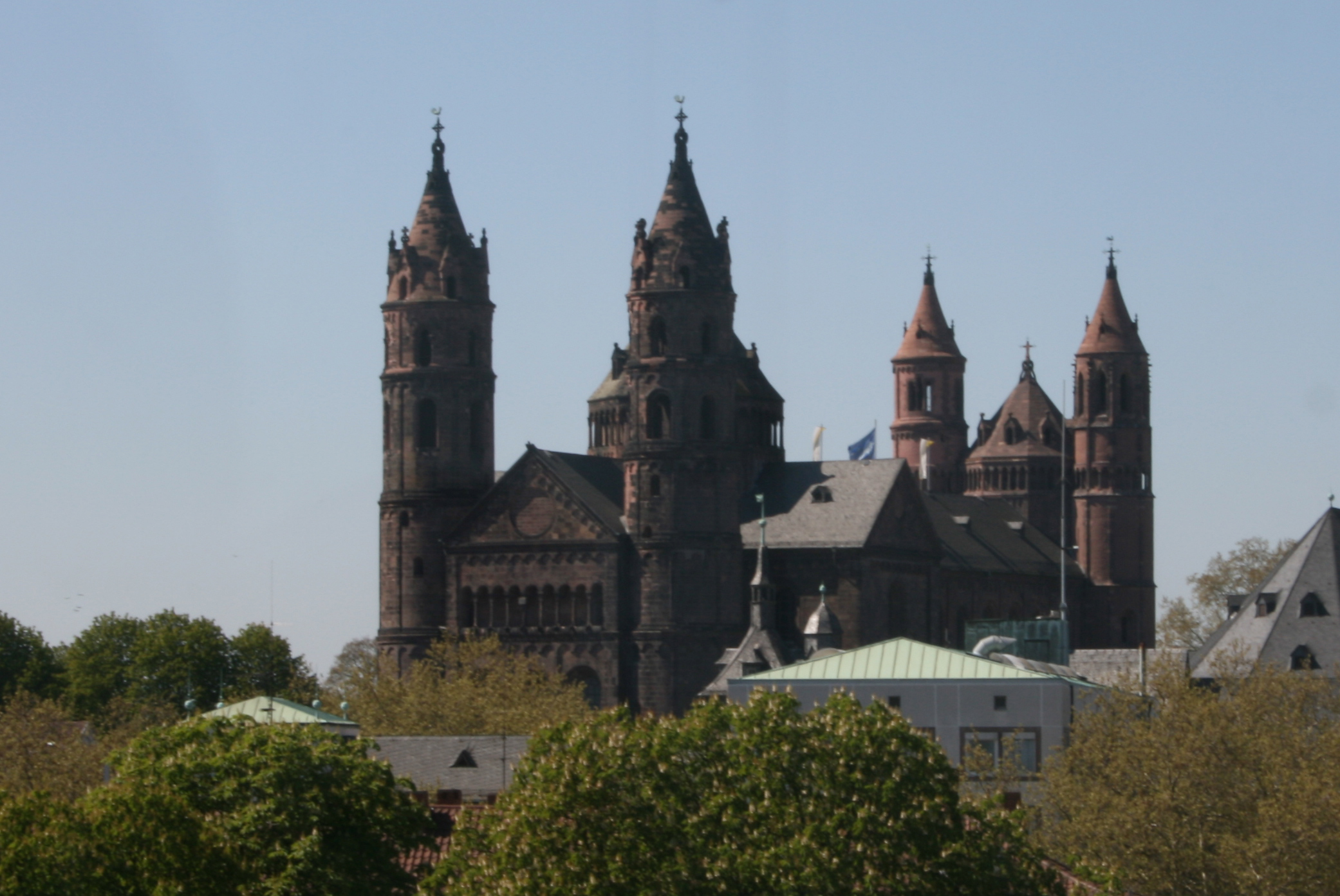
La cattedrale di Worms, consacrata nel 1110

Lo scontro frontale tra riformatori e laici aveva portato a estremismi che avevano stancato le parti, rendendo necessaria un'azione di riassestamento e pacificazione, che venne garantita dal successore di Gregorio VII, papa Urbano II (1088-1099). Mentre la necessità di riforma aveva ampliato la propria base d'appoggio, con un progressivo assottigliarsi delle file di Enrico IV, si cercò un compromesso. Vennero reinsediati alcuni vescovi "enriciani" (non riformati), mentre ormai si era consolidata l'esclusione dei laici dall'elezione dei religiosi. Restavano aperti i problemi relativi a chi si dovessero affidare i poteri feudali e amministrativi già appartenuti ai vescovi, ma per giungere alla soluzione si dovette aspettare un cambio generazionale.
Urbano II distolse la nobiltà europea indicendo la prima crociata (1099), mentre il suo successore, Pasquale II, fallì nel tentativo di tornare al rigore di Gregorio VII. Alla fine il nuovo papa Callisto II e il nuovo imperatore Enrico V firmarono il concordato di Worms, che riconosceva ai vescovi una duplice funzione, spirituale e temporale, e ne fissava l'elezione sotto l'esclusivo controllo "del clero e del popolo", anche se in Germania venne stabilito il diritto imperiale a presenziare l'elezione, dando il suo assenso o il veto ai nuovi eletti: così l'imperatore poteva avere uomini di fiducia da investire con incarichi temporali. In Italia e Borgogna invece l'imperatore non aveva questo tipo di controllo, ma l'investitura feudale avrebbe seguito la consacrazione vescovile, per cui l'imperatore avrebbe potuto anche negarla a personaggi a lui sgraditi.
Nel 1123 si tenne il primo concilio della Chiesa occidentale, il concilio Lateranense I, dove venne ribadita l'organizzazione della Chiesa attorno alla figura del papa, gerarchicamente superiore a tutti i vescovi e quindi detentore di un primato anche su tutte le altre Chiese locali: il primato di Pietro. Nel concilio si mise anche un freno agli ordini monastici, mai come allora impegnati in un'attività pastorale al di fuori dei monasteri (si pensi solo a Pier Damiani), vietando loro di celebrare liturgie e fare omelie, restando sottoposti ai rispettivi vescovi. Vennero a mancare figure di mediazione verso i ceti più bassi, dove esistevano forme di Cristianesimo popolari, dove rivivevano talvolta tradizioni pagane mai dimenticate. Inoltre la Chiesa, con la riforma, sembrava aver tagliato fuori i laici. Ne furono conseguenza la formazione di movimenti come quello patarino (a Milano a metà dell'XI secolo) e la nascita di nuove eresie. Una prima risposta fu la creazione delle istituzioni "canonicali", formate dai canonici, il clero gravitante attorno a una cattedrale o una basilica maggiore. Essi vivevano in una casa comune (la canonica), avevano come capo l'arcidiacono e seguivano una regola risalente a sant'Agostino riformata da san Grodegango di Metz.

### Le crociate

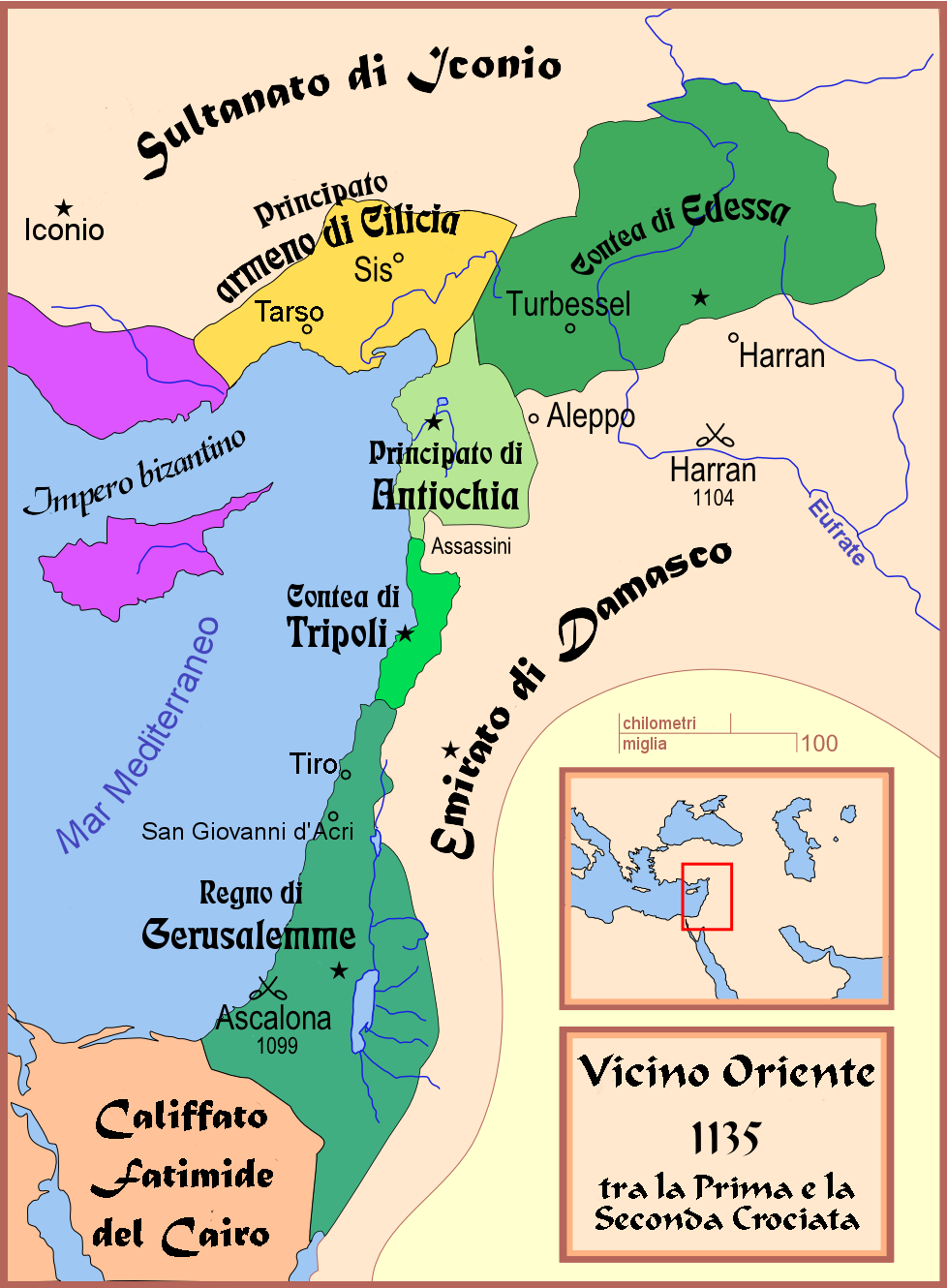
Il Vicino Oriente nel 1135

Grazie a una serie di condizioni favorevoli (la crescita demografica ed economica, l'ampia disponibilità di nobili armati esclusi dalla successione ereditaria, la voglia di trovare un modo per riabilitarsi dell'aristocrazia fortemente compromessa contro la riforma gregoriana, la riconquista dello spazio mediterraneo da parte delle città marinare e il successo di alcune spedizioni contro i musulmani in Spagna e Sicilia) e prendendo come pretesto le difficoltà dei bizantini contro i turchi selgiuchidi e alcune, isolate, vessazioni sui cristiani da parte di alcuni poteri musulmani in Terra Santa, l'Europa iniziò, senza bene sapere a cosa andasse incontro, quella che poi venne chiamata l'avventura della crociata. All'appello di Clermont (1095) di papa Urbano II risposero sia la nobiltà europea, sia un'ampia fetta di gente comune animata dall'entusiasmo inculcato da alcuni predicatori come Pietro l'eremita.
Partiti verso Costantinopoli senza una strategia precisa, in una sorta di originale pellegrinaggio armato, le truppe superstiti (tragicamente annientate erano state quelle della cosiddetta "crociata dei poveri") si ritrovarono nella capitale bizantina nel 1096. Avvalendosi di un innegabile effetto sorpresa sul frammentato mondo musulmano, i crociati conquistarono in poco tempo l'Anatolia e tutta la costa del Mar di Levante compresa la Palestina: nel 1099 conquistarono Gerusalemme, creando un Regno che sarebbe sopravvissuto per quasi due secoli. Il primo sovrano fu Goffredo di Buglione, ma solo suo fratello Baldovino prese il titolo di re. Le conquiste vennero spartite tra i nobili partecipanti all'impresa creando gli Stati crociati e alcuni feudi minori, tutti sottoposti, almeno formalmente, alla corona di Gerusalemme.

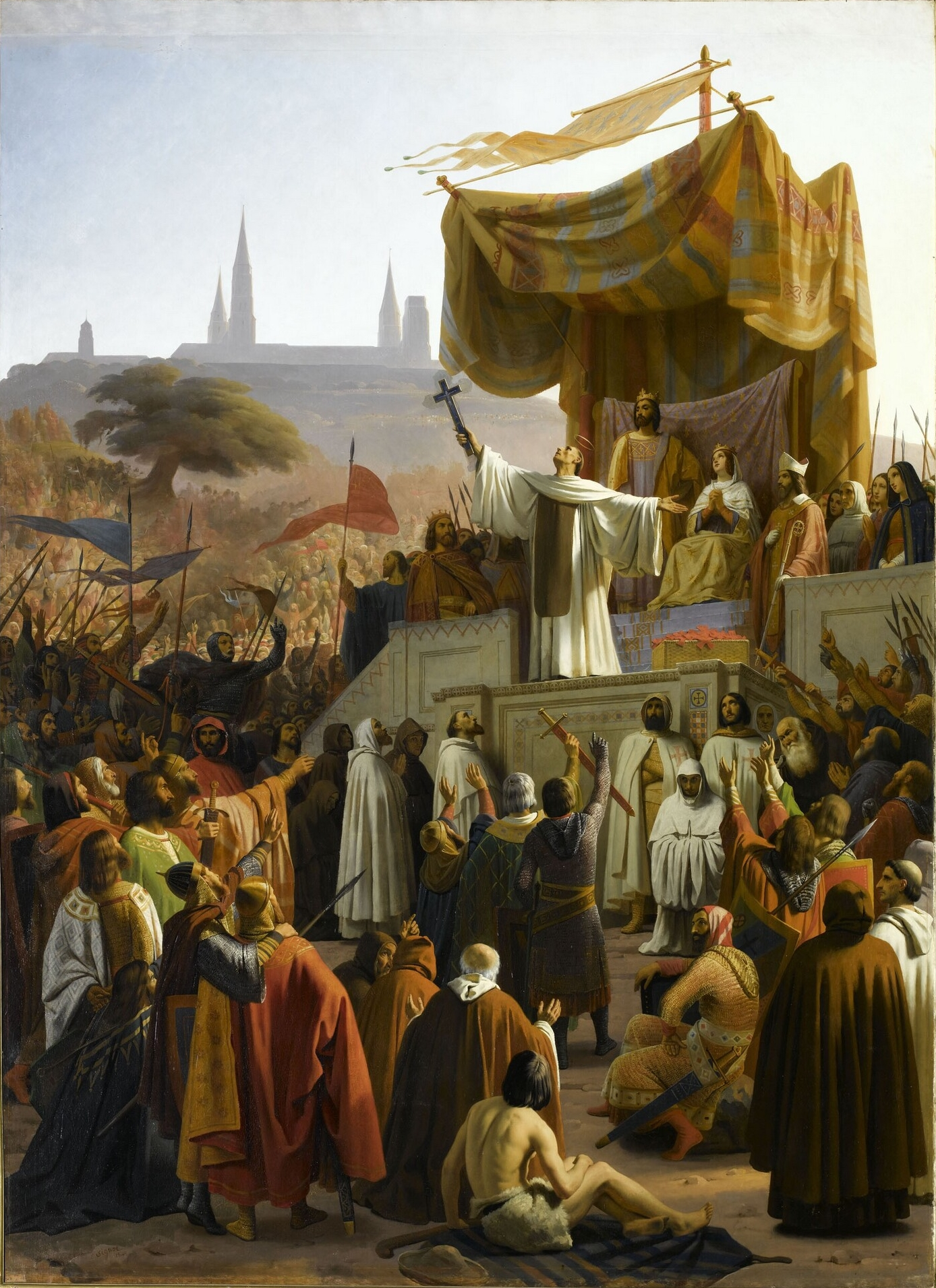
Bernardo di Chiaravalle predica la seconda crociata

La seconda crociata (1145-1147) fu causata dalla caduta della contea di Edessa nel 1144.
Il teologo San Bernardo di Chiaravalle teorizzò, in risposta alla difficoltà per un cristiano di conciliare la guerra non difensiva con la parola di Dio, la teoria del malicidio: chi uccide un uomo intrinsecamente cattivo, quale è chi si oppone a Cristo, non uccide in realtà un uomo, ma il male che è in lui; dunque egli non è un omicida bensì un malicida. Questa episodica giustificazione, in risposta a un espresso quesito dei Cavalieri templari, non assunse tuttavia il carattere di giustificazione generalizzata di quella che fu, in effetti, una campagna per la ripresa di Antiochia. La seconda crociata venne condotta con un'eccessiva spavalderia dal re di Francia Luigi VII, alleato al solo Corrado III di Svevia, ignorando le possibili alleanze con alcuni potentati musulmani che avrebbero permesso di riprendere la contea di Edessa. Egli, ascoltando le perorazioni di alcuni cattivi consiglieri abbagliati dalle ricchezze di Damasco, cinse di assedio la capitale siriana senza nemmeno cercare l'aiuto del re normanno di Sicilia né del basileus bizantino, riportando una disastrosa sconfitta nel 1148.
La terza crociata (1189-1192), detta anche la "crociata dei Re", fu un tentativo, da parte di vari sovrani europei, di strappare Gerusalemme e quanto perduto della Terra santa, al Saladino. Vi parteciparono Federico Barbarossa, che morì in Anatolia pare per un arresto cardiaco o affogato, Filippo II Augusto, re di Francia e Riccardo Cuor di Leone, re d'Inghilterra. Grazie agli sforzi di Riccardo d'Inghilterra, fu ottenuto almeno un risultato positivo, la riconquista di San Giovanni d'Acri, che divenne la nuova capitale del Regno. Dopo la battaglia di Arsuf fu siglata col Saladino la pace di Ramla del 1192.

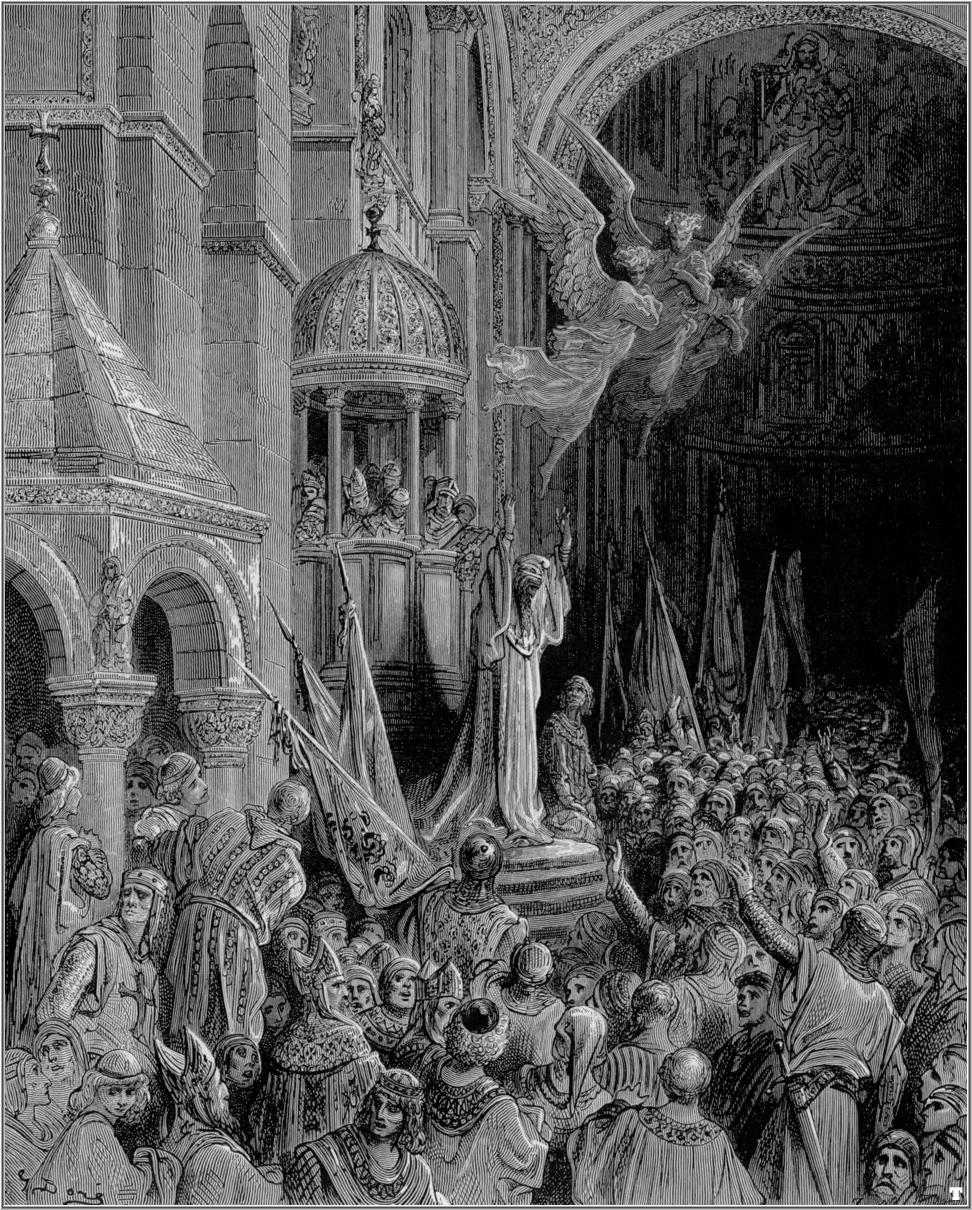
Enrico Dandolo invoca la crociata, illustrazione di Gustave Doré

L'impero bizantino alla fine del XII si era gradualmente indebolito, perdendo in sequenza la Serbia, la Croazia e la Dalmazia. Le lotte tra Alessio IV Angelo, figlio di Isacco II Angelo, e suo zio Alessio III Angelo innescarono conseguenze allora imprevedibili. Dopo essere stato imprigionato col padre, Alessio IV riuscì a fuggire rivolgendosi a Venezia. In questa città si trovavano concentrate le forze della quarta crociata in attesa di imbarcarsi per la Terra santa ma prive dei soldi necessari a pagare le navi veneziane per il trasporto (1202). Il doge Enrico Dandolo ebbe allora una brillante idea, quella di offrire loro il trasporto in cambio della conquista da parte dei crociati della città ribelle di Zara, che era uno degli scali verso la meta. Essi accettarono, ma il saccheggio e la conquista di una città cattolica suscitò in seguito un'ondata di scandalo nella Cristianità. Innocenzo III scomunicò i veneziani, ma non arrivò a una paradossale scomunica dei crociati, formalmente suoi inviati.
A Zara Dandolo incontrò Alessio IV, figlio del detronizzato Isacco, che gli chiese aiuto per usurpare lo zio usurpatore. La posta era molto allettante e Alessio IV aggiunse sul piatto una forte ricompensa in denaro e la ricomposizione dello Scisma d'Oriente. Fu così che nel 1203 i veneziani e i crociati giunsero a Costantinopoli, la conquistarono, rovesciando Alessio III, restaurando Isacco II e Alessio IV. Ma i bizantini non avevano intenzione di ripagare i crociati, come aveva promesso Alessio IV, infatti i due imperatori furono assassinati da Alessio V Ducas, che si proclamò imperatore, e annullò tutte le promesse ai crociati. I crociati in risposta, assediarono la città e la conquistarono nuovamente nel 1204, saccheggiandola barbaricamente, uccidendo uomini e stuprando donne, rovesciando così l'impero bizantino, spartendo poi le sue terre, che furono divise tra Baldovino conte di Fiandra, eletto dai crociati "imperatore latino di Costantinopoli", che prese un terzo; un altro terzo andò ai vari nobili che avevano preso parte all'impresa; l'ultima fetta venne presa dai veneziani, che si appropriarono così delle isole greche e dei principali scali navali, assicurandosi il monopolio dei traffici nel Mediterraneo orientale a discapito dei rivali genovesi.

La frammentazione dell'Impero bizantino dopo il 1204: l'Impero latino (rosa), l'Impero di Nicea (blu), l'Impero di Trebisonda (viola) e il Despotato d'Epiro (verde scuro); i confini sono molto incerti, in più è anche rappresentato l'Impero bulgaro (verde chiaro)

I crociati non erano né interessati né in grado di metter su una vera e propria compagine statale, ma neanche uno Stato sul modello feudale. I nobili bizantini si erano rifugiati ai confini dell'ex-impero, dove si organizzarono in piccoli stati che meditavano la rivincita (Nicea, Trebisonda.). Innocenzo III fu imbarazzato dal prezzo che era costato la ricomposizione dello scisma e ben presto ci si dovette accorgere che in realtà la frattura tra latini e ortodossi era invece affossata più che mai. Dopo pochi decenni Giovanni III Vatatze si alleò con i genovesi per fare piazza pulita dei rivali, arrivando a impadronirsi di tutte le province orientali e poi di Tessalonica (1246). Nel 1261 Michele VIII Paleologo sconfisse Baldovino II grazie all'appoggio di Genova, che guadagnò una posizione di preminenza nel Levante. La nuova dinastia tentò di ricucire i rapporti diplomatici tra Oriente e Occidente, ma l'impero era ormai duramente provato dalla rapace dominazione latina.

### Il monachesimo tra XI e XII secolo

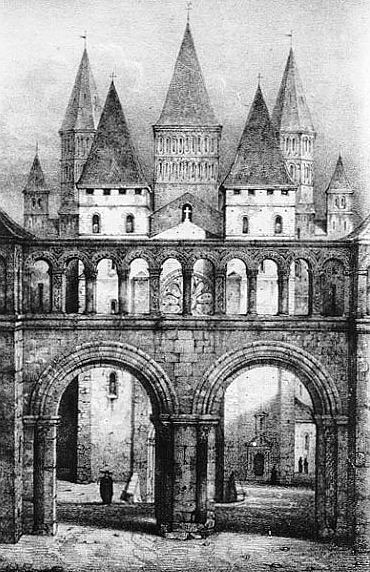
Ricostruzione dell'entrata dell'abbazia di Cluny al suo massimo splendore nel XII secolo

La vita monastica nell'Europa occidentale era quasi tutta dedicata alla regola benedettina, nonostante qualche sporadica sopravvivenza di monachesimo celtico in Irlanda e di monachesimo orientale in Italia del Sud.
I monasteri dell'Europa occidentale, essendo centri di ricchezza, vennero pesantemente saccheggiati dalle nuove incursioni tra IX e X secolo: i Danesi colpirono a morte tutte le abbazie benedettine d'Inghilterra, gli Ungari e i Normanni saccheggiarono più volte le abbazie di Germania e Francia, mentre in Italia i Saraceni si spinsero fino a Roma (846) e Montecassino. Nella confusione e incertezza si allentarono i rapporti tra Chiesa centrale romana e periferia, mentre si stringevano quelli con i laici locali e le istituzioni religiose vicine, oltre ai collegamenti tra monasteri appartenenti alle medesime congregazioni. Nonostante i timori di saccheggio i monasteri si aprirono maggiormente verso i contatti esterni, rinsaldando la loro preminenza sul piano culturale ed economico. Una prima riforma della regola benedettina fu quella di san Benedetto d'Aniane, applicata ampiamente grazie al sostegno di Ludovico il Pio.
Nacquero allora le prime perplessità circa le ingerenze laiche nella Chiesa, la cosiddetta questione della libertas Ecclesiae. Le voci di protesta vennero incanalate verso la fondazione di nuovi ordini, come i camaldolesi di san Romualdo, un ravennate permeato dai modelli bizantini. Si spinse ancora più in là il monastero di Cluny: fondato nel 909 (o 910) da Guglielmo I di Aquitania, era stato liberato fin dall'inizio dalle influenze laiche e secolari, grazie alla rinuncia del patronato del fondatore e all'espediente di affidarla direttamente alle dipendenze della santa Sede, onde evitare un possibile controllo da parte dei vescovi della zona. Inoltre a Cluny venne posto l'accento più sull'"ora" che sul "labora" della regola benedettina, affidando alla preghiera un ruolo di primo piano, mentre il lavoro veniva delegato in larga parte a laici.
Cluny fece da modello in Europa per numerosi monasteri, che aderirono al suo esempio affidandosi direttamente alla Santa Sede (la cosiddetta congregazione cluniacense). Cluny ebbe numerosi avversari, come l'Imperatore Enrico II che preferiva la riforma dell'abbazia di Gorze, la quale non rinunciava al collegamento coi vescovi della zona. Cluny seppe però dare origine anche a considerevoli movimenti laicali, come i pellegrinaggi a Santiago di Compostela (che aiutarono la Reconquista) e le leghe di pace (pax Dei) come strumento militare che proteggesse i deboli: si delimitò la guerra ai giorni non festivi, si indicarono luoghi franchi (adiacenze di monasteri, ospizi, santuari, luoghi di mercato) e categorie da lasciare indenni (donne, chierici, pellegrini), pena la scomunica.
Si diffusero quindi in questo periodo le regole "riformate", cioè basate sulla regola benedettina alla quale venivano aggiunte alcune clausole specifiche: cluniacensi, camaldolesi (e avellaniti), cistercensi, vallombrosani, certosini e premostratensi. Il mondo laico invece era diversificato secondo la condizione giuridica e l'ordine di appartenenza: nel mondo germanico si avevano liberi e servi, che esistettero fino all'epoca carolingia, quando ci fu un raffinamento delle tecniche militari e una smilitarizzazione dei liberi di più bassa estrazione, con le armi che ormai rappresentavano la base dei loro diritti civili.
Ordini caratterizzati da una rinnovata carica contemplativa come i certosini e i camaldolesi riportarono in Occidente il monachesimo di stampo eremitico, all'epoca diffuso solo in ambito orientale. La "fuga" dal mondo di queste nuove congregazioni benedettine non era però da intendersi come diserzione dalla Chiesa, anzi, era un percorso soprattutto interiore contro le spinte personali verso i beni terreni e i piaceri della vita. Essi vivevano in povertà in monasteri disadorni di statue, dipinti o vetrate, con una dura attività lavorativa di dissodamento dei terreni, costruzione di mulini ad acqua, ecc.
Il più importante promotore dell'ordine cistercense fu Bernardo di Chiaravalle. Una parte dell'insegnamento cistercense venne ripreso dal calabrese Gioacchino da Fiore, che istituì la comunità detta "florense" sulla Sila e scrisse alcune opere di carattere mistico e apocalittico, nelle quali metteva in guardia verso l'attesa della terza era, quella dello Spirito Santo, caratterizzata dal perfezionamento della legge dell'amore derivata dal Vangelo.

### Gli ordini mendicanti

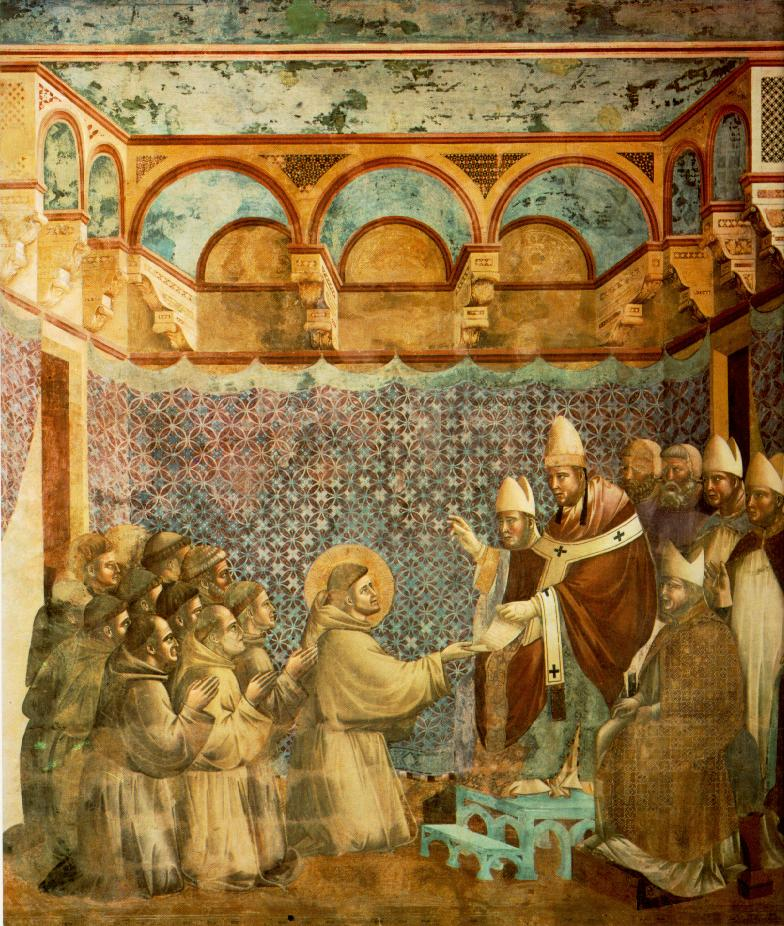
Innocenzo III conferma la Regola francescana, Assisi, Basilica Superiore

Nel 1210 Innocenzo III cambiò la sua politica di diffidenza approvando l'iniziativa di un cittadino assisate poco più che trentenne, Francesco di Pietro Bernardone, che si era dato, con alcuni compagni, a una vita povera e pura ma votata alla guida della Chiesa verso la quale egli si dirigeva costantemente per ricevere direzione e insegnamento. Francesco era la personalità ideale per Innocenzo, che poteva finalmente incanalare le inquietudini e il bisogno di partecipazione dei ceti più umili nel seno della Chiesa, senza porsi come antagonista a essa scivolando nell'eresia.
Inizialmente Francesco non cercava di fondare un vero e proprio Ordine, né Innocenzo desiderava qualcosa di nuovo: si limitò a dare un assenso verbale alla sua condotta di vita concedendogli la tonsura che segnalava esteriormente la sua appartenenza al clero. All'esempio di Francesco si rifece anche Chiara d'Assisi, che fondò una comunità analoga ma femminile, il "secondo ordine", mentre i laici poterono entrare in una confraternita che seguiva i precetti francescani senza però abbandonare le proprie attività e famiglie: il "terzo ordine".
Grazie alla notevole popolarità di Francesco e dei suoi seguaci, la fraternitas divenne presto un vero e proprio ordine monastico, con una regola, redatta nel 1221 e corretta nel 1223 da Francesco stesso, che venne finalmente approvata ufficialmente da papa Onorio III. Francesco era forse ammalato e probabilmente amareggiato (la doppia stesura della regola a distanza ravvicinata testimonia un ripensamento a fronte di difficoltà nel progetto), si ritirò dunque in disparte deferendo l'Ordine ad alcuni suoi discepoli, e morì nel 1226 venendo canonizzato appena due anni dopo.

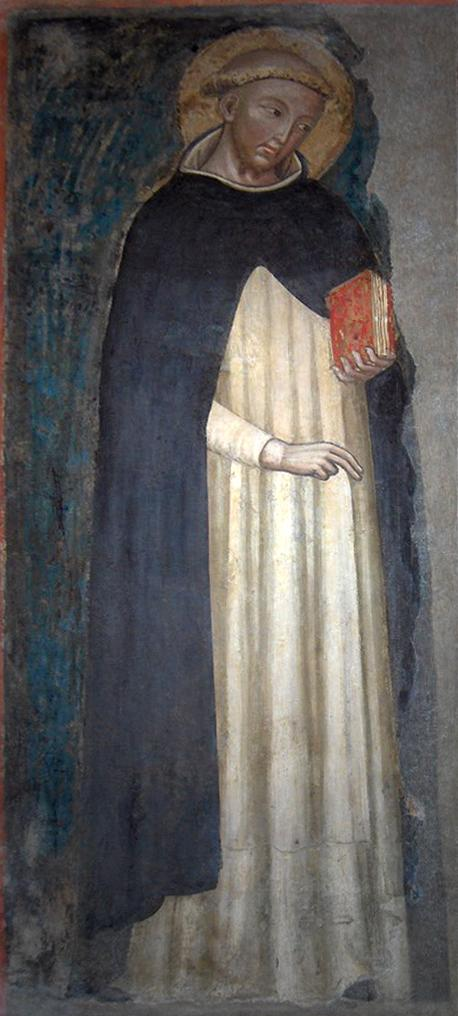
La più antica immagine di san Domenico, basilica patriarcale di San Domenico, Bologna (XIV secolo)

Parallela all'esperienza di Francesco fu quella del chierico spagnolo Domenico di Guzmán, canonico nella cattedrale di Huesca. Egli fondò l'Ordine dei frati predicatori, ispirandosi forse all'efficacia della predicazione dei movimenti ereticali, dei quali voleva contrastare la propaganda tramite la parola e la povertà di vita. Essi erano per questo preparati teologicamente molto bene, essendo votati alla confessione e alla predicazione. La confraternita di Domenico divenne Ordine nel 1215. Morì nel 1221 quando i domenicani erano ormai già una forza sparsa in tutta Europa.
Francescani e domenicani vennero detti ordini mendicanti, in quanto professavano la povertà non solo a livello personale, ma anche di tutto l'ordine. Si chiamavano tra di loro "fratelli" (fratres da cui la parola frate) e abitavano nelle città a contatto con le persone nei conventi, più semplici dei monasteri e con un carattere inizialmente di punti d'appoggio temporanei. Essi organizzavano continuamente opere assistenziali e si mostravano vicini ai poveri e i diseredati, dimostrando come si potesse vivere in povertà restando nella perfetta ortodossia della Chiesa. Gli Ordini mendicanti dipendevano direttamente dalla Santa Sede ed erano per questo un ottimo strumento di controllo pontificio nelle varie città. Questo inquadramento venne vissuto con contrasti tra i francescani, che si divisero nelle fazioni dei "conventuali" (più moderati) e degli "spirituali" (più rigorosi circa il messaggio del fondatore). Alla fine prevalse la linea morbida rispetto al papato dei conventuali.
Il successo di questi nuovi ordini spinse alla fondazione di numerosi nuovi Ordini, che nel concilio di Lione del 1274 vennero limitati ai carmelitani e gli agostiniani: altri, come l'Ordo apostolorum del parmigiano Gherardo Segarelli vennero perseguitati. Ma ormai i nuovi gruppi avevano come antagonisti ben preparati ad affrontarli li stessi domenicani e francescani, per cui si può dire che le folle fossero ormai al sicuro sotto l'ala dell'ortodossia romana.

### Movimenti ereticali

#### Catarismo

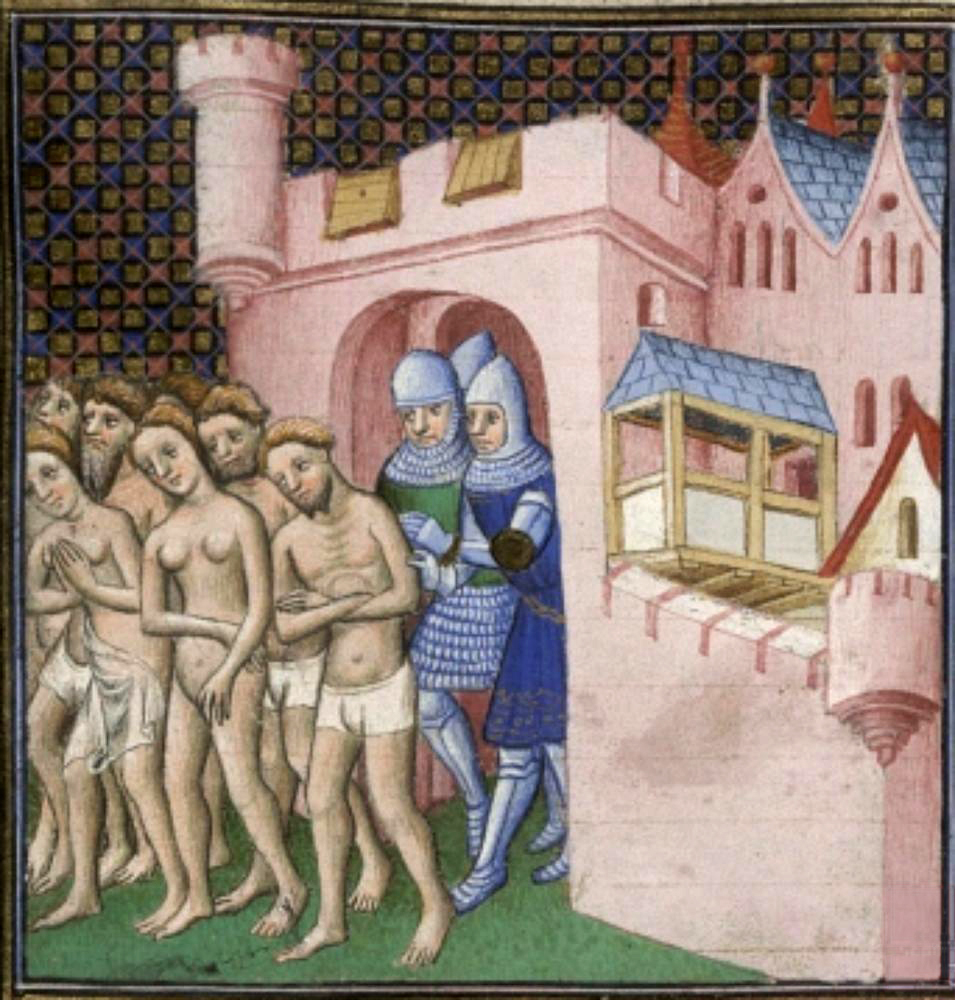
I Catari espulsi da Carcassonne nel 1209

Se la Pataria era un movimento religioso, il catarismo era una vera e propria eresia. Avvalendosi di idee dei manichei e degli gnostici (giunte in Italia probabilmente attraverso i Balcani o attraverso i pellegrinaggi in terra Santa) essi elaborarono un dualismo basato sulle parole di Cristo nei Vangeli dove predica un Regno Celeste opposto al Regno mondano sulla terra. Essi formularono così delle antitesi tra Bene e Male, Luce e Tenebra, Spirito e Materia che, portate a conseguenze estreme, giunsero a rifiutare drasticamente tutto quello che rappresentava la vita terrena, compresa la riproduzione, l'atto sessuale, l'alimentazione con alimenti derivati da tali atti sessuali (carni, uova, latte), ecc. Per il cataro "perfetto" (secondo la distinzione tra simpatizzanti, detti "credenti", e praticanti veri e propri) il fine ultimo era il lasciarsi morire di fame (endura) sul letto di morte, liberando così il suo spirito dalla coercizione della Materia, voluta da l'anti-Dio, cioè Satana, che corrispondeva anche al Dio-creatore dell'Antico Testamento.
La presa che la dottrina catara fece su ampie fette di popolazione, soprattutto dei ceti più umili, fu preoccupante per la Chiesa cristiana, con zone ad alta densità come la Lombardia, la Toscana e soprattutto la Provenza e Linguadoca. Essi venivano detti anche "albigesi", dalla città di Albi divenuta loro enclave. I catari disprezzavano il clero cristiano, che ritenevano corrotto e compromesso, per questo avevano una propria struttura gerarchica con vescovi itineranti. Contro i catari venne istituito il tribunale dell'Inquisizione e si arrivò a indire una crociata contro di loro (tra il 1209 e il 1229).

#### Valdesi
Nella Chiesa del Medioevo erano rare le occasioni per la catechesi e la lettura diretta delle Sacre Scritture da parte dei fedeli era scoraggiata. Gli ordini monastici non erano a contatto con la gente e mancava la possibilità per un buon cristiano per vivere secondo le norme del Vangelo senza però entrare nel clero. In questo contesto poterono nascere e svilupparsi i movimenti ereticali, con esperienze di vita comuni, secondo i dettami del Vangelo e degli Atti degli Apostoli, in assenza di gerarchia e con la comunione dei beni: un esempio fu la comunità dei pauperes Lugdunensen, fondata a Lione nel 1173 da Pietro Valdo e condannata come eretica perché prescindeva dai chierici per la predicazione. Innocenzo III, seguendo la linea dei suoi predecessori, guardava con molta diffidenza a questi movimenti nati spontaneamente, che rivendicavano un'autonomia rispetto all'autorità ecclesiastica che li condannava all'eresia.

## Economia e società tra XI e XIII secolo

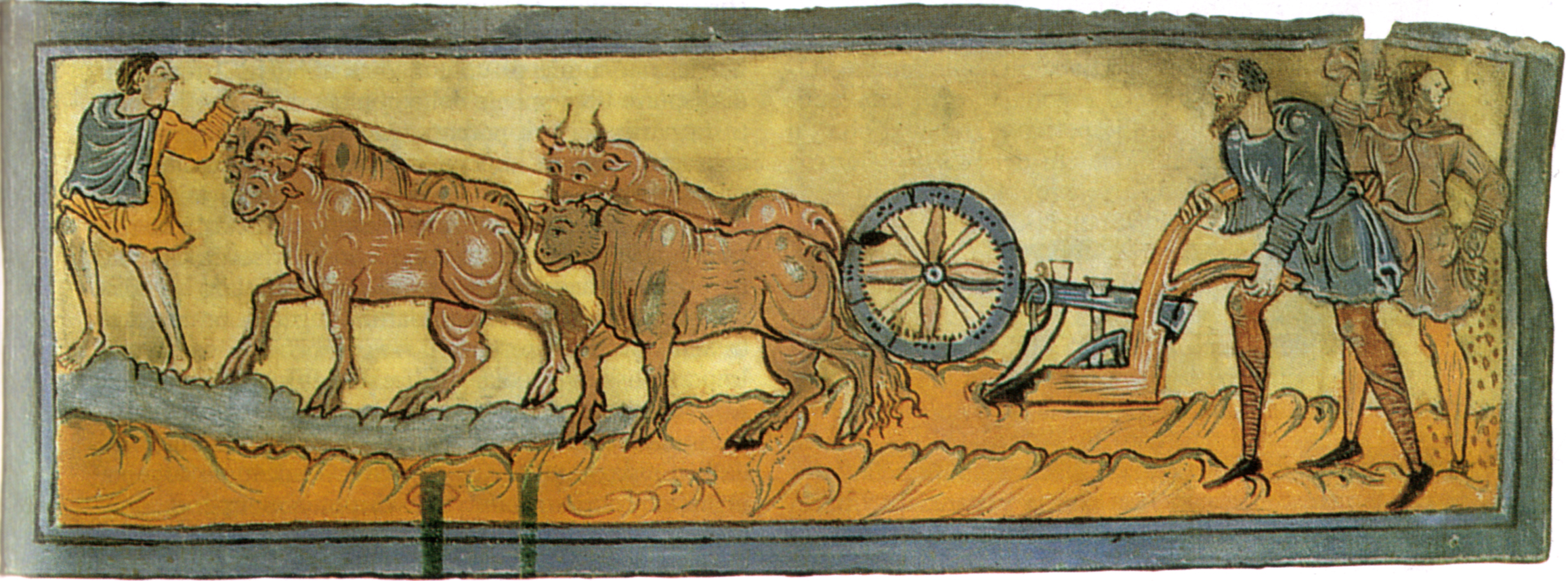
Calendario (l'aratura), 1000 circa, miniatura, Cotton ms. Tiberius B. V., f. 3r., Londra, British Library

Durante il Basso Medioevo l'intera Europa sperimentò un'intensa fase di espansione economica e demografica, sulla scia di una crescita già avviata negli ultimi secoli dell'Alto Medioevo. Già nel secolo X si registrano segnali positivi, mentre a partire dal secolo successivo iniziò una lunga crescita che durò ininterrottamente fino alla fine del Duecento. Gli storici hanno variamente definito questo inedito sviluppo economico, utilizzando termini come "decollo" (Lopez, Duby), "rinascita" (Pirenne), parlando addirittura di "rivoluzione economica" (Bloch e Fossier), o più semplicemente di "espansione" (Cipolla, Wallerstein) e "crescita".

### Crescita demografica
Come già accennato, tra i secoli X e XIV l'Europa vide una forte crescita demografica, che portò alla ristrutturazione del tessuto insediativo, con intensi processi di urbanizzazione, e a radicali trasformazioni paesaggistiche. Nonostante la scarsità delle fonti non permetta di quantificare questo processo, è stato stimato che in questo periodo la popolazione europea passò da 42 a 73 milioni di abitanti.
Sebbene sia difficile individuare le cause precise dell'espansione demografica, che andava di pari passo alla crescita economica, si può rintracciare già nei secoli VIII-IX le basi di questo sviluppo, con la ristrutturazione economica e istituzionale dell'Europa portata avanti nell'Impero carolingio.

#### Urbanizzazione

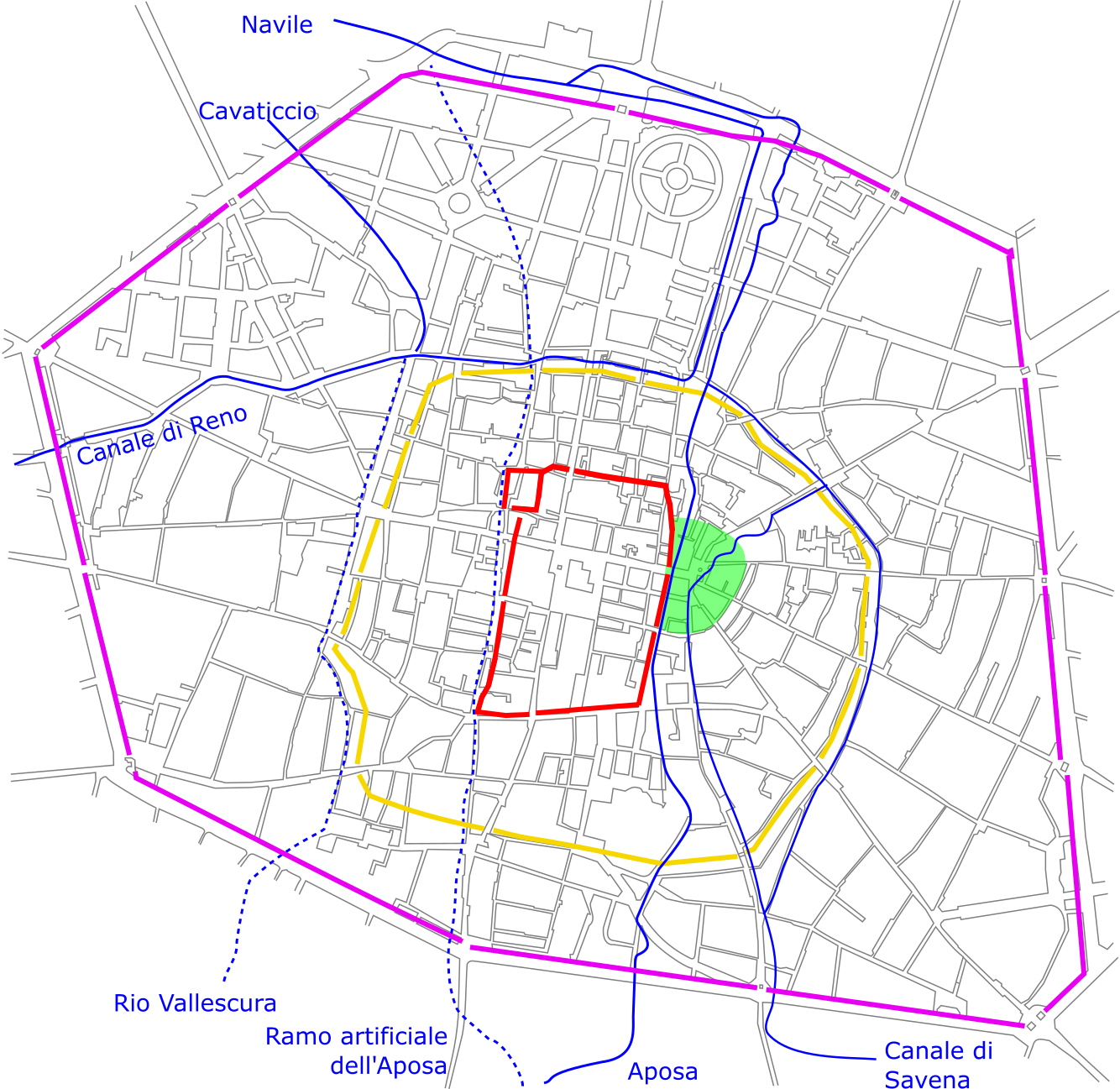
Sviluppo urbano di Bologna nel basso medioevo, contraddistinto dalla progressiva espansione della sua cerchia muraria

L'Europa conobbe dunque uno sviluppo urbano senza precedenti, anche se in maniera differenziata da paese a paese. Le regioni che infatti sperimentarono una crescita urbana più intensa furono quelle che conservavano ancora una rete insediativa strutturata già nell'antichità, come nel caso dell'Italia o della Francia meridionale, oppure laddove lo sviluppo economico si manifestò in maniera più intensa, come la Renania o i Paesi Bassi. Tuttavia anche l'Inghilterra, i paesi del Baltico e alcune regioni danubiane videro la crescita dei propri centri urbani. Anche le modalità di urbanizzazione furono diverse: molti centri antichi conobbero una forte espansione, facilitati dal mantenimento delle funzioni urbane per tutto l'Alto Medioevo; ma anche castelli o luoghi di mercato, favoriti dal contesto geografico e dallo sviluppo dell'economia, diventarono vere e proprie città. Inoltre, numerosi insediamenti vennero fondati per volontà politica da parte di signori o comunità.
Espressione di questa forte espansione dei centri abitati fu la costruzione di nuove cinte murarie, atte a difendere le città in continua crescita: questo fenomeno, già attestato alla fine del IX secolo e in quello successivo, divenne comune tra il XI e il XIV secolo. Durante questo periodo infatti si verificò un forte incremento dei flussi migratori dalle campagne verso i centri urbani, con l'afflusso di numerosi contadini ma anche degli strati più agiati della popolazione, come nobili e ricchi proprietari che nelle città curavano meglio i propri interessi.
Il fenomeno dell'urbanizzazione era geograficamente diseguale: pochi centri abitati superavano i 50 000 abitanti, e per di più erano concentrati in Italia o nelle Fiandre, con l'eccezione di Parigi, capitale del regno di Francia. Stime numeriche sono state elaborate per diverse città: Milano contava circa 150 000 abitanti; Venezia e Firenze probabilmente raggiungevano i 100 000; Genova, Gand e Bruges toccavano i 50 000. Al contrario, in Inghilterra solo quattro centri urbani, ad eccezione della capitale Londra, si attestavano sui 10 000 abitanti (York, Newcastle, Bristol e Norwich). In Scandinavia le città più rilevanti non superavano l'ordine delle migliaia di abitanti: la più grande, Bergen (in Norvegia) ne contava circa 6 000; Visby, rilevante centro commerciale del baltico rappresentava una notevole eccezione, con una popolazione stimata tra i 10 000 e i 20 000 abitanti.
Nei territori imperiali la città più grande era Colonia, che agli inizi del XIV secolo contava 30 000−40 000 abitanti; Vienna, Praga, Strasburgo al sud e Lubecca e Magdeburgo al nord erano altre città di rilevanti dimensioni, aggirandosi attorno ai i 20 000 abitanti. Anche le città francesi si aggiravano sugli stessi ordini di grandezza, con Tolosa che superava i 30 000 abitanti, seguita da Rouen, Metz, Montpellier e Tours. Mentre in Castiglia le città più grosse rimanevano sotto i 20 000 abitanti (le più grandi erano Toledo e Burgos), in Catalogna Barcellona contava circa 35 000 abitanti. Anche la densità della trama insediativa variava da zona a zona. Alcune regioni dell'Italia raggiunsero una concentrazione di città impressionante, paragonabile solamente allo sviluppo urbano delle Fiandre e di qualche zona della Francia; il resto d'Europa presentava una rete urbana decisamente più rada.

### Produzione agricola
A partire dall'XI secolo si verificò un notevole aumento della produzione agricola, indirizzata soprattutto a sostenere gli elevati ritmi di crescita della popolazione europea. Questa espansione dell'agricoltura fu portata avanti principalmente in maniera estensiva, mediante la messa a coltura di nuove terre. Infatti le tecniche in uso, nonostante l'introduzione di alcuni miglioramenti, non permettevano un aumento della produttività dei raccolti. L'economia agraria passò dalle forme silvo-pastorali tipiche dell'Alto Medioevo alla cerealicoltura, e di conseguenza il pane divenne l'alimento primario di tutti i ceti sociali.

#### Estensione delle coltivazioni
Nel corso del Basso Medioevo si verificò una notevole estensione delle superfici coltivate tramite dissodamenti, bonifiche e deforestazioni. Questi processi non furono uguali in tutta Europa: in certe regioni, come la Piccardia o l'Italia centromeridionale, dove l'insediamento era già abbastanza fitto, l'ampliamento delle colture non diede luogo a grandi modifiche del paesaggio; nella Germania ad est del fiume Elba invece ci fu una vera e propria ondata di colonizzazione, la cosiddetta Ostsiedlung.
La messa a coltura delle terre marginali venne portata avanti come iniziativa individuale da parte degli stessi contadini, ma la bonifica e il dissodamento di ampi territori necessitava notevoli capitali e una solida organizzazione. Così, a muovere i più grandi processi di estensione dei coltivi erano i signori, laici o ecclesiastici, che in vari modi favorivano l'insediamento dei contadini su terre vergini, tramite accordi e anche nuove fondazioni (borghi franchi e villenove). In Francia vennero elaborati strumenti come i contratti di paréage, patti tra due o più signori al fine di organizzare il movimento colonizzatore. Nella penisola iberica il fenomeno era strettamente legato alla Reconquista, e le imprese di colonizzazione dei territori sottratti ai musulmani erano promosse dagli stessi sovrani o dalla nobiltà, a seconda della zona e del periodo.
Le ondate di colonizzazione determinarono spostamenti della popolazione anche di elevata intensità, con iniziative di popolamento governate da principi e signori, fino a portare significativi mutamenti del quadro economico e sociale. I piccoli proprietari fondiari infatti furono avvantaggiati, mentre spesso i contadini di condizione servile trovavano in queste imprese l'opportunità di affrancarsi dai vecchi vincoli di dipendenza.

#### Miglioramenti nel lavoro agricolo
Nonostante i progressi della produzione agricola si raggiunsero soprattutto con l'espansione dei coltivi, nel corso del basso medioevo ci furono alcuni miglioramenti dovuti all'introduzione di nuove tecniche e strumenti. Innanzitutto si affermò l'uso dell'aratro pesante dotato di versoio e a volte anche di ruote, in particolar modo nell'Europa settentrionale, che poteva rivoltare i terreni in maniera più profonda. La sua diffusione però non fu uguale nei tempi e nei modi, e soprattutto nell'Europa mediterranea si mantenne in uso l'aratro leggero, semplice o asimmetrico.
Altri miglioramenti si ebbero nella strumentazione, con l'uso sempre maggiore di attrezzi in ferro e dunque più resistenti; sempre grazie alla crescente produzione di ferro si iniziò a ferrare gli animali da tiro e in particolare i cavalli. Inoltre vennero introdotti nuovi sistemi di attacco che permettevano minor sforzo (e dunque maggior traino) per gli animali da tiro, fossero essi bovini – più comuni nell'Europa meridionale – o cavalli; la trazione equina si diffusero progressivamente soprattutto nei paesi dell'Europa centro-settentrionale, anche se non in maniera uniforme.
Infine, un'altra innovazione che coinvolse l'Europa bassomedievale fu la diffusione della rotazione delle colture, in particolar modo quella impostata sui cicli triennali. In questa maniera l'organizzazione dei lavori agrari fu disciplinata in maniera più razionale, portando ad un aumento della produttività, e anche le rese cerealicole subirono un certo incremento anche se non di particolare rilievo.

### Produzione artigianale

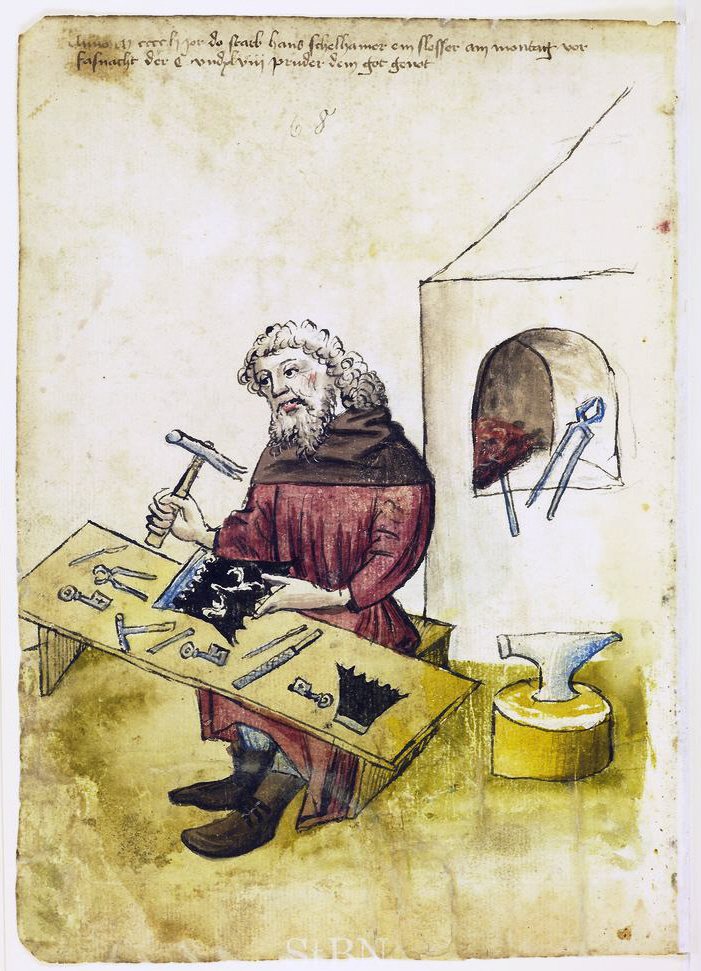
Fabbro tedesco in una miniatura del 1451

La forte espansione urbana che si verificò a partire dall'XI secolo permise la crescita del settore produttivo manifatturiero, intrinsecamente legato ai contesti cittadini.
La produzione manifatturiera era incentrata principalmente sul lavoro delle botteghe artigianali, dove il maestro, ovvero il titolare dell'attività, lavorava e spesso vendeva i suoi prodotti, affiancato da altre figure. Il maestro oltre a disporre degli strumenti di lavoro necessari (il capitale fisso) era in possesso delle conoscenze tecniche necessarie a dirigere le diverse operazioni (il cosiddetto know-how). Alle sue dipendenze poteva avere oltre ai membri della propria famiglia, dei collaboratori specializzati detti lavoranti e uno o più apprendisti; infine all'occorrenza poteva assumere qualche garzone, ovvero lavoratori salariati scarsamente qualificati.
L'apprendistato, all'interno del quale formazione e lavoro andavano di pari passo, prevedeva che i giovani ragazzi fossero ospitati dal maestro per un periodo di tempo necessario a insegnarli le competenze necessarie e poter accedere all'esercizio del mestiere; le condizioni degli apprendisti variavano da luogo a luogo. Una volta concluso il proprio percorso l'apprendista poteva diventare maestro, iscriversi alla corporazione ed esercitare l'attività, aprendo una propria bottega.
Le corporazioni delle arti e mestieri erano la principale struttura organizzativa del lavoro artigiano nell'Europa bassomedievale. Il ruolo delle corporazioni, che sorsero a partire dal XII secolo, era di assistere gli artigiani associati che svolgevano uno stesso mestiere. Dunque esercitavano il monopolio della forza-lavoro, proibendo l'esercizio delle attività al di fuori della corporazione, ma disciplinavano anche la concorrenza e la qualità dei prodotti; infine, servivano a sostenere i membri in difficoltà. A partire dal XIII secolo le corporazioni acquisirono un ruolo politico, anche se non in tutta Europa. In alcune città italiane le corporazioni più ricche e prestigiose (come le associazioni mercantili) riuscirono ad arrivare al potere; ma se nelle città imperiali e fiamminghe il protagonismo dei ceti artigianali ebbe alterne vicende, nelle monarchie nazionali non riuscirono proprio a ritagliarsi uno spazio politico.
Non tutta la produzione era incardinata sul sistema delle botteghe e delle corporazioni. L'industria tessile ad esempio prevedeva lavorazioni molto più complesse, e un altro settore che si distingueva per i propri tratti peculiari era l'edilizia, in notevole sviluppo per tutto il periodo bassomedievale. Infine l'organizzazione della produzione poteva essere diretta da un mercante-imprenditore che forniva materie prime e poi ritirava i prodotti finiti dagli artigiani, inquadrandoli così in un sistema differente che limitava l'autonomia degli artigiani e li vincolava economicamente.

### Espansione del commercio
Non si deve pensare che nei secoli dell'Alto Medioevo gli scambi si fossero completamente arrestati: furono frequenti gli insediamenti di mercanti orientali, detti genericamente "siriani", inoltre esistevano i negociatores, venditori itineranti liberi di fatto, che portavano merci di lusso alle corti signorili ed ecclesiastiche. Tendenze positive in economia si registrarono a partire dall'VIII secolo, quando cessarono le successive ondate epidemiche della peste di Giustiniano. La circolazione monetaria era ancora ridotta e l'oro era quasi introvabile nell'Europa occidentale, ormai usato solo per alcuni oggetti sacri. Le fiere locali si evolvettero in grandi fiere (come nella Champagne), dove si scambiavano prodotti orientali con quelli europei; poi la circolazione delle merci si smistava nei nascenti mercati cittadini.
Vennero migliorate le vie di comunicazione esistenti e ne vennero fatte di nuove: la strada medievale, a differenza di quella romana, non era lastricata ma sterrata, tortuosa (per assecondare la conformazione del terreno) ed era più che altro una mulattiera difficilmente carrozzabile. Strade e ponti versavano comunque in uno stato disastroso, aggravato dai continui dazi che i signori locali esigevano per il transito. Divennero di vitale importanza quindi i traffici marittimi e fluviali: le chiatte che servivano le città dell'interno offrivano un trasporto meno costoso, relativamente più sicuro ma sicuramente di maggiore portata. Tra i fiumi più navigati c'erano il Reno, il Danubio, il Rodano, il Po, ai quali vanno aggiunti i collegamenti con i corsi minori. Spesso si usavano sistemi misti, in parte fluviali in parte terrestri, come quelli che varcavano i passi di montagna a dorso di mulo prima di ricaricare le merci sulle imbarcazioni a valle. Importanti erano anche le vie dei pellegrini: il cammino di Santiago, la via Francigena e la via che portava in Terra santa, che spesso passava dai porti pugliesi per varcare il canale d'Otranto e poi si riconnetteva con la via Egnatia che portava a Costantinopoli e il Vicino Oriente.

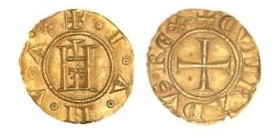
Genovino del 1252

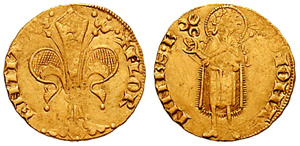
Fiorino del 1332-1348

Dal Duecento la bilancia commerciale tra Oriente o Occidente divenne positiva per il secondo dopo secoli di assoluto predominio commerciale dell'Europa sud-orientale. La larga circolazione di merci anche non preziose permise un vorticoso impennarsi degli scambi economici e l'aumento di ricchezza. Merci orientali e occidentali, nordiche e mediterranee circolavano velocemente via mare e via terre, e assieme a esse si spostavano gli uomini e i capitali. I mercanti seppero presto dotarsi di strumenti giuridici e tecnologici in grado di soddisfare la domanda crescente di loro: nacquero nuovi tipi di contratto commerciale, più flessibili e omologati dappertutto; nacquero le società di persone e di capitali, le compagnie commerciali (a scadenza annuale, rinnovabili) e le commende (tra imprenditori con capitali e commercianti che li facevano fruttare). Nacquero le prime banche in senso moderno (in grado di far fruttare i capitali) e le prime forme di assicurazione. Per evitare di trasportare fisicamente il denaro nacquero strumenti creditizi che permettevano la riscossione di somme precedentemente versate in altre città mostrando lettere bollate della banca. L'attività bancaria prosperò nonostante i divieti ecclesiastici di guadagnare denaro "dal denaro".
Dal XII secolo alcune città italiane avevano ricevuto l'autorizzazione imperiale di battere il "denaro", la moneta argentea carolingia (Pavia, Cremona, Piacenza, Milano, Lucca e Pisa), anche questa valuta tendeva a svalutarsi col tempo. Il miglioramento economico stimolò il conio di monete più pregiate, con un maggiore contenuto argenteo, detti "grossi" o "bianchi". La moneta aurea fece la sua ricomparsa in Europa occidentale nella seconda metà del Duecento in alcune città italiane, se si escludono alcune coniazioni di breve durata come l'augustale di Federico II, l'écu di Luigi IX di Francia o il genovino di Genova. Nel 1252 Firenze coniò il fiorino e nel 1284 Venezia il ducato o zecchino: queste due monete, dal quantitativo aureo straordinariamente stabile, divennero i mezzi principali dei grandi scambi internazionali.
Un'altra novità del Medioevo fu la nascita delle "compagnie", società mercantili-imprenditoriali che sostituirono il commercio un tempo basato sui mercanti itineranti. Le compagnie avevano succursali nelle più importanti piazzeforti ed erano organizzate in maniera tale da poter far muovere merci e capitali senza bisogno di far muovere i suoi dirigenti (che così non dovevano vagare, ma anzi restavano ben ancorati alle città dove iniziavano ad avere un peso anche politico, oltre che economico) né il denaro, che grazie alle lettere di cambio si poteva riscuotere in qualsiasi filiale della compagnia. Un esempio tardo ma efficace di come funzionassero queste specie di "holding" può essere offerto dalla compagnia fiorentina dei Bardi, che nel 1336 ricevette dalla filiale di Avignone l'incarico da parte di papa Benedetto XII di inviare agli armeni, assaliti dalle popolazioni turche, il corrispettivo di diecimila fiorini d'oro in grano: detto fatto, il 10 aprile, arrivò l'ordine, poche settimane dopo gli agenti italiani dei Bardi comprarono il grano sulle piazze di Napoli e Bari tramite le loro filiali e prima della fine del mese navi cariche delle vettovaglie erano già salpate verso il Mar Nero.
Le merci che attraversavano le vie del Medioevo erano essenzialmente divise in "sottili", più pregiate e costose come metalli preziosi, spezie e tessuti di lusso, o "grosse" (legname, sale, allume, ecc.). Inoltre all'Italia, l'altra grande zona commerciale europea era l'area del Mar Baltico e il Mare del Nord, con le attivissime città portuali anseatiche. Il punto di incontro tra le merci italiane e nordiche era soprattutto il porto di Bruges. Altre zone, come l'Inghilterra o il regno di Napoli, ebbero un ruolo più passivo nello sviluppo economico, venendo monopolizzate da mercanti stranieri che le spogliavano delle materie prime sottocosto e vi rivendevano a prezzi molto alti i prodotti finiti.

## La scienza tra XI e XIII secolo

### L'apporto culturale arabo

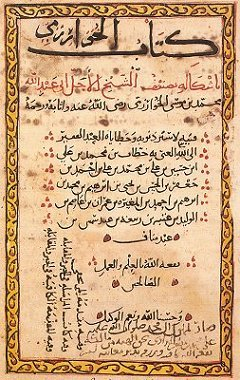
Una pagina dall'Algebra di Muḥammad ibn Mūsā al-Khwārizmī

Il mondo musulmano ebbe uno straordinario ruolo culturale, vero e proprio mediatore e rielaboratore tra grandi culture come quella greca, medio-persiana, indiana, ecc. Oltre i centri dei califfati esistevano una serie di città-emirato con un'intensa vita culturale, quali Bukhara, Marrakech, Samarcanda o Qayrawan. Nel X secolo gli Arabi appresero dalla Cina le modalità di fabbricazione della carta, diffondendola nei propri territori e poi, inevitabilmente, nell'Occidente greco e latino: veicolo fondamentale per la cultura scritta, che all'epoca era un pilastro della conoscenza per lo studio necessario del Corano, all'epoca redatto nella sola lingua sacra dell'arabo.
La letteratura islamica era soprattutto scientifica, con straordinari trattati di medicina, matematica, botanica, zoologia, storia, geografia, astronomia, geografia e architettura. I geografi musulmani viaggiavano dalla Cina al Circolo polare artico all'Africa ed erano i migliori conoscitori del mondo nel suo complesso, con opere ormai classiche della storia delle esplorazioni. Grandi personalità di tutti i tempi furono Avicenna, Averroè, Geber (al-Jābir) (padre dell'alchimia) o al-Khwarizmi (da cui deriva la parola algoritmo). Inoltre esisteva una notevole letteratura dei romanzieri, spesso anche a carattere popolare.
La cultura arabo-islamica penetrò in Occidente soprattutto grazie alla scuola dei traduttori di Toledo, nata nel corso del XII secolo sotto l'egida dei re di Castiglia, dove collaboravano in libertà dotti cristiani, ebrei e musulmani. Essa sta all'origine della rivoluzione scolastica, della nascita delle università e del successivo sviluppo scientifico-tecnologico occidentale.

### Filosofia scolastica e logica medievale
(Bernardo di Chartres)

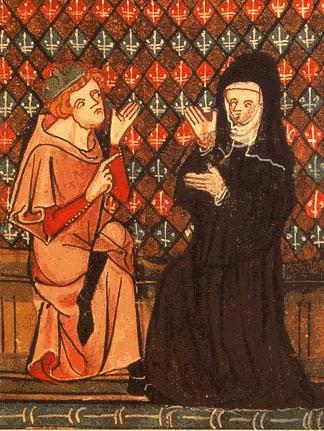
Abelardo ed Eloisa in una miniatura del XIV secolo

A Chartres nacque nel XII secolo una scuola cattedrale dove per la prima volta si iniziò a guardare allo studio della natura, delle scienze (fino ad allora considerate secondarie, se non dannose) e, senza tralasciare lo studio delle Scritture e il culto per le auctoritates, ci si ispirava alla tradizione neoplatonica. Questo rinnovamento, dovuto a varie ragioni tra cui i rinnovati contatti col colto Oriente e lo slancio della vita cittadina che poneva nuove esigenze e problemi, fu alla base della convinzione che la scienza moderna potesse superare quella antica, non tanto perché migliore, ma perché suscettibile di ampliarsi e approfondirsi, mediante la critica, e quindi di procedere, anziché cristallizzarsi nei tradizionali commenti sterili.
Andava nascendo un nuovo approccio allo studio, quello della logica, che offriva un metodo innovativo con in quale affrontare lo scibile: invece di commentare letteralmente le Sacre Scritture si andava alla ricerca dei criteri per poter comprendere, al di là della fede, quello che era giusto e quello che non lo era. Il fondatore di questa scuola di pensiero viene considerato Pietro Abelardo, con il suo Sic et non, che venne tuttavia duramente avversato dai tradizionalisti. Ma la sua eredità fu raccolta dal monaco camaldolese Graziano, che redasse una raccolta completa di diritto canonico (il Decretum Gratiani), servendosi proprio della logica abelardiana; da allora la logica fu alla base del rinnovamento nella teologia e filosofia che va sotto il nome di scolastica. I grandi maestri della scolastica furono Alberto Magno, Tommaso d'Aquino e Duns Scoto, che applicarono il metodo abelardiano, arricchito anche dalle traduzioni di Averroè che permise la riscoperta di Aristotele in Occidente, alla ricerca teologica, indagata come una vera e propria scienza, usando quindi le facoltà intellettuali umane.

### Le università

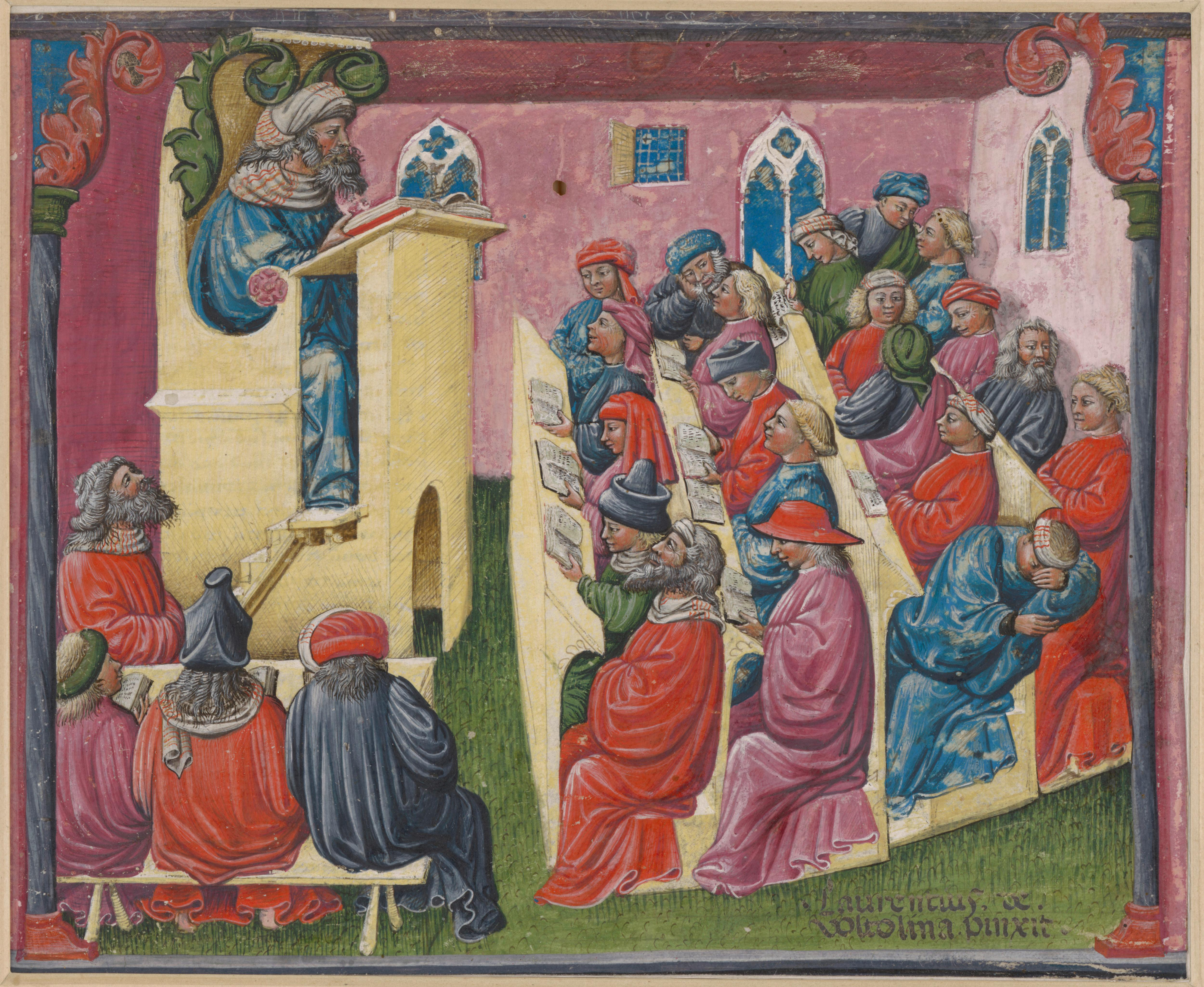
Rappresentazione di una lezione universitaria verso il 1350

Il rinnovamento culturale dei secoli XII e XIII non si può comprendere appieno senza ricordare le modifiche apportate al sistema educativo. Nelle città fu possibile aumentare il livello di istruzione generale, con le necessità di leggere, scrivere e far di conto ormai imprescindibili per le attività mercantili. Si sviluppò così una sorta di scuola primaria privata, alla quale poteva seguire la scuola d'abaco, dove si insegnavano ai ragazzi più grandi nozioni di matematica e di ragioneria.
Per quanto riguarda il livello superiore di istruzione, nel XIII secolo alle scuole cattedrali si affiancarono le università, che nacquero come associazioni private di studenti, che subito mirarono a un riconoscimento ufficiale e alla concessione di benefici di carattere giuridico e economico. Un precedente per le università fu la scuola medica salernitana, dove si studiavano la medicina e la filosofia, traducendo testi dal greco e dall'arabo. Le prime sedi universitarie nacquero collegate alle scuole cattedrali o in maniera autonoma in un po' tutta Europa. La prima fu Bologna, alla fine del XII secolo, seguita da Parigi all'inizio del XIII secolo e diverse altre nel corso del secolo. Il centro di maggior fervore culturale era Parigi, ma la più antica documentazione di un'università si ha per Bologna (1088), dove si istituzionalizzò una scuola di diritto gestita da laici già esistente. Seguirono a breve distanza Padova (1222), Napoli (1224) e, al di fuori dell'Italia Oxford, Cambridge, Salamanca (1218) e la stessa Parigi. Nel XIV secolo le istituzioni universitarie fecero la loro comparsa in Germania e nell'Europa centro-orientale con Praga (1348), Vienna (1365), Heidelberg (1386) e Colonia (1388). Dovettero attendere il secolo successivo i paesi scandinavi (Uppsala nel 1477 e Copenaghen nel 1479.
Le università favorirono la nascita di un mercato di libri di studio a buon prezzo. Al posto dei costosi codici in pergamena, si diffusero le peciae, ovvero dispense che contenevano le sintesi delle opere più famose o parti di trattati. Potevano essere acquistate dagli stationarii (artigiani specializzati che copiavano libri per mestiere), oppure affittate per un certo periodo di tempo. Erano scritte su carta, un materiale più economico della pergamena, la cui tecnica di produzione era stata importata in Europa dagli arabi, che a loro volta l'avevano appresa dai cinesi.

### La rinascita scientifica

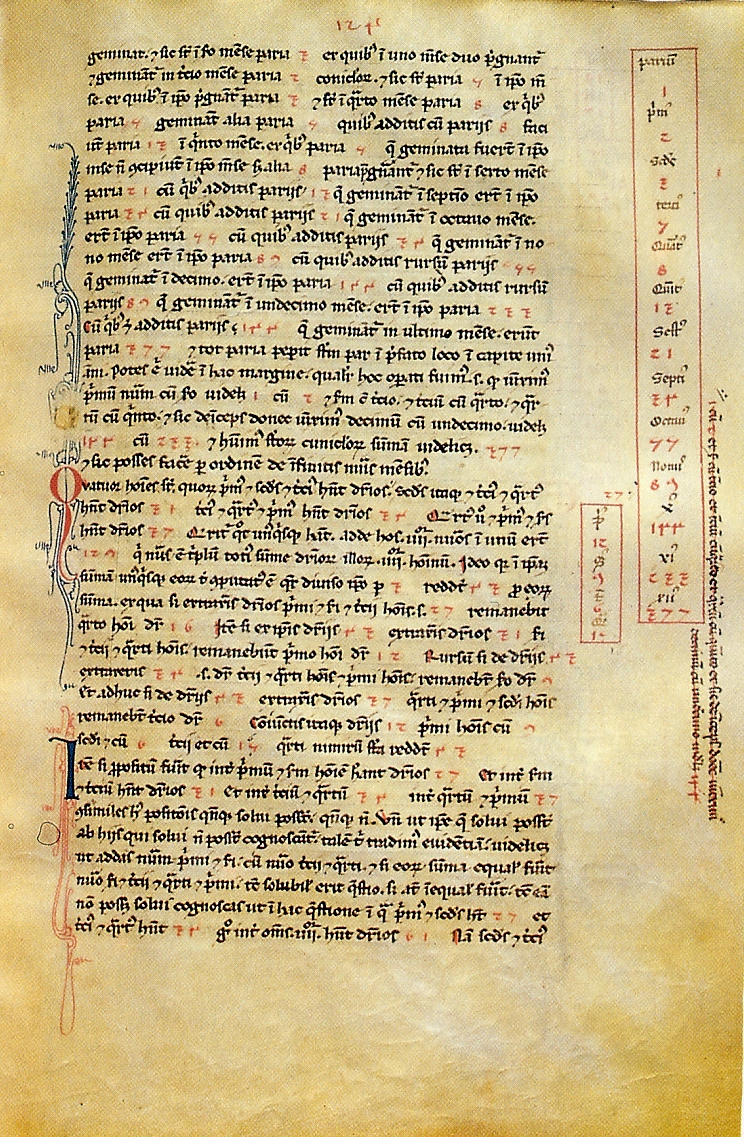
Una pagina del Liber abbaci (MS Biblioteca Nazionale Centrale di Firenze, Codice Magliabechiano cs cI 2616, fol. 124r)

Grazie ai rinnovati contatti col mondo bizantino e islamico si ebbe un rifiorire del sapere scientifico in Europa, che era caduto nell'oblio. A metà del XII secolo una équipe di dotti guidati da Pietro il Venerabile, abate di Cluny tradusse il Corano. Verso il 1187 iniziò a circolare Aristotele, grazie alla singolare figura di Gherardo da Cremona, che aveva imparato l'arabo a Toledo per poter tradurre una grande quantità di trattati là presenti. I testi latini e greci, filtrati dal mondo arabo, contenevano anche cognizioni provenienti da Persia, India e perfino (in maniera mediata) Cina, soprattutto riguardo alla medicina, all'astronomia e alla matematica.
Arrivarono anche discipline orientali che, sebbene avessero interessato il mondo ellenistico e tardo-antico, erano ormai sconosciute in occidente, come l'astrologia, che studiava le intelligenze spirituali che soprintendevano agli astri e, per analogia, ai componenti dell'essere umano, e la magia, che ebbe un più tardo sviluppo nel Rinascimento. La Chiesa condannava queste pseudo-scienze poiché esse investigavano le intelligenze cosmiche che venivano assimilate agli angeli ribelli, cioè ai demoni.
La conquista più duratura di quel periodo storico fu l'introduzione dei numeri arabi posizionali e dello zero, entrambe scoperte di origine indiana. Questo nuovo sistema di numerazione fu introdotto in Occidente dal pisano Leonardo Fibonacci, con il Liber abbaci del 1202. Il suo però non poteva ancora essere un interesse scientifico puro: era un figlio del suo tempo e piegava le conquiste matematiche e geometriche a situazioni pratiche, del commercio, del cambio, della compravendita.

### Le innovazioni tecnologiche tra XI e XIII secolo

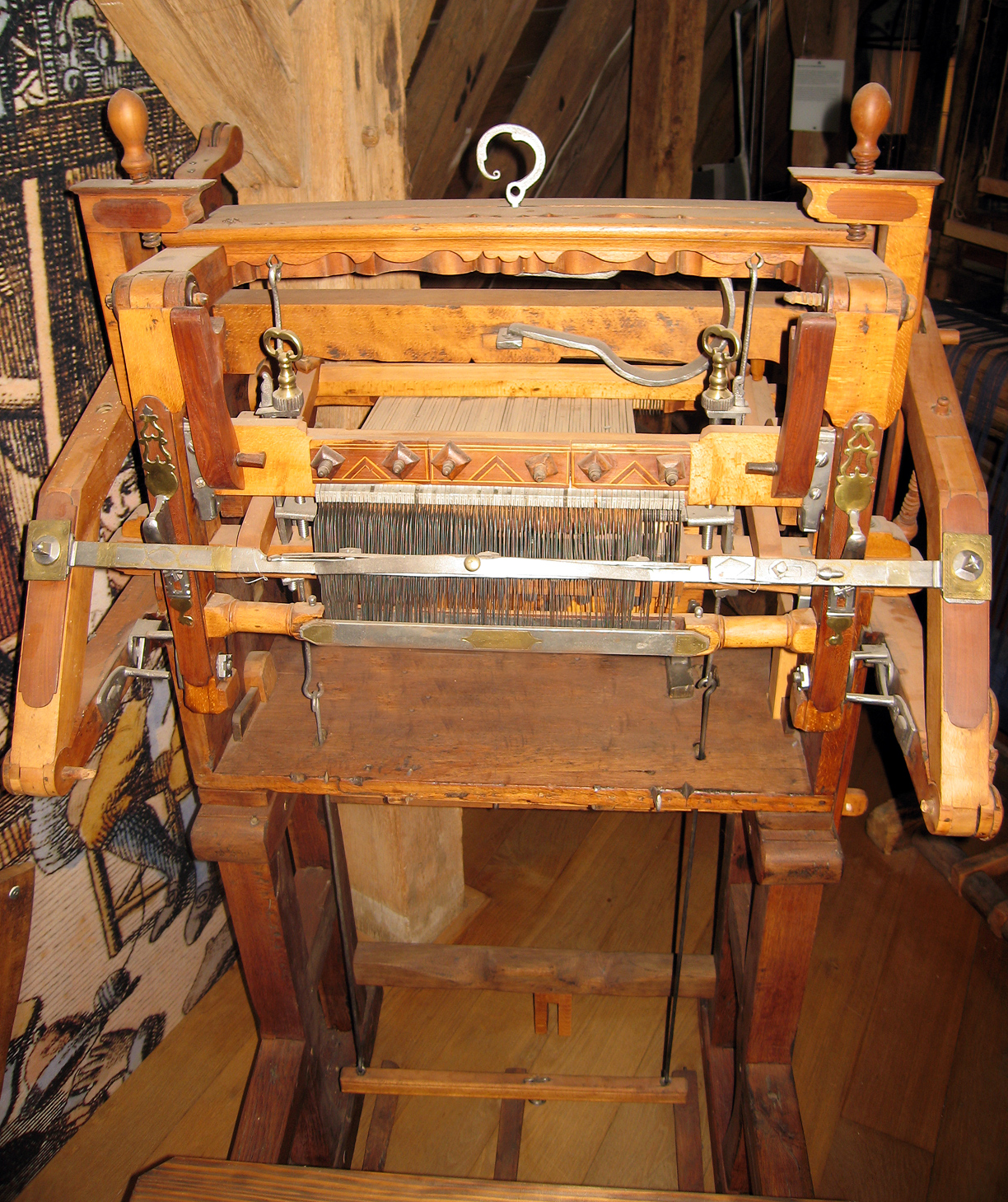
Telaio a pedale

Il settore produttivo venne rivoluzionato, con un passaggio da un sistema artigianale (dove si produceva su richiesta) a un sistema manifatturiero (dove si produceva per vendere) che ebbe luogo tra l'XI e il XIII secolo, con variazioni da luogo a luogo e da merce a merce. La filiera di produzione dei tessuti e del cuoio produsse la necessità di ricorrere ai ceti subalterni per alcune procedure particolarmente malsane, creando per la prima volta il problema dei rapporti con questi ceti e dell'inquinamento. Spesso nelle città si creò un sistema di manifattura diffusa, con le varie fasi della lavorazione delle stoffe affidate a vari lavoratori specializzati. Tra questi i tintori emersero perché lavoravano strumenti complessi e materie prime costose.
Notevoli furono le innovazioni tecnologiche, tra le quali il filatoio a mano, il telaio orizzontale e la gualchiera, ma anche la riscoperta del vetro e la rinnovata produzione ceramica grazie alla ruota a pedale. La produzione di armi raggiunse l'apice in zone minerarie come la Germania renana, ma anche la Lombardia, mentre nel mondo musulmano si importavano sia spade "franche", sia metalli grezzi lavorati poi in Spagna o in Siria. La lavorazione dei metalli fece grandi progressi, con forni più efficienti che permisero la lavorazione dell'acciaio e le opere di grandi dimensioni quali le campane o le canne d'organo.

## La letteratura tra XI e XIII secolo

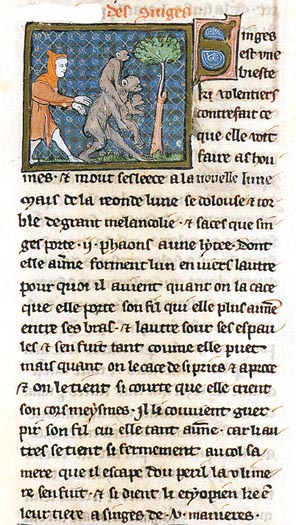
Una pagina de Il Tesoretto di Brunetto Latini, libro I

Nelle città del tardo Medioevo si andava sviluppando una cultura "laica", determinata dalla grande sete di risposte a questioni pratiche e concrete, in campo sociale, economico e politico. Senza metter in discussione la fede o l'importanza della teologia o del latino, i ceti dirigenti cittadini amavano la cultura detta "cortese", con i poemi epici, le poesie finemente erotiche, i romanzi cavallereschi. In zone come la Toscana, le signorie venete e romagnole o le corti sicule di Federico II di Svevia o catalane di Alfonso X di Castiglia si erano creati dei circoli poetici, derivati dalle composizioni provenzali dei trovatori, dove nacquero talvolta anche forme espressive nuove, come il dolce stil novo.
Nel corso del Duecento inoltre si diffuse in Italia l'uso del volgare, adoperato in poesia sin dal Cantico delle creature di san Francesco, datato 1224. Il volgare era l'espressione di un ceto emergente di banchieri, mercanti, imprenditori, ecc., che guardavano con diffidenza ai lunghi tempi necessari per apprendere il latino e alle materie più astratte. La richiesta di sapere scientifico alla portata del cittadino medio fece nascere i sunti o le "volgarizzazioni" di opere e trattati di scienze e altro, come il Trésor di Brunetto Latini, le Composizioni dal mondo di Restoro d'Arezzo, L'Acerba di Cecco d'Ascoli, i Documenti d'Amore di Francesco da Barberino o il Convivio di Dante Alighieri.
Nel XII secolo nacque anche l'uso di registrare cronache cittadine e anche familiari, che fissavano la memoria storica in maniera più agevole e più snella dell'antica cronachistica ecumenica in latino. Tra Duecento e Quattrocento si arrivò quindi, almeno in Italia, ad avere un ceto medio largamente alfabetizzato, capace di scrivere e talvolta anche comporre opere letterarie. Per riottenere una condizione simile si dovrà aspettare fino alla fine del XVIII o l'inizio del XIX secolo.

## L'Europa tra XIV e XV secolo

### La crisi del XIV secolo

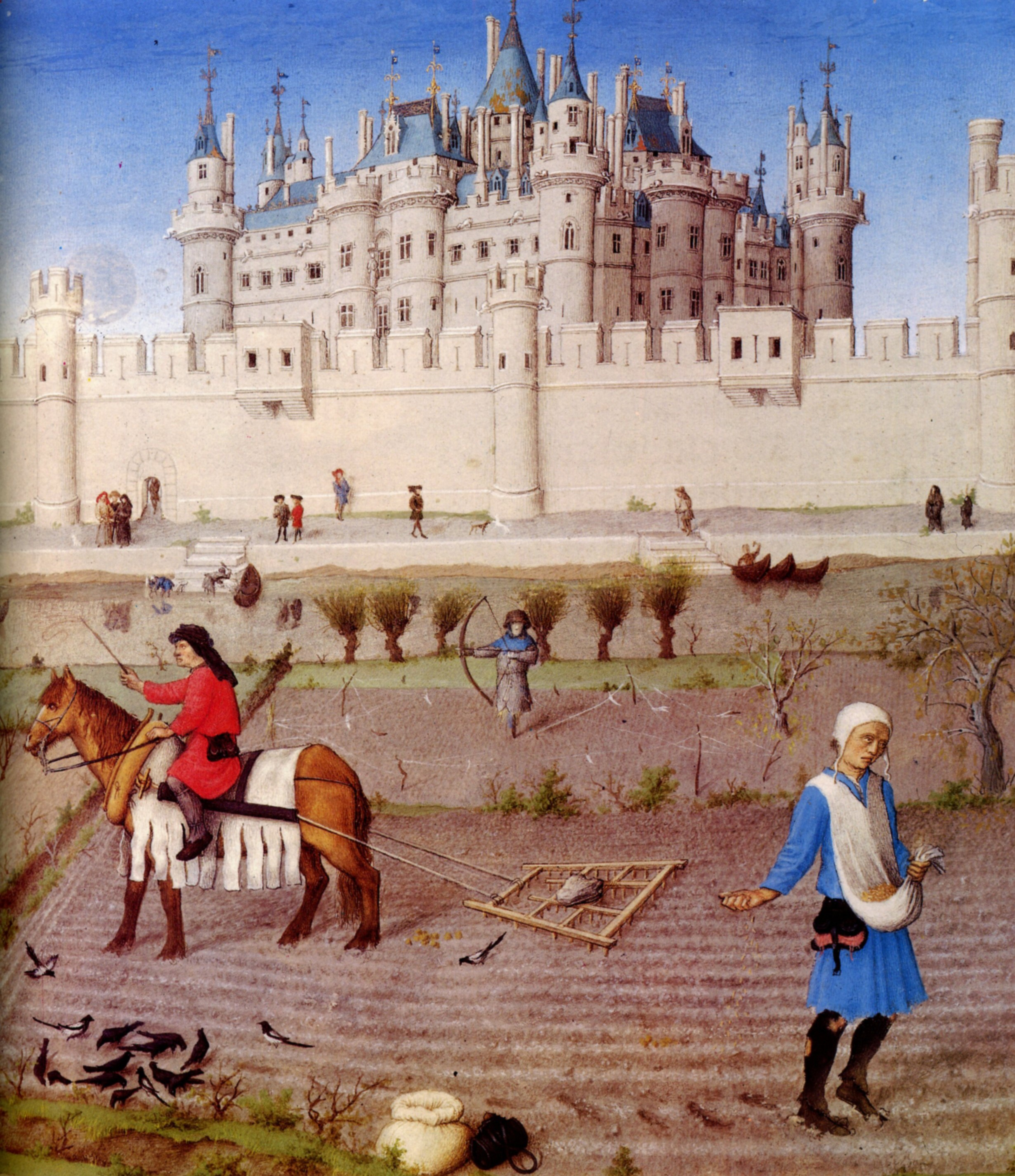
I contadini preparano i campi per l'inverno con un erpice e seminano per il grano invernale. Lo sfondo mostra il castello del Louvre a Parigi.

Dopo due secoli di grande sviluppo e prosperità nel continente europeo, il Trecento fu un secolo di rottura, con l'interruzione di fenomeni in crescita come lo sviluppo demografico, l'ampliamento e la creazione di nuove città, lo straordinario aumento dei traffici in quantità e in qualità.
Oggi si inizia a considerare che il regresso possa essere stato causato innanzitutto da una variazione del clima, con la fine del cosiddetto periodo caldo medievale, che aveva permesso lo scioglimento dei ghiacci (si pensi alla navigazione dei Vichinghi), la coltivazione della vite fin sopra Londra, abbondanti raccolti facilitati dalla piogge scarse e regolari e le tiepide primavere. Gli aspetti più gravi riguardarono la carestia del 1315-1317, il ristagno economico, la peste nera e le conseguenti rivolte popolari.
Intorno al 1420, l'effetto accumulato di piaghe e carestie ricorrenti aveva ridotto la popolazione europea forse a non più di un terzo di quella che era un secolo prima. Gli effetti dei disastri naturali furono esacerbati dai conflitti armati; questo è stato particolarmente il caso della Francia durante la guerra dei cent'anni.
Con la grave riduzione della popolazione europea, la terra divenne più abbondante per i sopravvissuti e di conseguenza la manodopera più costosa. I tentativi dei proprietari terrieri di ridurre con la forza i salari alimentarono il risentimento tra i contadini, portando a ribellioni come la Jacquerie francese nel 1358, il tumulto dei Ciompi a Firenze nel 1378 o la rivolta dei contadini inglesi nel 1381.

### Il papato nel XIV e XV secolo

#### La cattività avignonese

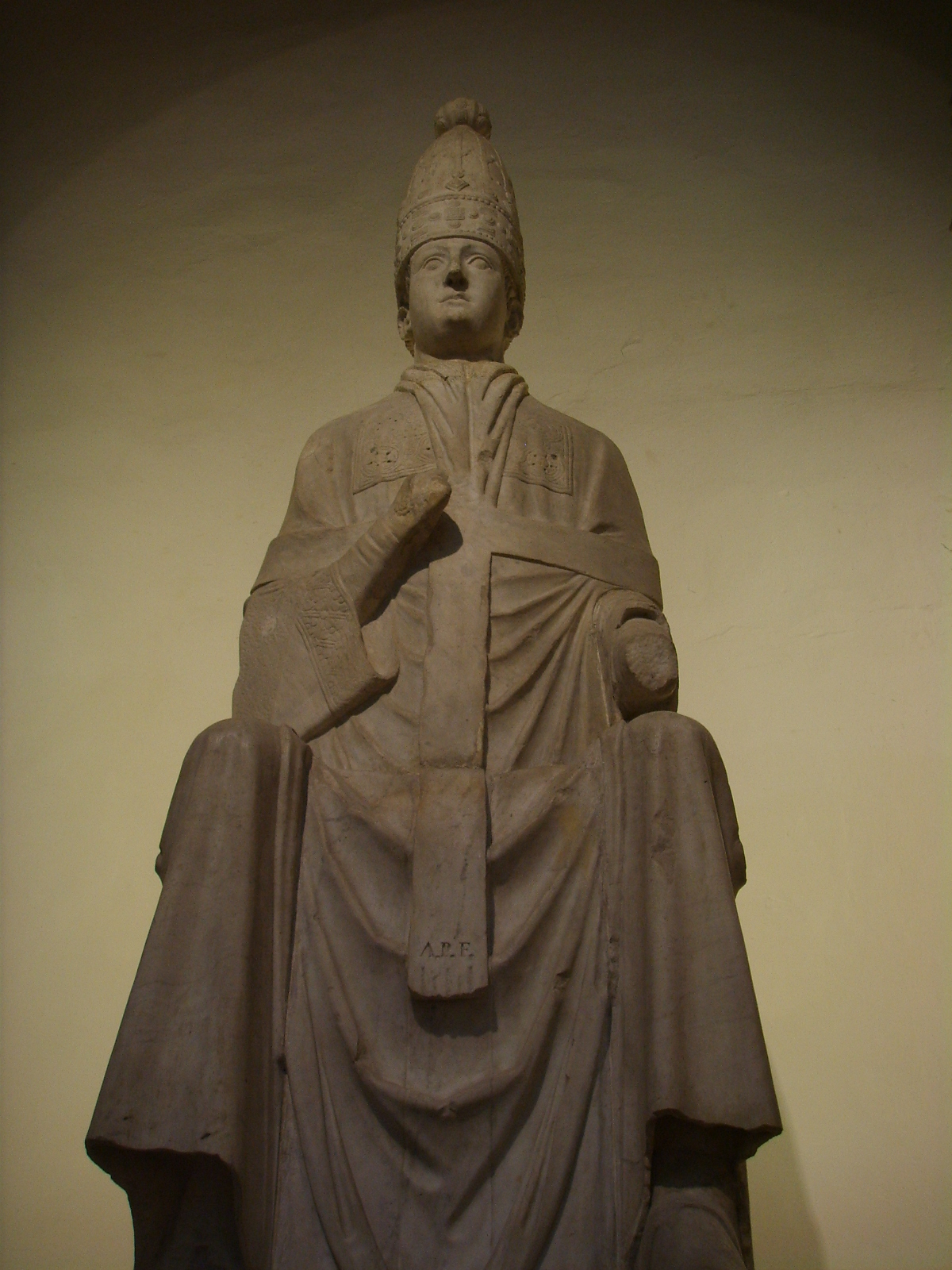
Statua di Bonifacio VIII, Arnolfo di Cambio, Museo dell'Opera del Duomo (Firenze)

La protezione angioina di Carlo I d'Angiò si era rivelata un'arma a doppio taglio per le invadenti pretese del sovrano che, in nome della lotta al pericolo "ghibellino", si tramutarono negli anni settanta del Trecento in ricatti per portare avanti i propri disegni politici. Mentre l'impero viveva un lungo interregno, con lotte interne, e quindi nessuna minaccia "ghibellina" incorreva sul papato, si alternarono dal 1266 al 1294 sul soglio pontificio una serie di papi "filo" o "anti" angioini.
Una svolta si ebbe con l'elezione di Benedetto Caetani, papa Bonifacio VIII, che era stato scelto dopo la dubbia rinuncia di Celestino V, un severo asceta abruzzese che avrebbe dovuto iniziare un rinnovamento morale della Chiesa, tanto evocato dagli spirituali francescani e da vari predicatori apocalittici. Celestino V fu un esperimento che si rivelò fallimentare, in quanto la sua leva morale e spirituale non bastò a compensare le lacune nella preparazione teologica, giuridica e politica, mettendolo in balia dei cardinali fedeli a Carlo II d'Angiò prima e a quelli avversi poi, che lo costrinsero ad abbandonare la tiara. Salì allora al soglio Bonifacio VIII (dicembre 1294), aristocratico, giurista e canonista di grande cultura, sulla cui figura pesarono fin da allora (fomentati dopotutto dai suoi avversari) dubbi circa il comportamento avuto verso papa Celestino, che venne confinato nel castello di Fumone dove si spense nel 1296.
Una delle prime situazioni da risolvere per il nuovo papa era quella di rinsaldare il suo controllo sulla stessa Roma, dove gli si ribellarono i potenti Colonna dichiarandone nulla l'elezione. Contro di essi il papa bandì una vera e propria crociata, facendo espugnare nel 1298 la rocca di Palestrina. Nel frattempo anche i francescani spirituali, troppo estremisti, vennero perseguitati. Nel 1295 cercò di sistemare le lotte tra angioini e aragonesi in Sicilia, affidandola tramite il trattato di Anagni ai francesi, ma i siciliani si ribellarono nuovamente. Lo smacco rese necessario un riavvicinamento con i regni di Francia e di Napoli, e un sostegno economico dei banchieri fiorentini. A Firenze però si lottavano le fazioni dei guelfi bianchi e neri, i primi più moderati, i secondi più intransigentemente filo-papali, per questo Bonifacio chiamò il fratello del re di Francia, Carlo di Valois, che intervenne sia a Firenze, scacciando i guelfi bianchi, tra i quali lo stesso Dante Alighieri (1301), sia nel regno di Sicilia.
La politica papale aveva favorito l'accentramento regale che Filippo IV di Francia aveva messo in atto. Ma Bonifacio non era una pedina in mano al re francese, anzi, nel 1296 egli condannò la penalizzazione del clero che i re di Francia e Inghilterra, in guerra tra loro, avevano attuato. Filippo IV rispose in maniera drastica, vietando che le decime uscissero dalla Francia per essere incamerate a Roma. Nel 1298 i due re sospesero gli scontri sulla base di un arbitrato del papa, ma accettarono il suo intervento solo come persona, non come pontefice: quest'inedita rivendicazione era un gravissimo simbolo di come l'autorità universale del pontefice fosse in chiaro pericolo. Nel 1301 la situazione si aggravò, quando Filippo amplificò le pretese di accentramento regale a dispetto della Chiesa francese, che venne per la prima volta tassata, minacciando il principio della libertas Ecclesiae. Il sovrano destituì alcuni vescovi più riluttanti ad accettare le sue imposizioni, come il vescovo di Pamiers Bernardo Saiset. Bonifacio rispose con la bolla Ausculta fili, che ribadiva le prerogative speciali della Chiesa, e con la Unam Sanctam Ecclesiam (1302), che rifondava il primato dei pontefici su qualunque potere temporale perseguendo la linea di papi come Innocenzo III e Gregorio VII. Secondo questo documento il papa era il vicario di Cristo sulla Terra, al quale spettano di diritto le due spade: quella spirituale, usata in maniera diretta, e quella temporale, che lui concederebbe in delega ai vari sovrani. La rivendicazione di papa Bonifacio era però alquanto anacronistica e, a differenza dei suoi illustri predecessori del secolo precedente, egli non aveva ormai più una forza politica e contrattuale concreta, essendo venuta a mancare quella rete di alleanze che proprio nella Francia aveva un tradizionale sostegno. Gli mancava inoltre il sostegno di movimenti riformatori, come erano stati i patarini per Innocenzo, anzi egli se li era inimicati in seguito alla sua elezione.
Nel giugno del 1303 infatti il re di Francia, per niente intimidito, riunì un'assemblea di nemici del papa e lo dichiarò destituito, accusandolo di eresia, simonia, scismatismo e sottolineando le circostanze poco chiare della sua elezione. Guglielmo di Nogaret, consigliere del re, fu inviato in Italia per catturare il "falso papa" e grazie all'appoggio dei nobili romani avversi a Bonifacio, come Sciarra Colonna, riuscì a catturarle farlo imprigionare ad Anagni, umiliandolo gravemente. Solo il popolo di Anagni riuscì a salvare il papa, insorgendo e facendolo liberare, ma la prova era stata troppo dura per il settantenne pontefice, che, tornato a Roma, morì poco dopo.

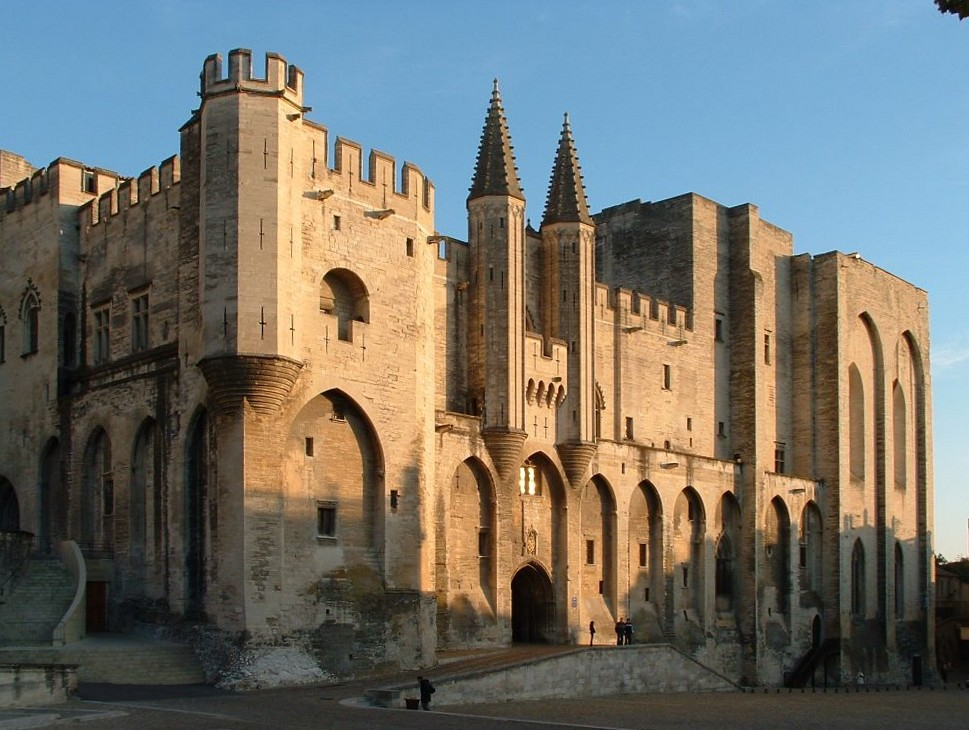
Facciata del palazzo dei Papi ad Avignone

La forza della monarchia francese e lo stato confusionale dei territori della Chiesa fecero sì che, dopo il breve pontificato di papa Benedetto XI, il nuovo pontefice Clemente V, consacrato a Lione, si fermasse ad Avignone (1305), da dove non aveva alcuna intenzione di tornare a Roma. La cittadina nella Linguadoca sarebbe diventata la nuova sede dei pontefici, in virtù della quale divenne un centro economico, finanziario e artistico di primaria importanza.
L'espressione storiografica tradizionale per indicare questo periodo è nota come "cattività avignonese", che venne desunta dalla Bibbia ed è caratterizzata da connotati negativi. I papi avignonesi furono tutti francesi, ma solo nei primi anni essi furono effettivamente soggetti al re di Francia; con l'inizio della guerra dei cent'anni la monarchia francese entrò in un periodo di grave crisi, che sollevò il papato dalla sua influenza effettiva. Il prestigio dei papi avignonesi fu anzi molto forte e seppe irradiare in tutta Europa le sue decisioni politiche, teologiche e fiscali. Lo Stato della Chiesa venne curato da energici legati pontifici, come Egidio Albornoz o Bertrando del Poggetto, mentre ad Avignone convergevano artisti di fama internazionale (come Simone Martini o Francesco Petrarca), grazie al cospicuo mecenatismo papale, assieme i maggiori banchieri del tempo.
Si andavano rarefacendo invece i contenuti ecumenici del papato, ma ciò seguì una tendenza generale del tempo, riscontrabile in tutta la società, a causa della crisi dei poteri un tempo universali (il papato stesso e l'Impero): ormai tra i cittadini e questi grandi poteri generali si erano definitivamente interposte le monarchie nazionali, le quali volevano ormai controllare anche gli ecclesiastici. I cardinali iniziavano ad essere espressioni delle esigenze e delle nuove corti, scelti dai rispettivi sovrani piuttosto che dal papa: da un lato c'era il beneficio che essi diventavano i portavoce privilegiati del monarca presso la Santa Sede e che il collegio cardinalizio divenne una sorta di parlamento sovranazionale europeo. Dall'altro la Chiesa perdeva indipendenza e perdeva anche rilievo morale, con una decadenza spirituale che avrebbe portato nei secoli successivi a gravi conseguenze (come lo scisma protestante). La stessa dipendenza ai vari sovrani avveniva anche nei tribunali inquisitori, dove i monarchi potevano imporre le loro decisioni (come nel caso di Giovanna d'Arco, che la corona inglese volle condannare mentre gli ecclesiastici avrebbero voluto salvarla).

#### Il "grande scisma d'Occidente" (1378-1417)

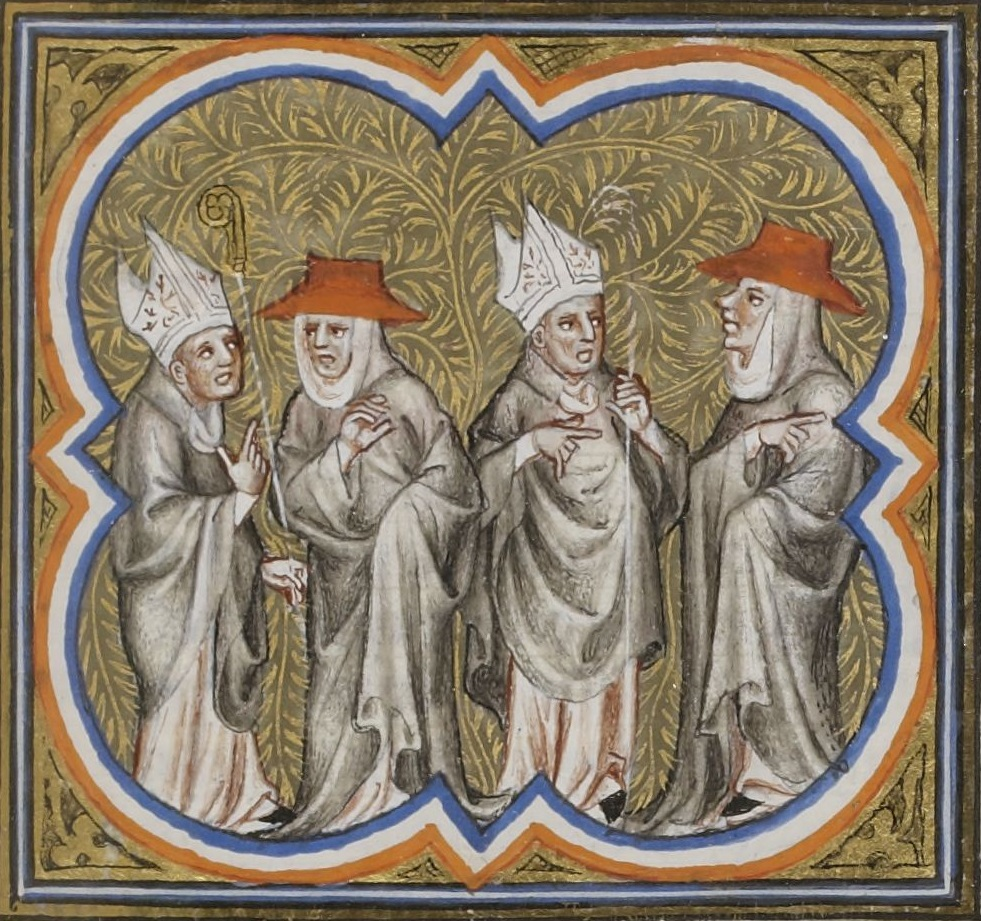
Jean Froissart, La Chiesa divisa in due obbedienze

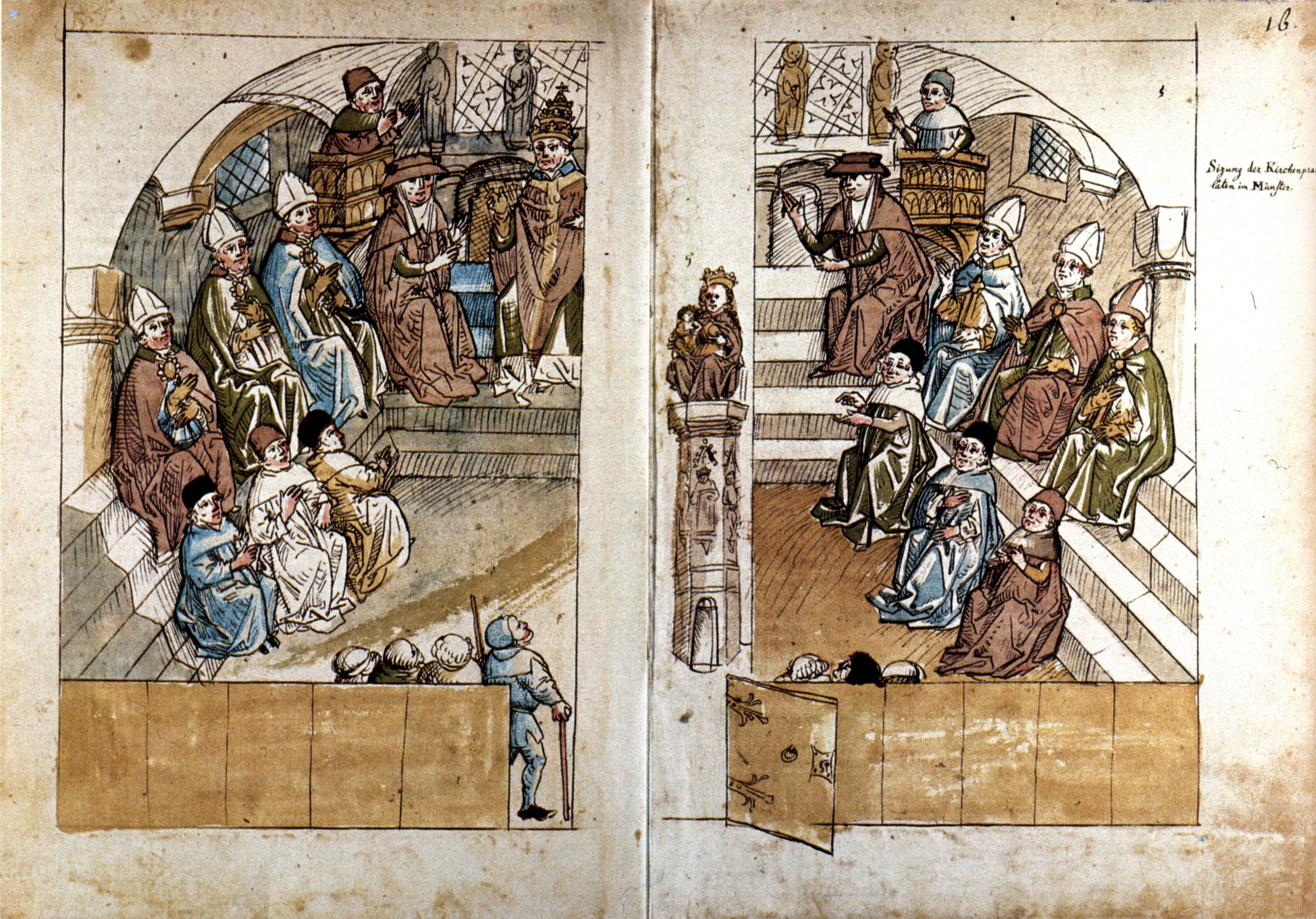
Ulrich Richental, Vescovi che discutono al Concilio di Costanza con Giovanni XXIII, stampa colorata (1460-65)

Il ritorno a Roma era visto come obiettivo da vari pontefici, ed era promosso a gran voce da grandi personalità mistiche quali Giovanni di Rupescissa, Venturino da Bergamo, Brigida di Svezia e Caterina da Siena. Il ritorno alla naturale sede del pontefice era vista come il primo passo verso una rifondazione della Chiesa secondo le prerogative delle origini e verso la pacificazione della Cristianità.
I cardinali francesi, portatori di notevoli interessi ad Avignone, erano contrari al rientro e le notizie provenienti da Roma non erano confortanti; nonostante ciò la riorganizzazione del cardinale Egidio Albornoz o episodi come quello di Cola di Rienzo fecero propendere per un ritorno prossimo. Nel 1367 papa Urbano V rientrò a Roma, ma la situazione instabile della città e la pressione dei francesi fecero tornare il papa ad Avignone nel 1370. Papa Gregorio XI riprovò a tornare nel 1371, ma morì poco dopo. Il conclave si riunì a Roma, e poteva essere l'occasione di formalizzare uno spostamento definitivo ad Avignone, essendo anche i cardinali in maggioranza francesi, ma il popolo romano insorse perché intendeva tenere il pontefice in città, quale garante dell'ordine e della sicurezza. Intimoriti dal tumulto i cardinali scelsero un italiano, Urbano VI (1378). Alcuni però giudicarono l'elezione non valida per via delle pressioni, inoltre le posizioni intransigenti del nuovo pontefice irritarono i cardinali francesi, che si ritirarono a Fondi, dichiararono l'elezione di Urbano nulla ed elessero un nuovo papa, Clemente VII, che si ritirò ad Avignone riaprendo la curia pontificia.
Si era arrivati al cosiddetto scisma d'Occidente, che durò circa cinquant'anni, fino al 1417. C'erano due pontefici, uno romano e uno avignonese, ciascuno con il suo collegio cardinalizio, che si lottavano scomunicandosi a vicenda e cercando di far valere la propria posizione sulla cristianità. In Europa maturarono presto due fazioni:
- Col pontefice di Roma erano alleati i tedeschi, gli inglesi, i fiamminghi e gli italiani del centro e del nord;
- Col papa avignonese erano schierati i francesi e i naturali avversari dei precedenti, ovvero Austria, Brabante, regno di Napoli, Aragona e Castiglia.

Il disagio in Europa per la situazione non tardò a manifestarsi. Vi furono importanti sostenitori da entrambe le parti, come Caterina da Siena per il papa di Roma e san Vincenzo Ferrer per quello di Avignone. Nel 1409 la situazione peggiorò quando un grande numero di prelati, intendendo sanare la situazione, si riunì nel concilio di Pisa scegliendo un terzo pontefice, Alessandro V, che avrebbe dovuto regnare a seguito della rinuncia volontaria degli altri due papi, che però non si uniformarono affatto alle decisioni del concilio: si avevano così adesso tre papi.
Il papa del concilio di Pisa, in particolare il successore di Alessandro, Giovanni XXIII, riuscì ad avere la fiducia della maggior parte dei sovrani europei, grazie anche all'appoggio finanziario dei banchieri fiorentini (in particolare dei Medici), promotori dello stesso concilio pisano, svoltosi dopotutto in una città conquistata da Firenze tre anni prima. All'inizio del Quattrocento però il papa romano poteva ancora contare sull'appoggio della Baviera, della repubblica di Venezia e del re di Napoli Ladislao d'Angiò-Durazzo, mentre quello avignonese aveva ancora dalla sua parte Francia, Aragona e Castiglia. Ogni papa dispensò grandi favori ai suoi sostenitori, e i monarchi sembravano avviarsi verso un controllo totale della Chiesa nel proprio territorio.

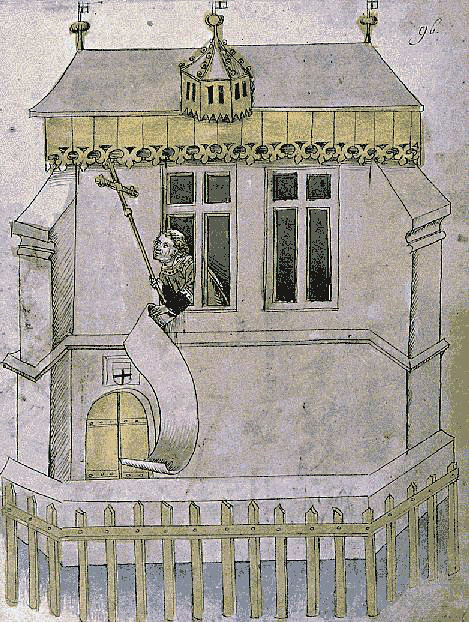
Habemus Papam al Concilio di Costanza

Una soluzione al problema sembrò il ricorso a un nuovo strumento, il conciliarismo, cioè la convocazione di un'assemblea di vescovi frequente, indispensabile per la scelta di questioni teologiche e disciplinari più importanti e addirittura superiore alla volontà del singolo pontefice nei casi più decisi. Rilanciarono le tesi conciliaristiche Pierre d'Ailly e Jean Gerson, cancellieri dell'Università della Sorbona. Nel 1414 il re di Germania Sigismondo di Lussemburgo-Boemia ("re dei romani", cioè imperatore non ancora consacrato) convocò un concilio a Costanza, per discutere la ricomposizione dello scisma, la riforma della gerarchia e dei costume della Chiesa e l'organizzazione di una crociata contro la minaccia turca contro Costantinopoli. Il concilio venne appoggiato da un po' tutti i governi europei e alla sua autorità si rimisero tutti e tre i papi in carica. Nel 1417 lo scisma venne ricomposto con la deposizione dei tre papi e l'elezione di Martino V, un nobile cardinale romano. Con il documento dell'Haec Santa si stabilì inoltre che un concilio avrebbe dovuto essere indetto ogni 5 anni e fu stabilita la superiorità del concilio sul papa stesso.
Il conciliarismo, che toglieva potere al pontefice, non era visto dai prelati più vicini alla curia romana, né dal nuovo papa stesso, anche se il peso del successo di Costanza impediva qualsiasi deroga al nuovo principio, nonostante anche le difficoltà obiettive che tali grandi riunioni comportavano, considerando anche le vie di comunicazione e le condizioni di viaggio dell'epoca, sommate alla lunghezza dei lavori conciliari che mancavano della tempestività necessaria per certe decisioni.
Nel 1423 fu indetto un primo concilio a Pavia, ma i lavori lenti e disordinati fecero propendere per un trasferimento a Siena, dove si concluse nel 1424. Il concilio oggi non è riconosciuto come ecumenico e alcune sue conclusioni sono state tacciate di eresia. Dopo sette anni si aprì un nuovo concilio a Basilea, ma papa Eugenio IV tentò prima di scioglierlo, poi ne ottenne il trasferimento a Ferrara (1437) e poi a Firenze (1439). Vi venne discusso il pericolo subito dall'Impero bizantino, vicino alla capitolazione, alla presenza dell'imperatore d'Oriente stesso e del patriarca di Costantinopoli: in cambio della ricomposizione dello scisma del 1054 i bizantini chiedevano la convocazione di una crociata contro gli ottomani. Lì per lì, in vista del pericolo imminente, gli orientali accettarono, sottomettendosi anche alla superiorità del papa, ma non mancò un'ondata di indignazione a Costantinopoli e nelle comunità cristiane del Vicino Oriente e della Grecia, che vedevano la scelta obbligata come un ricatto dell'Occidente. A conti fatti la riunificazione si rivelò effimera, poiché nel 1453 Costantinopoli cadeva definitivamente in mano ai turchi, senza che nessuna crociata venisse in aiuto.
Una parte dei cardinali già riuniti a Basilea si rifiutò di trasferirsi a Ferrara, e aveva avviato un nuovo scisma, il piccolo scisma d'Occidente con l'elezione di Amedeo VIII di Savoia, che fu l'ultimo antipapa della storia. Nonostante non fosse nemmeno un sacerdote, tenne la tiara fino al 1449, quando la depose spontaneamente deluso dallo scarso seguito ottenuto. Le tesi conciliari, con il fallimento dell'ultimo concilio, persero di credibilità e, venuto a mancare il sostegno dei sovrani europei, si iniziò a ricorrere a un nuovo strumento per la negoziazione tra monarchie nazionali e Santa Sede: il concordato. Tramite questo istituto giuridico ciascun sovrano si poteva accordare per ottenere una certa libertà nella gestione delle Chiese nazionali, come la proposta di vescovi, la richiesta di un giuramento di fedeltà, o alcuni diritti sul controllo dei beni ecclesiastici nei rispettivi paesi. Nacquero così vere e proprie "sezioni" della Chiesa come quella "gallicana" o quella "anglicana" (non ancora separate, come sarebbe accaduto nel XVI secolo), con una notevole autonomia in materia gerarchica, finanziaria e giuridica, ma fortemente controllate dai rispettivi sovrani.

#### La critica alla corruzione della Chiesa: John Wycliffe e Jan Hus

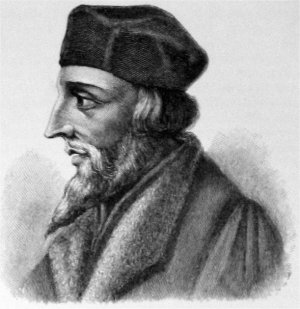
Jan Hus

Le richieste di ritorno della gerarchia ecclesiastica alla povertà e all'umiltà delle origini non erano mai tramontate dal periodo della riforma del XII secolo. Il malcontento generale chiedeva la rinuncia del potere temporale della Chiesa, l'avvicinamento ai ceti più umili, l'adozione dei volgari nella liturgia, l'accesso della sacre scritture da parte di chiunque. Inoltre rinascevano, durante la crisi dello scisma, le paure legate alla fine dei tempi, diffuse da molti predicatori popolari. Tra i movimenti sorti in quel periodo c'erano quelli che propugnavano una libertà assoluta di ciascun cristiano (i Fratelli dello Spirito Santo) e le aggregazioni spontanee di penitenti, come i flagellanti o i pellegrini della devozione dei Bianchi (del 1399).
La condotta poco edificante del papato durante il Grande Scisma fece sorgere alcuni movimenti di critica, come quello del sacerdote inglese John Wyclif, professore dell'Università di Oxford, che predicava la libera lettura delle Sacre Scritture da parte ci ciascun fedele, all'epoca vietata espressamente e subordinata all'interposizione del commento dei prelati. Wyclif dichiarava inoltre che il destino di ciascuno era già stato decisa da Dio, che non esisteva il libero arbitrio e che quindi qualsiasi azione volta a guadagnarsi il regno dei Cieli, compresi i sacramenti, era inutile. La Chiesa, secondo la sua dottrina, non aveva quindi nessun ruolo di mediazione tra Dio e i fedeli, e che la divisione della società in laici ed ecclesiastiche era indebita. Egli rispettava solo il sacramento dell'eucaristia, ma negava la transustanziazione (la trasformazione di pane e vino in corpo e sangue di Cristo), riconoscendo una permanenza di vecchie nuove caratteristiche dopo la benedizione (consustanziazione). Ebbe molti seguaci in Inghilterra, chiamati lollardi, che vivevano in gruppi in comunione di beni.
Le idee di Wyclif vennero riprese dal professore dell'Università di Praga Jan Hus, che pure rivendicava la lettura diretta delle Scritture e il rigetto della gerarchia ecclesiastica in favore del ritorno a una Chiesa di pari e umili. Alle idee di Hus si fusero le rivendicazioni nazionali della Boemia contro le ingerenze della Germania. Con la promessa di un salvacondotto, Jan Hus venne attirato al concilio di Costanza per illustrare le sue ragioni, ma qui venne arrestato, processato e condannato al rogo come eretico (1415). Il movimento però sopravvisse e portò a una guerra civile capeggiata da Jan Ziska, fautore della fazione più intransigente degli hussiti, i taboriti, che chiedevano anche la secolarizzazione dei beni della Chiesa. L'aristocrazia e l'alto clero tedesco allora decisero di venire a patti con gli hussiti moderati (gli utraquisti o calixtini, che chiedevano di ricevere la comunione utraque specie, cioè col pane e col vino - quindi con il "calice" anche - come i sacerdoti), isolando i taboriti. Con l'accordo della Compacta di Praga (1436) gli utraquisti poterono organizzare una Chiesa nazionale boema, con proprie consuetudini ma fedele al papato.
Nel XV secolo, in risposta alla crescente ricchezza, mondanità e fastosità della curia romana, a discapito dello spirito religioso (pur con le dovute eccezioni), nacquero altri movimenti di riforma, anche se questi guardavano ormai al proprio interno e non si curavano di influenzare i papi, come la devotio moderna, popolare nei Paesi Bassi e nella Germania sud-occidentale, o il movimento delle osservanze francescana e domenicana, che chiedevano un ritorno al rigore e si impegnavano alla predicazione in volgare per rievangelizzare città e campagne. A partire da queste istanze, più o meno eterodosse, prese le mosse nel Quattrocento la Riforma luterana.

### Arte e scienza tra XIV e XV secolo
Il XV secolo è stato scelto come secolo-cerniera tra mondo medievale e mondo moderno, e secondo molti storici, col Rinascimento e con l'ampliarsi degli orizzonti per le scoperte geografiche, l'Europa ha cambiato pagina. In quello stesso periodo nacque la definizione di "Medioevo", inteso in senso dispregiativo come un periodo di arretratezza e di avvilimento.
Sebbene fosse principalmente un tentativo di rivitalizzare le lingue classiche, il movimento umanista portò anche a innovazioni nei campi della scienza, dell'arte e della letteratura, aiutato dagli impulsi degli studiosi bizantini che dovettero rifugiarsi in Occidente dopo la caduta di Costantinopoli nel 1453. Nella scienza, autorità classiche come Aristotele furono contestate per la prima volta dall'antichità.
Sebbene il Rinascimento del XV secolo fosse un fenomeno altamente localizzato - limitato principalmente all'Italia centro-settentrionale - sviluppi artistici si stavano verificando anche più a nord, in particolare nei Paesi Bassi.

#### L'Umanesimo

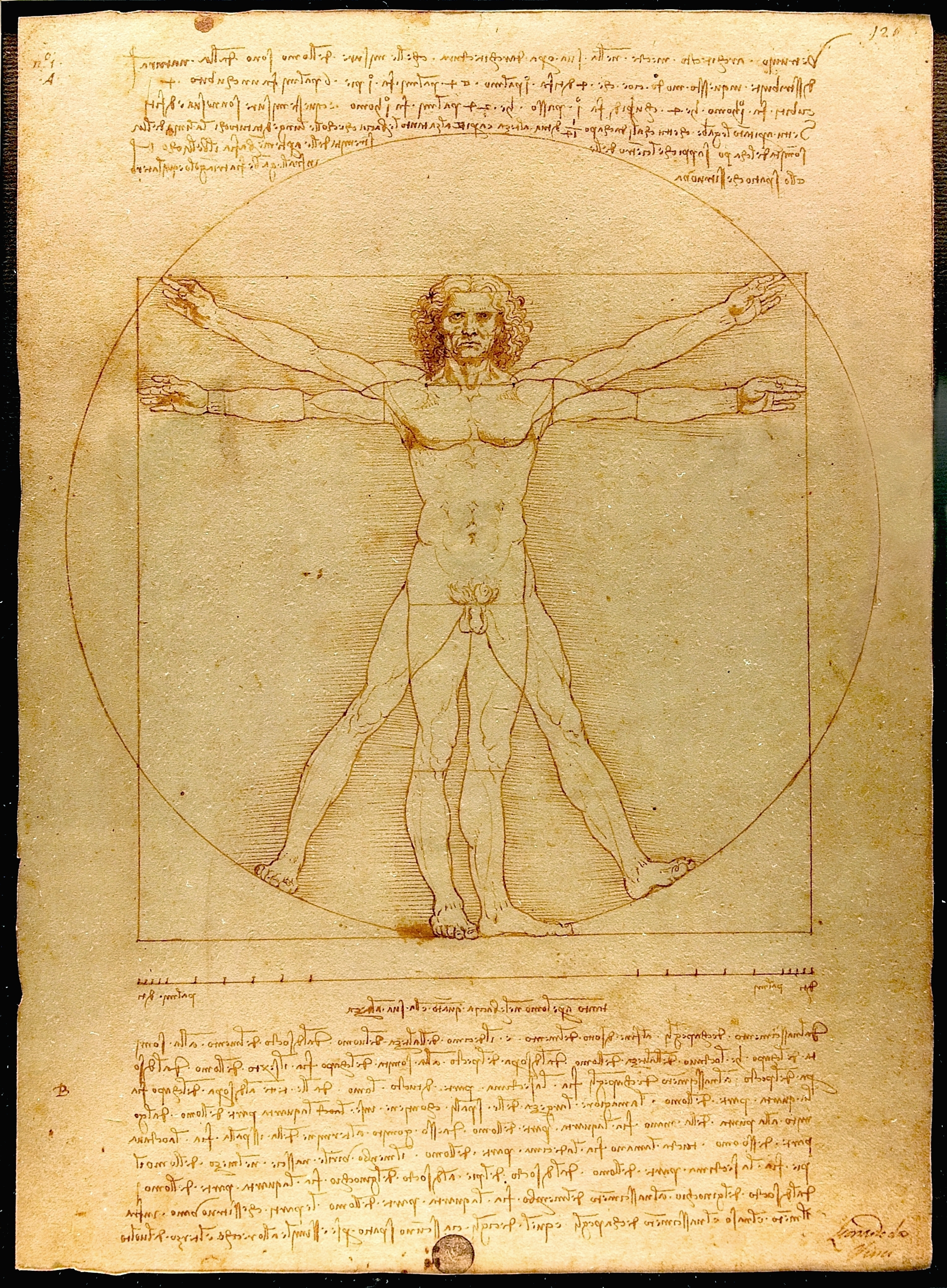
Luomo vitruviano di Leonardo

La cultura "umanistica" fiorì in Italia tra fine del Tre e il Quattrocento (a seconda del settore) e fu caratterizzata dalla volontà di distacco dalle tradizioni medievali e da un recupero, tramite un collegamento privilegiato, della civiltà classica greco-romana, che divenne un modello di ispirazione (ma non pedissequo). Il modello era stilistico per le arti ed etico per la vita di tutti i giorni, ispirata alla cultura filosofica e letteraria maturata nella Roma dell'"età aurea", tra I secolo a.C. e I secolo d.C. Si cercò di restaurare una lingua letteraria più bella e corretta e ci si ispirò all'ideale di moderazione, serenità e libertà che ben si confaceva alle élite culturali delle aristocrazie cittadine italiane tre-quattrocentesche, le quali erano incerte tra forme di governo repubblicano o signorile proprio come in quell'epoca della storia romana.
Gli umanisti furono i primi a percepire una "rottura" tra mondo antico e mondo moderno: fino ad allora era stato naturale per entità politiche come l'Impero o il papato dichiararsi eredi dell'Impero romano, soprattutto nell'ideale di Costantino I o Teodosio I. Questa sensazione di distacco si fece strada mentre Roma era abbandonata dai papi, l'Impero romano-germanico perdeva il suo carattere universale per diventare più propriamente un impero "tedesco" e l'Impero bizantino era ormai un piccolo regno minacciato dai Turchi. Da questa nuova consapevolezza nacque il desiderio di restaurazione degli ideali di bellezza, libertà e razionalità classica.
Le premesse razionali dell'umanesimo furono comunque sottomesse a compromessi, innanzitutto con la Chiesa. Gli umanisti stessi furono spesso sacerdoti, i quali mettevano le loro conoscenze al servizio della fede. In nessun caso essi intaccarono, almeno in maniera esplicita, alcun dogma religioso. L'amore per l'antichità non arrivava mai a essere legato a una restaurazione del paganesimo (tranne in qualche gruppo eversivo come l'Accademia Romana di Pomponio Leto), anzi l'utilizzo di riferimenti alla mitologia antica era sempre veicolato a simboleggiare un messaggio perfettamente compatibile con la religione cristiana. Non erano assenti voci più rigorose, contrarie a questa ondata di mitologia pagana, ma esse furono tenute in secondo piano almeno fino alla Riforma luterana. Gli stessi papi furono spesso simpatizzanti e studiosi della cultura umanistica. Inoltre si deve tener presente come il lavoro degli umanisti non fosse né gratuito né disinteressato, essendo sempre offerto al mecenate sotto il quale questi studiosi trovavano protezione. Il pensiero umanistico fu pertanto spesso connesso con realizzazioni pratiche, "artigianali", piuttosto che essere una speculazione pura a tavolino.

#### Filosofia, scienza e tecnologia tra XIV e XV secolo

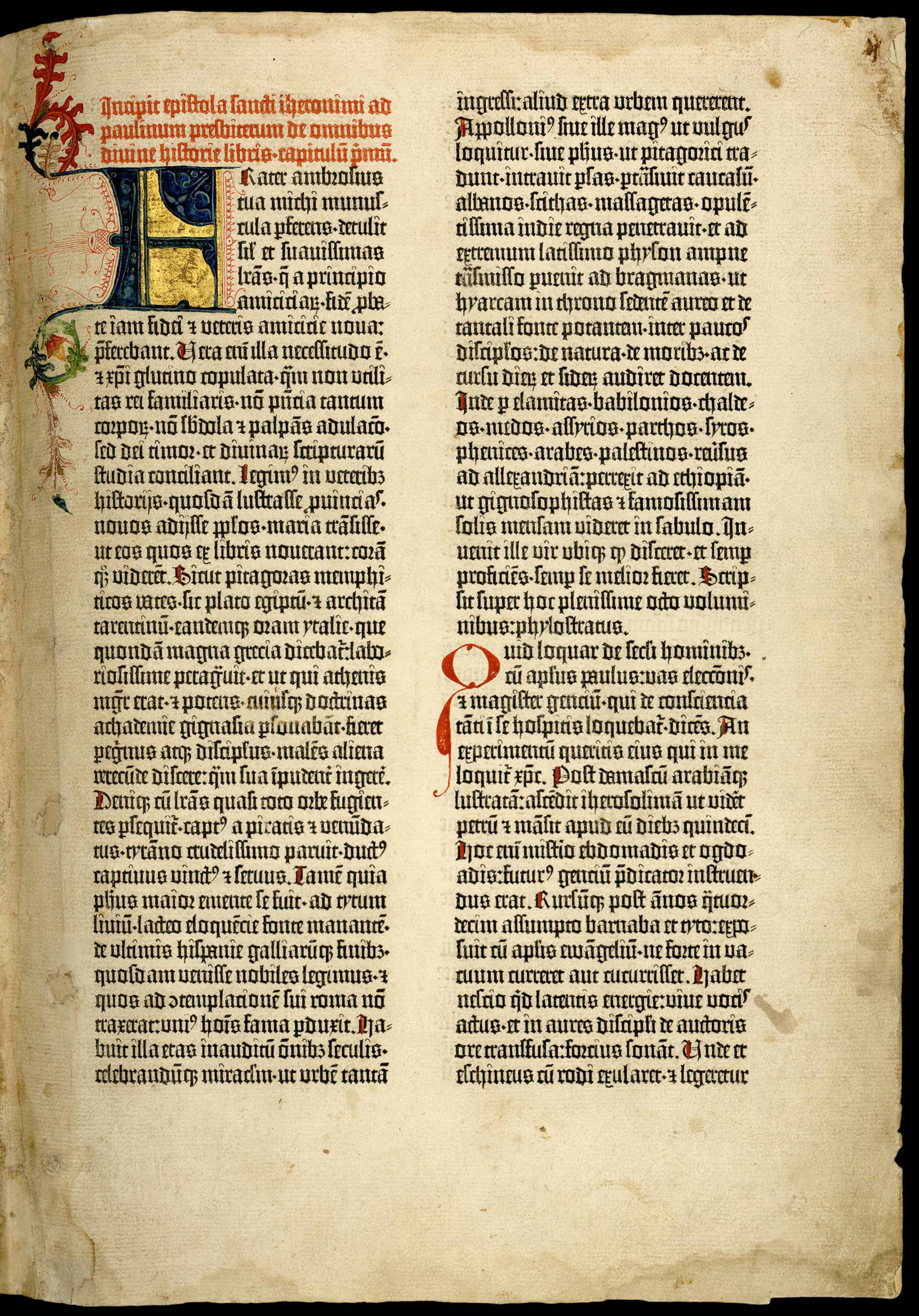
Una pagina della prima Bibbia stampata da Gutenberg con i caratteri mobili

Accanto all'aristotelismo, tanto caro ai sistemi di pensiero della scolastica, si diffuse il pensiero neoplatonico, secondo il quale l'uomo era al centro del mondo e doveva osare per cogliere i frutti della sua intelligenza. Il neoplatonismo si basava su quei testi del II-III secolo d.C. elaborati ad Alessandria d'Egitto, giunti a Firenze nella prima metà del Quattrocento con gli studiosi greci, e che andavano sotto il nome di ermetici, dal nome del loro autore leggendario, Ermete Trismegisto. Tra i traduttori di tali testi vi furono Marsilio Ficino.
Secondo i testi ermetici l'universo era un Grande Ordine, che aveva fitte e precise corrispondenze con il Piccolo Ordine, cioè l'essere umano, col suo corpo e la sua psiche. Attraverso il dominio delle forze dell'universo l'uomo poteva dominare il suo destino: per questo nel Quattrocento nessun principe poteva non avere al suo servizio uno o più astrologi, che lo consigliavano, osservando le stelle, a trovare i momenti propizi per guerre, matrimoni, negoziati politici. La più completa esposizione di questa esaltazione dell'uomo che controlla l'universo si trova nel Discorso sulla dignità dell'uomo di Giovanni Pico della Mirandola, dove l'uomo è chiamato "divino camaleonte", in grado di adattarsi a tutto e in grado di dominare con l'intelligenza e la volontà.
Con le speculazioni degli umanisti, si iniziò ad avere una nuova sensibilità anche sul piano filosofico-scientifico, che, sviluppando istanze già in atto dal XIII secolo, metteva in discussione le antiche certezze aristotelico-tomistiche basate sull'auctoritas, per iniziare a guardare la natura con un occhio più spregiudicato. Ruggero Bacone e i calculatores di Oxford furono tra i primi esempi di questa nuova tendenza.
I migliori esempi di come questa cultura umanistica fosse essenzialmente pratica e voltata a compiacere i protettori sono le invenzioni e le scoperte che rivoluzionarono, nel XV secolo, il mondo: la polvere da sparo (usata in Cina per scopi non militari e perfezionata dagli scienziati umanisti), la stampa a caratteri mobili e le scoperte geografiche (possibili grazie al rinnovamento della cosmografia).

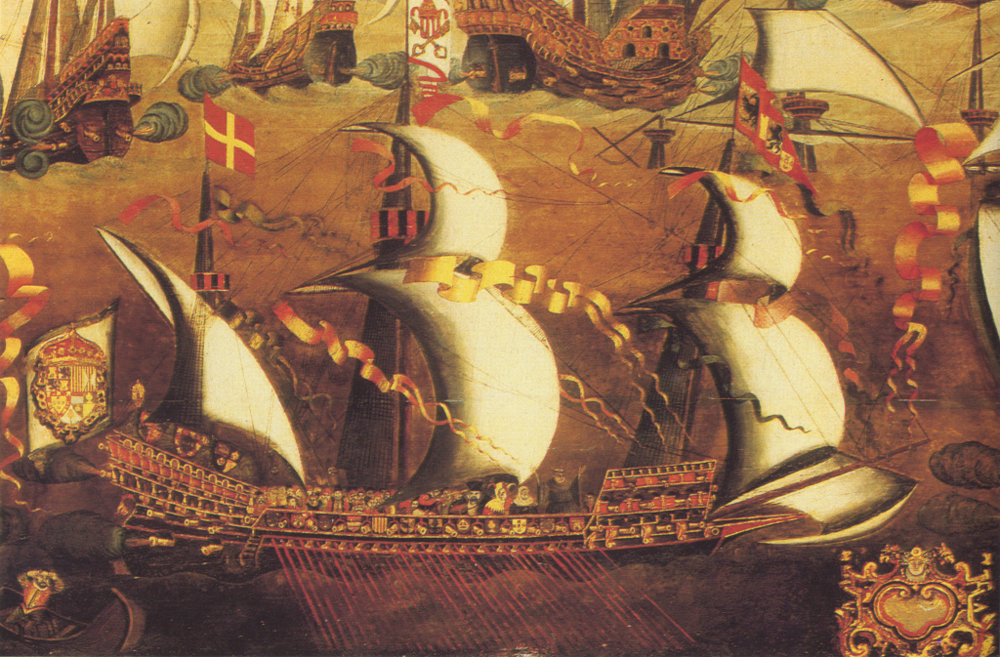
Una galeazza spagnola

I progressi nella costruzione navale hanno consentito la navigazione negli oceani del mondo. Dal Trecento si diffuse la rematura "allo scaloccio", con tre o anche cinque rematori per remo e da 24 a 29 bachi per fiancata. È chiaro che il difetto di queste imbarcazioni fosse lo spazio ristretto dovuto all'ampio equipaggio, che poteva anche superare i duecento membri (tra rematori, balestrieri, còmito e sottocòmito, nocchieri, prodieri, consiglieri, alighieri, spallieri e, dopo la comparsa dei cannoni, di bombardieri), rendendole barche più adatte alla guerra che al trasporto. Per aumentare la stiva si dovettero ridurre i rematori e introdurre una velatura più articolata, ottenendo tipologie spurie come le "galee grosse" o "galeazze". Spesso queste navi viaggiavano scortate da galee da guerra o viaggiavano in convogli per evitare i rischi dei corsari. Con il crescere del volume dei commerci, fra Due e Trecento si svilupparono nell'area baltica e fiamminga nuovi tipi di imbarcazioni con grande stiva e ampia velatura (anche se ancora non perfettamente maneggevole), chiamate cocca o caracca, che viaggiavano soprattutto nell'Atlantico. Un'altra importante innovazione per la navigazione fu l'entrata in uso della bussola e del sestante, che permettevano di determinare la posizione in mare, quindi consentendo la navigazione d'alto mare invece che costiera. Anche la cartografia si era sviluppata, con carte nautiche dette "portolani" molto precise, che riportavano anche descrizioni di coste e fondali.

#### L'arte del Rinascimento

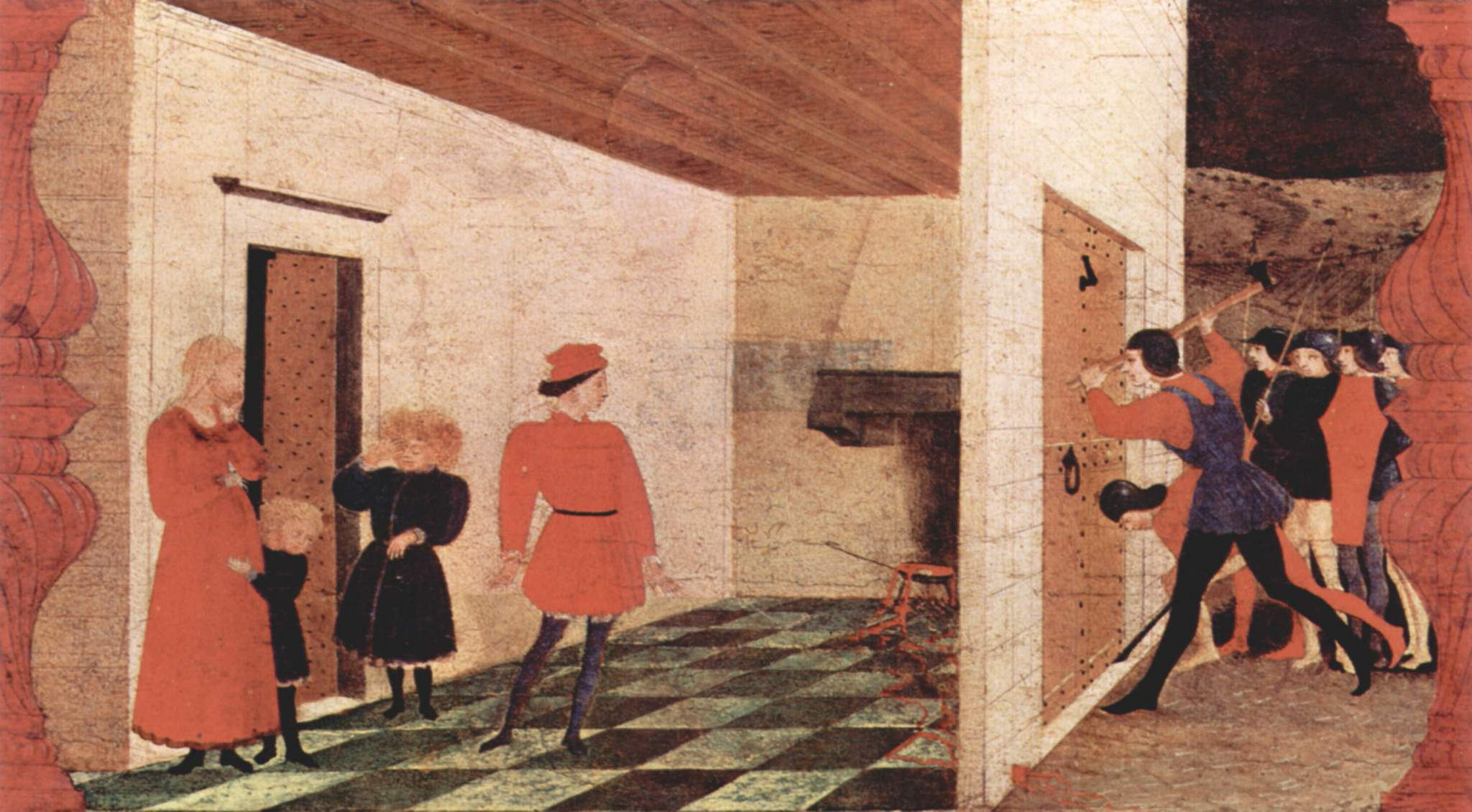
Studi di prospettiva di Paolo Uccello nella predella del Corpus Domini (c. 1465-1468)

L'indagine artistica era strettamente connessa con quella scientifica, come dimostrano gli studi sulla prospettiva e sul calcolo di Paolo Uccello, Leon Battista Alberti e Filippo Brunelleschi. Emblematica è la figura di Leonardo da Vinci, teso a porre continue domande alla natura per strapparne i segreti.
Spesso la riscoperta della natura da parte dei pittori del Quattrocento non era una pedissequa, per quante perfetta, riproduzione della natura (come nell'arte tardogotica), anzi gli elementi erano continuamente trasfigurati in simboli di un intenso messaggio filosofico.
Grande importanza ebbero anche le disquisizioni sulle città ideali, elaborate secondo i concetti di antropocentrismo e cosmologia, quasi sempre rimaste solo al livello progettuale, ma che alimentarono la grande corrente del pensiero utopistico europeo.

#### La letteratura rinascimentale

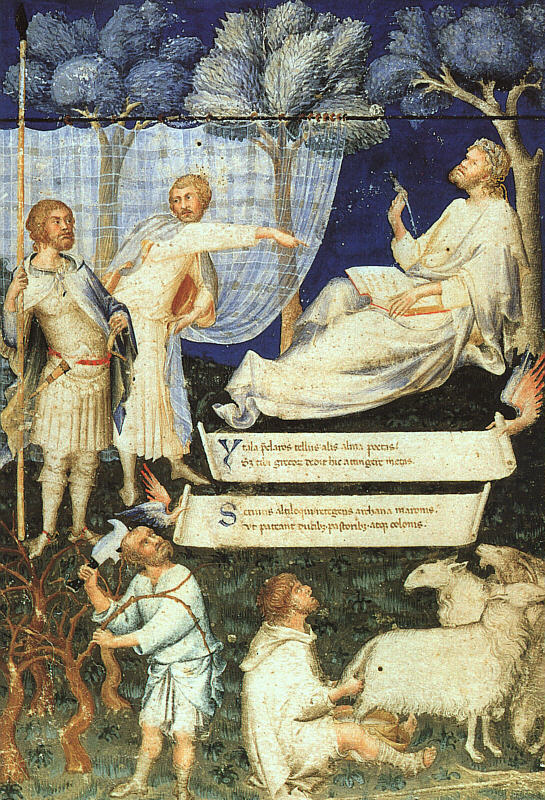
Frontespizio del Commento di Servio a Virgilio, 1340, miniatura, Ms. S.P. 10/27, 20x29,5 cm, Biblioteca Ambrosiana, Milano

I primi ad accorgersi dei nuovi tempi e a iniziare un recupero del retaggio classico furono i letterati, già a partire dal XIV secolo: Francesco Petrarca, Giovanni Boccaccio, Albertino Mussato, Cola di Rienzo furono gli esponenti più importanti, nelle cui opere cercarono di far rivivere i modelli antichi filtrati. Nel corso del Trecento anche la letteratura cavalleresca iniziò a inglobare soggetti del mondo antico, quali la guerra di Troia, le gesta di Pompeo o di Cicerone.
La scrittura si adeguò presto ai nuovi ideali, con la riscoperta della littera antiqua (scrittura del IX secolo che allora si pensasse fosse degli antichi), che sostituì gli oscuri caratteri gotici. Le antiche biblioteche venivano spulciate a tappeto nella ricerca di antichi codici, che venivano poi trascritti, tradotti e commentati. Firenze fu protagonista di quest'ondata di riscoperta con personaggi come Luigi Marsili, Coluccio Salutati, Poggio Bracciolini. Lo Studio Fiorentino accolse greci fuggiaschi da Costantinopoli e istituì una cattedra di lingua greca.
Questo movimento viene fatto in genere coincidere con l'Umanesimo "civile", cioè la convinzione che la cultura antica potesse servire anche a creare uomini consapevoli e cittadini più responsabili. Nella scelta di quale peso dare a ciascun autore antico, nacque il metodo critico della filologia. Con questi strumenti l'umanista Lorenzo Valla riuscì a dimostrare come il documento della Donazione di Costantino fosse un falso risalente almeno all'VIII secolo anziché al IV, dimostrando le sue tesi sulla base dell'osservazione linguistica e lessicale.

## Gli Ottomani e l'Europa tra XIV e XV secolo

### L'ascesa dell'Impero ottomano (1299-1453)

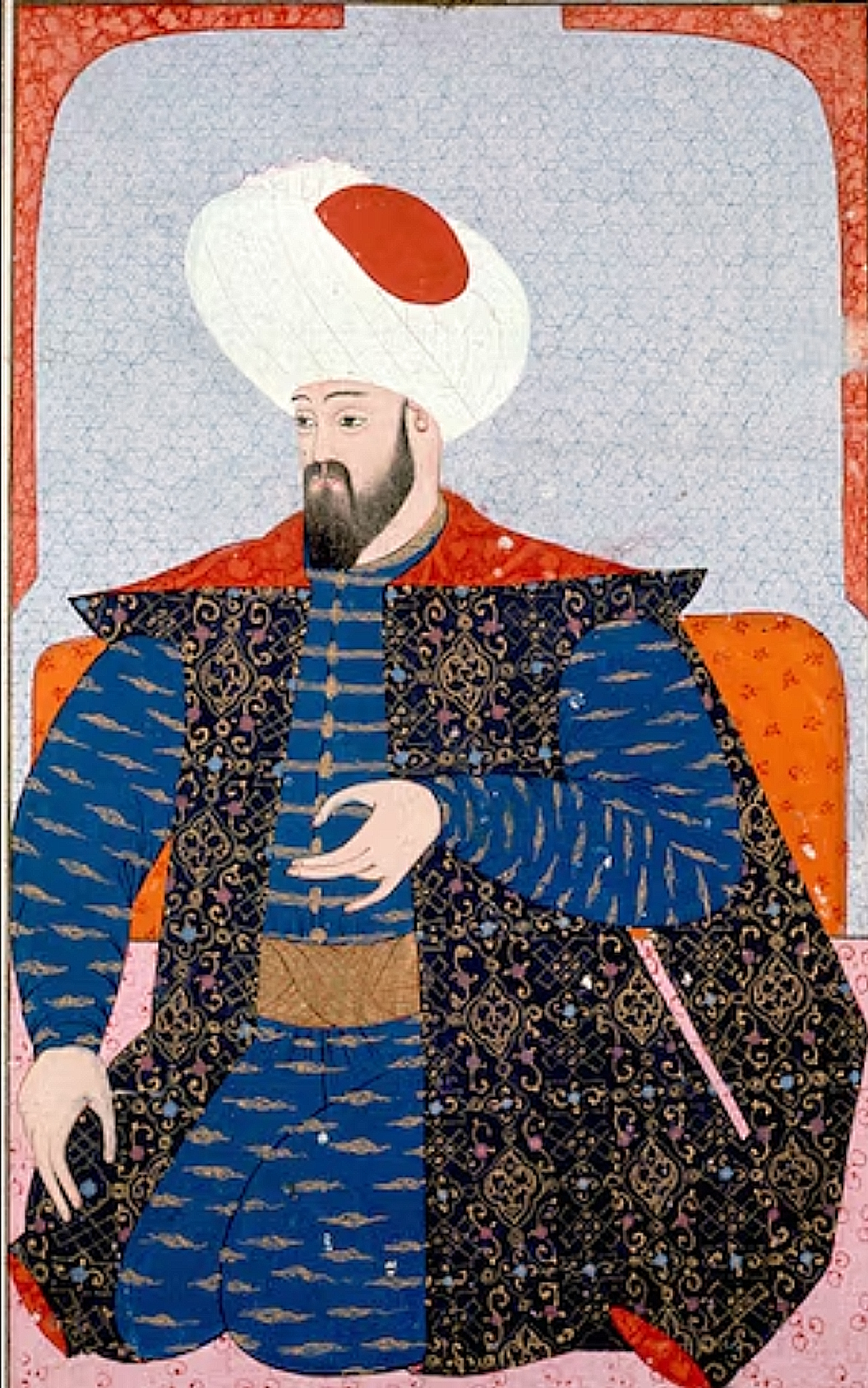
Osman I, sultano ottomano dal 1281 al 1326

Nel XIV secolo si fece strada in Anatolia la potenza ottomana, destinata a diventare protagonista della storia musulmana, prendendo il posto di prima potenza islamica nel Mediterraneo al posto dell'Egitto, che proprio in quel periodo stava affrontando una progressiva decadenza economica che avrebbe portato a un vero tracollo nella seconda metà del Quattrocento: Alessandria e Damietta persero infatti il ruolo di porti chiave per il commercio delle spezie quando i portoghesi circumnavigarono l'Africa importando le preziose merci direttamente, mentre il declino delle manifatture egiziane e l'eccessivo lusso del ceto dirigente mamelucco con le ingenti spese militari avrebbero condotto a un vero collasso economico. I turchi ottomani erano una tribù turca che si era spostata verso il 1230 dall'Asia centrale verso ovest, incalzati dai mongoli. Si erano messi al servizio del sultano selgiuchide di Konya (Iconio), ottenendo un piccolo territorio non lontano da Costantinopoli, il Sultanato di Osman, la cui prima capitale fu Söğüt nel 1299. Alla fine del Duecento il khan Othman si era approfittato della debolezza del sultano di Konya, incalzato dai mongoli e dai mamelucchi, per ingrandire il proprio territorio. Ma a differenza delle altre tribù turcomanne, essi iniziarono presto una campagna di conquista al di fuori dell'agguerrita concorrenza turca.
Erano infatti riusciti a strappare ai bizantini la Bitinia, İznik, Nicomedia e la preziosa Gallipoli, dalla quale si poteva controllare il Dardanelli e accedere alla penisola balcanica. Ciò era stato possibile per l'accondiscendenza di alcuni imperatori che si fecero aiutare dai turchi proprio per risolvere le loro diatribe dinastiche, ma presto Giovanni VI Cantacuzeno si rese conto della pericolosità dell'alleato, che stava circondando la capitale come a strangolarla. Nei Balcani, con la morte di Stefano Uroš IV Dušan (1355), il fondatore dello Stato serbo edificato sulle rovine dell'impero, i turchi approfittarono per conquistare Adrianopoli (1361), che divenne la capitale del sultanato nel 1366, facendo chiaramente intuire le mire di espansione sui Balcani.
La corte del sultano ottomano stava diventando un centro di cultura, con l'incoraggiamento di una letteratura epica in turco, che da allora divenne, con l'arabo e il persiano, la terza lingua letteraria dell'Islam. Una delle chiavi del successo ottomano fu l'organizzazione militare, con la formazione di truppe basate non più sui turcomanni (che tendevano spesso a fomentare rivolte), ma su schiavi cristiani rapiti in giovane età, convertiti all'Islam e istruiti alla guerra in monasteri-caserme con ferrea disciplina e frugalità. La "Nuova Milizia" (in turco yeni ceri) venne conosciuta in Europa col nome di giannizzeri, la cui temibile fama di fanteria quasi invincibile, dipendeva in misura non esigua dall'uso geniale e anticipatore dell'artiglieria.

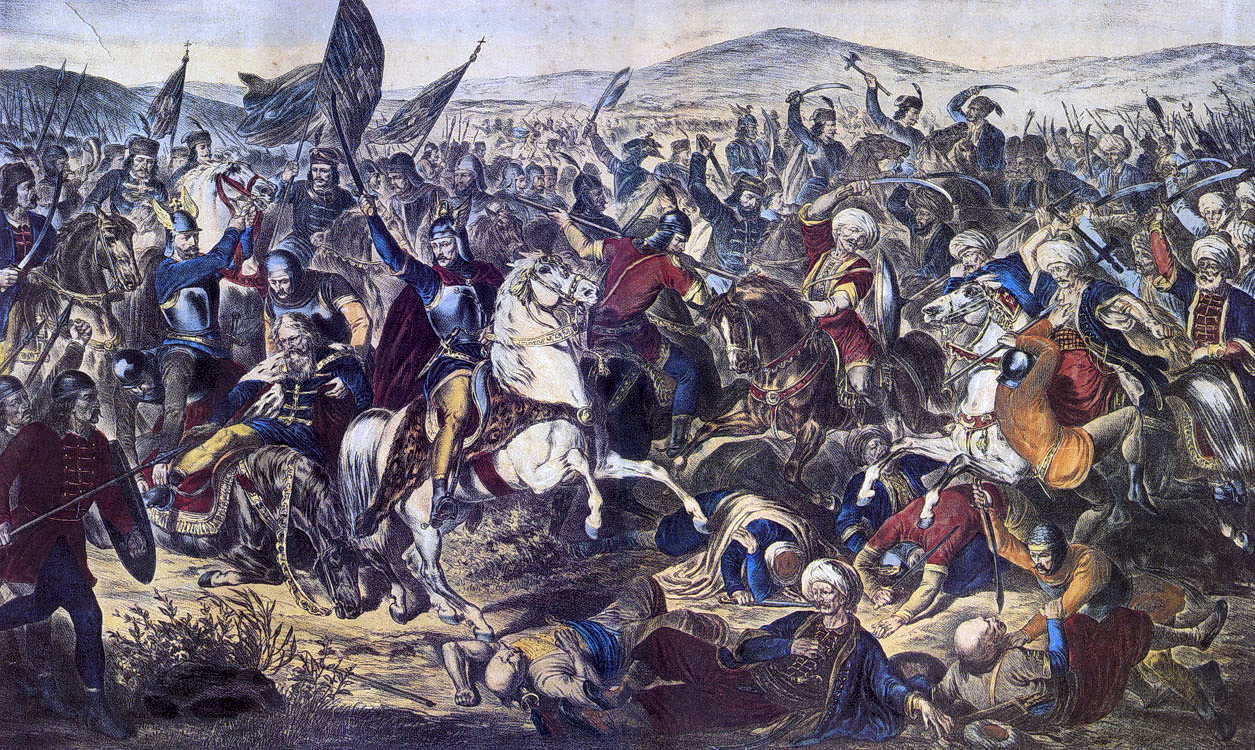
Adam Stefanović, La Battaglia del Kosovo del 1389, olio su tela (1870)

L'impero bizantino nel frattempo si era ridotto a poco più della sua capitale e l'area circostante, con i pirati turchi che scorrazzavano per l'Egeo danneggiando i traffici di genovesi e veneziani. Inoltre l'avanzata nei Balcani, con i turchi a poca distanza ormai dal Danubio, iniziò a far preoccupare seriamente gli europei, anche se non si riusciva a prendere iniziative concrete. Una conferenza indetta ad Avignone da Innocenzo IV riuscì solo a creare la solita lega tra chi aveva interessi imminenti nell'area, cioè Venezia, Cipro e i Cavalieri di Rodi, che cercarono di attaccare il Dardanelli senza alcun successo (l'unico effetto notevole fu che diede il pretesto di una nuova crociata che fece stipulare la pace di Brétigny tra inglesi e francesi).
Nel 1361 gli Ottomani indisturbati arrivarono alle mura di Costantinopoli, mentre il re di Cipro riteneva ancora che il nemico da combattere fosse il sultanato del Cairo, sferrando un inutile assalto al porto di Alessandria (1365). Ancora Amedeo VI di Savoia con una modesta flotta conquistò Gallipoli (1366), ma appena se ne andò i turchi la ripresero. Nei Balcani l'avanzata turca sembrava inarrestabile: il sultano Bayezid I sconfisse i serbi nella battaglia della Piana dei Merli (1389) e arrivò a dominare a vario titolo la Valacchia, la Bulgaria, la Macedonia e la Tessaglia. A quel punto il basileus Manuele II era arrivato al punto di essere disposto a viaggiare personalmente in Europa in cerca d'aiuto, ma essendo a corto di denaro propose a Venezia la vendita dell'isola di Lemno. I veneziani però, desiderosi ormai di allearsi con i nuovi padroni risposero all'imperatore di tenere ancora pazienza.

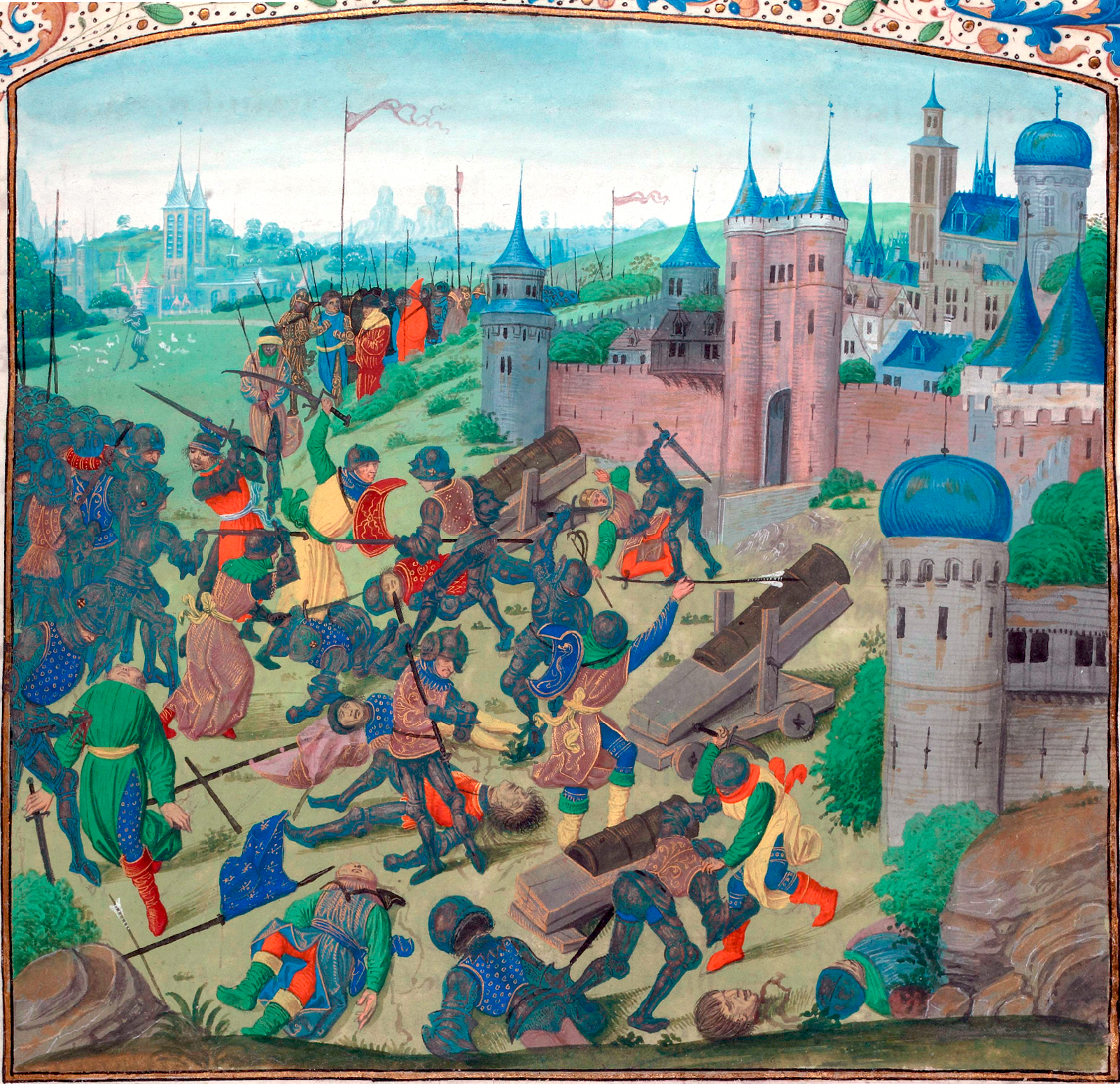
Jean Froissart, miniatura della battaglia di Nicopoli, Chroniquesb Flandre di Bruges, Biblioteca nazionale di Francia, FR 2646 fol. 220 (XV secolo)

Un altro sovrano preoccupato dell'avanzata turca era Sigismondo d'Ungheria, che faceva pressione sui due papi in carica (avignonese e romano) per ottenere il bando di una nuova crociata, alla quale aderì controvoglia Venezia, mentre Francia e Inghilterra stipulavano un'apposita tregua per aderire. Più entusiasta fu il duca di Borgogna Filippo II l'Ardito, che donò una forte somma di denaro e un esercito capeggiato dal suo stesso figlio, che partì con cavalieri di molte nazionalità da Digione il 20 aprile 1396. A fine luglio si aggiunse all'esercito le truppe del vojvoda di Valacchia, vassallo del re d'Ungheria, e una flotta veneziana, genovese e dei cavalieri Ospitalieri, che stazionò alla foce del Danubio. Alcuni storici sono arrivati a parlare di centomila combattenti, forse nemmeno senza troppa esagerazione. L'eccessiva irruenza dei cavalieri occidentali e la scarsa conoscenza del terreno e delle consuetudini militari turche furono forse alla base della sanguinosa sconfitta del 26 settembre 1396, durante la battaglia di Nicopoli. Ci fu una vera e propria carneficina, con il massacro a freddo di tutti coloro per i quali non fosse stimato possibile ottenere un sostanzioso riscatto. Il sultano Bayezid I, ebbro dalla vittoria, arrivò a minacciare che “avrebbe fatto mangiare i suoi cavalli a Roma, sull'altare di san Pietro”. Fedele ai suoi propositi arrivò a spingersi fino ai confini con la Stiria, prendendo nel frattempo Patrasso e il Peloponneso. Le sue truppe vennero fermate solamente dai valacchi nella battaglia di Rovine del 17 maggio 1395.
Tra il 1370 e il 1405 il condottiero mongolo Tamerlano instaurò un impero nell'Asia centrale. All'inizio del XV secolo tale impero andava dal Mar Caspio al Caucaso, al lago d'Aral e tutta l'area tra il Syr Darya e l'Indo. Sembrava solo che gli ottomani fossero in grado di resistergli, anzi gli occidentali iniziarono a pensare che i loro interessi potessero coincidere con quelli di Tamerlano, contrapponendosi congiuntamente all'avanzata turca. Gli europei vedevano in lui molte analogie con i mongoli di un secolo e mezzo prima, anche se egli era ormai islamico, e una nuova pax mongolica avrebbe aiutato molto le vicende dei mercanti occidentali. Il principe bizantino Giovanni, si accordò allora col podestà genovese di Galata per inviare ambasciatori al Khan. I bizantini infatti erano già costretti a pagare un tributo al sultano turco, ed essi proposero a Tamerlano di versarlo a lui in cambio di un'alleanza per sconfiggere i turchi stessi. Un'ambasceria parallela venne condotta anche dal re di Francia tramite alcuni domenicani. Tamerlano, che stava effettivamente preparandosi ad attaccare i turchi, accettò le proposte, sperando anche che tramite Venezia e Genova egli avrebbe potuto ottenere quella flotta che non possedeva, e nel 1402 i mongoli batterono gli ottomani nella battaglia di Ancyra (presso l'attuale Ankara). Tamerlano divenne padrone dell'Anatolia, ma si rivelò presto un'arma a doppio taglio per gli occidentali, in quanto non era disposto ad accettare alcuna sottomissione. Rivendicando la discendenza da Gengis Khan e pretendendo la restaurazione dell'Impero mongolo attaccò a Smirne gli Ospitalieri di Rodi, cacciandoli e sottomettendo le due città chiamate Focea e Chio. Gli europei erano molto indecisi sul da farsi e molti continuavano a sperare, come Enrico III di Castiglia che spedì più ambascerie a Tamerlano. In definitiva era più appetibile per Tamerlano l'Impero cinese, ma le sue aspettative furono interrotte dalla morte nel 1405. L'immenso impero venne frammentato tra più potentati ostili tra loro e l'avanzata ottomana su Bisanzio poté riprendere.
Nel frattempo gli europei non seppero sfruttare la debolezza degli Ottomani che seppero riorganizzarsi dopo un lungo interregno, finito nel 1413 quando al trono salì un sagace sultano, Maometto I, che riunificò i possessi in Anatolia e nei Balcani. A questo punto alcune potenze europee preferirono accordarsi col sultano, arrivando ad aiutarlo a stabilizzare il suo trono dai rivali. Veneziani, Genovesi e Ospitalieri ottennero così dei favori (i cavalieri ospitalieri per esempio ottennero così Smirne nel 1415). Ancora dopo la morte del sultano, Veneziani e Genovesi si schierarono con i più vari candidati al trono. Murad II, alleato ai Genovesi, con un pretesto cinse d'assedio Costantinopoli nel 1422, tenendo la città in scacco per tre mesi. Il sultano sfruttò al meglio le rivalità tra Veneziani e Genovesi mostrandosi benigno ora con l'una ora con l'altra potenza. Per esempio riprese Tessalonica ai Veneziani con l'appoggio dei Visconti, ma poco dopo concesse alla Serenissima un vantaggioso contratto commerciale. I Genovesi invece erano incoraggiati a sfruttare le miniere di allume in Anatolia.

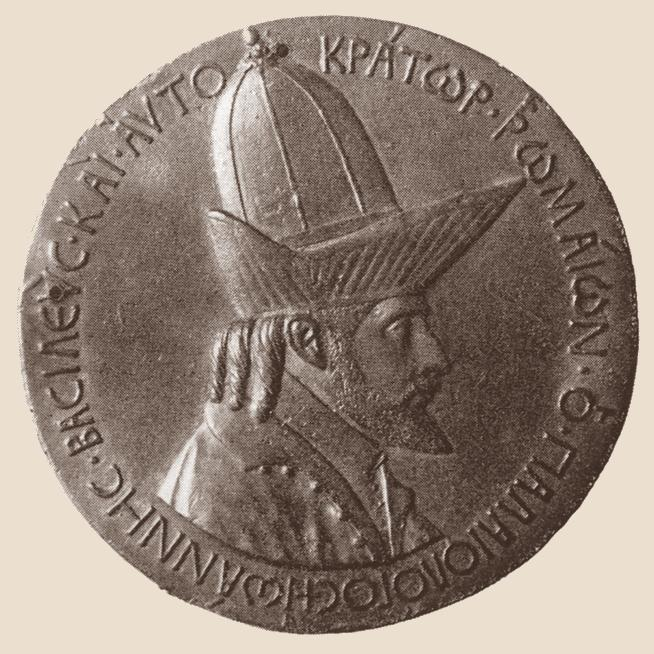
Medaglia commemorativa di Giovanni VIII Paleologo di Pisanello, che ritrasse l'imperatore durante il Concilio di Ferrara

Nel 1437 l'imperatore bizantino Giovanni VIII intraprese un viaggio in Europa per chiedere aiuto. Arrivò al concilio di Basilea offrendo la ricomposizione dello scisma d'Oriente e la sottomissione al papa, nonostante sapesse che ormai molti ambienti ecclesiali e monastici ortodossi avrebbero preferito la tollerante dominazione ottomana piuttosto che la sottomissione ai latini che avrebbe significato la rinuncia alle proprie tradizioni liturgiche, disciplinari e teologiche. Il concilio, spostato a Firenze, proclamò comunque la solenne riunione delle due Chiese (1439). Nel 1437, approfittando delle solite difficoltà legate alla morte dell'imperatore germanico e alla sua successione, i turchi approfittarono per conquistare la Serbia e attaccare la Transilvania. La città di Belgrado resistette a un duro assedio e anche i nobili ungheresi, capeggiato dal vojvoda Giovanni Hunyadi, seppero tener testa agli assalti ottomani.

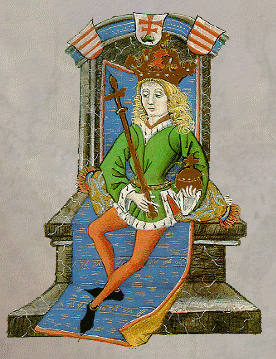
Ladislao V, re di Boemia e Ungheria

Nel 1443 papa Eugenio IV rilanciò con un'enciclica una nuova crociata, invitando tutti i prelati a pagare una decima per armare un esercito. Lo stesso pontefice aveva destinato un quinto delle sue risorse per armare una flotta. Risposero all'invito del papa la Polonia, l'Ungheria, la Valacchia e la Repubblica di Ragusa, inoltre Giorgio Castriota Scanderbeg chiamava a raccolta albanesi e montenegrini per unirsi alla lotta. Le premesse sembravano positive, ma sostanzialmente l'appello del papa cadde nel vuoto in Occidente: Francia e Inghilterra erano occupate dalla guerra dei cent'anni, in Italia era appena terminato il conflitto tra angioini e aragonesi, con Firenze, Venezia e Genova non desiderose di inimicarsi il sultano col quale avevano già alcuni buoni rapporti; in Germania poi Federico III d'Asburgo non voleva imbarcarsi in un'impresa che avrebbe rafforzato il suo avversario, il re d'Ungheria. Così nel 1443 si riunì a Buda un esercito di fortuna, che comunque inizialmente riportò alcune vittorie (battaglia di Nish e presa di Sofia), prima che il duro inverno balcanico e la tattica della guerriglia turca avessero la meglio. I crociati dovettero ripiegare su Belgrado e su Buda.
Una nuova spedizione via mare partì nell'aprile successivo con gli sforzi di Ladislao V d'Ungheria e dei veneziani. La congiuntura era particolarmente favorevole per gli europei perché il sultano era dovuto accorrere in Anatolia per arginare una ribellione, mentre ad Adrianopoli si registravano dei disordini per un moto religioso di un gruppo sciita e per una sommossa dei giannizzeri. Il fronte cristiano però già si frammentava, con i Serbi che firmavano una frettolosa pace separata con i turchi e le navi che, dirette alle foci del Danubio, si arrestarono al Mar di Marmara (mentre il sultano era aiutato proprio da navi genovesi e veneziane a attraversare il Bosforo). Lo scontro avvenne nella battaglia di Varna, una nuova sconfitta epocale per i cristiani. Nel frattempo le potenze cristiane, tranne gli ungheresi, sembravano rassegnate all'avanzata turca. Nel 1446 il sultano piegò anche il deposta di Mistra, Giovanni Paleologo, obbligandolo a diventare suo vassallo. Albanesi e ungheresi si scontrarono di nuovo coi turchi nella piana del Kosovo, venendo di nuovo polverizzati (17-19 ottobre 1448). Morto il basileus Giovanni VIII, la corona imperiale passò a Costantino XI Paleologo, despota di Mistra scelto su indicazione dello stesso sultano, che lo riteneva già ammansito dalle recenti sconfitte, o forse lo preferiva nella "gabbia" di Costantinopoli piuttosto che a piede libero in Grecia. Restava sul fronte cristiano solo Giorgio Castriota Scanderbeg arroccato nella fortezza di Kruja, che resistette all'assedio di cinque mesi del sultano (1450)

### La presa di Costantinopoli e l'apogeo dell'Impero ottomano

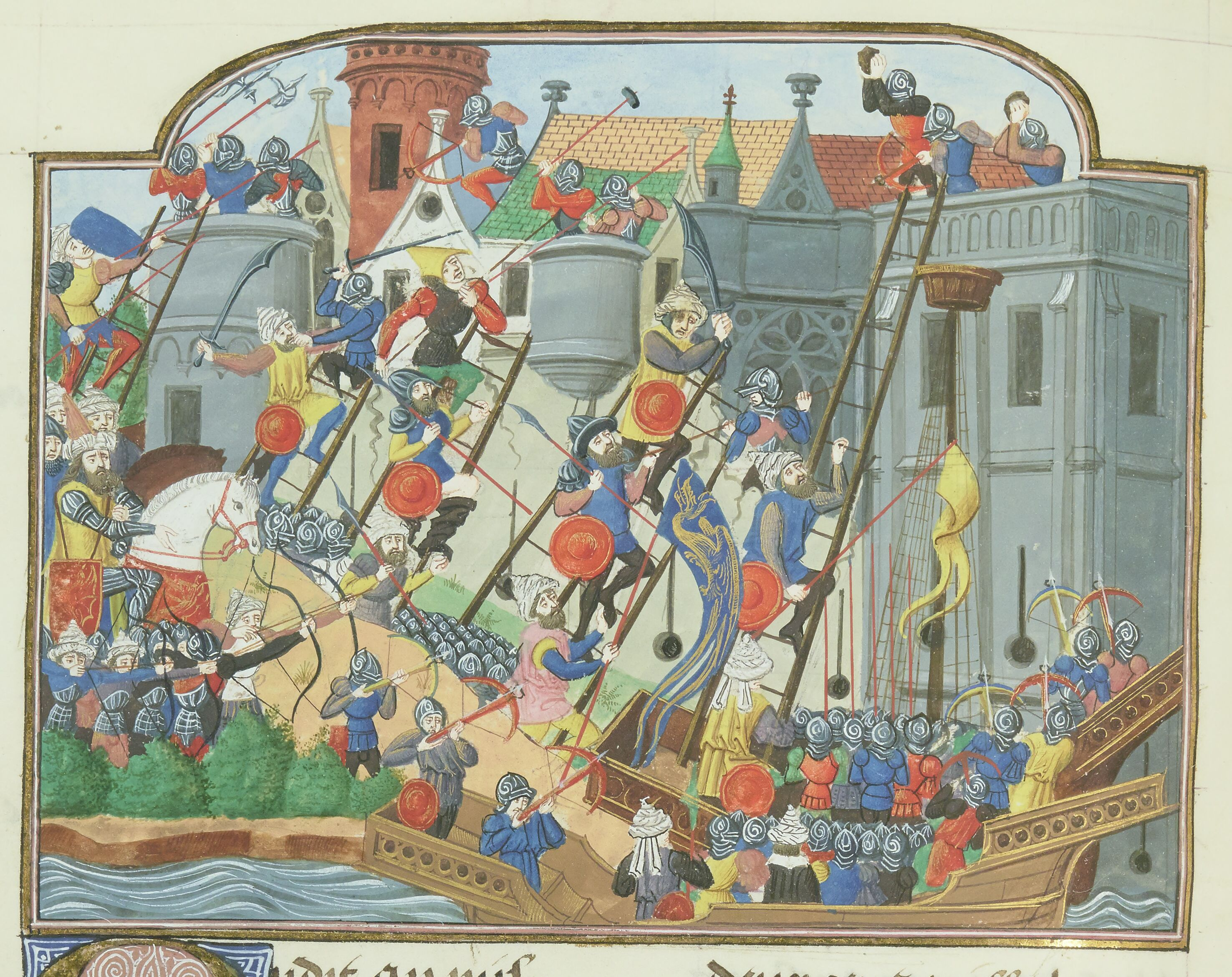
Jean Chartier, L'assedio di Costantinopoli, 1470 circa

Maometto II succedette al sultano ottomano Murad II quando la vittoria eroica di Skanderbeg, la morte del sovrano e la salita al potere del principe dalla cattiva fama avevano generato nel mondo cristiano una ventata d'euforia. L'imperatore di Bisanzio continuava a cercare disperatamente aiuto dagli Occidentali e ricevette solo qualche promessa da Alfonso V d'Aragona, re di Napoli, che era interessato al Mediterraneo orientale, ma troppo occupato dalle questioni interne del suo regno e non possedeva flotta, nonostante a Napoli fossero stati allestiti degli arsenali per creare alcune navi da inviare al basileus (1451).
Il nuovo sultano però si stava rivelando tutt'altro che debole e dopo essersi riappacificato con Giovanni Hunyadi, iniziò a fortificare gli stretti (1452), a svantaggio delle navi europee (veneziane e genovesi) che li solcavano. Le potenze marinare italiane non reagirono unitariamente perché ancora in conflitto tra loro e perché preoccupate di non inimicarsi gli ottomani che era ormai chiaro sarebbero stati un'importante controparte nel destino del Mediterraneo orientale. Con gli stretti in mano i Turchi potevano ormai controllare il traffico verso Costantinopoli ed era ormai chiaro come si fosse vicini all'accerchiamento della capitale. Alla fine dell'estate del 1452 ripresero le ostilità, per poi ripiegare in un attacco diversivo alla Morea. Nel frattempo il sultano stava fondendo, aiutato da maestranze cristiane rinnegate, dei grandi cannoni per sferrare l'assalto finale alle mura di Costantinopoli.
Tramite i Genovesi risiedenti a Galata (il quartiere est di Costantinopoli) arrivò in Europa una nuova supplica di aiuto, che venne inviata a vari sovrani e al papa, il quale pretese di nuovo la ricomposizione dello scisma. Dopo tanti rinvii, i Bizantini non avevano ormai più scelta e il 12 dicembre 1452 in Santa Sofia venne proclamata la riunione delle due Chiese, alla presenza del patriarca latino di Costantinopoli, Isidoro di Kiev, appositamente giunto da Roma. Ciò indusse alla ribellione dei monaci e della popolazione nella capitale, creando un disordine che aggravò ulteriormente la situazione.
Quando la città venne assediata dagli ottomani, solo tremila latini (veneziani e genovesi) costituivano il nerbo della difesa, e non era nemmeno certo se avessero combattuto d'accordo; inoltre il sultano disponeva dell'aiuto del partito greco antiunionista di Giorgio Scholarios, che preferiva il dominio turco piuttosto che romano-latino, con i suoi uomini disposti allo spionaggio, al sabotaggio e al tradimento. In questo clima alla fine del maggio 1453 il sultano entrò da conquistatore nella capitale, mentre l'ultimo basileus periva nella difesa. La caduta era stata sicuramente aiutata dal debolissimo aiuto occidentale e dall'indisposizione dell'opinione pubblica che preferiva "il turbante alla tiara".
Sebbene la caduta dell'Impero bizantino fosse stata una "morte annunciata", a giudicare dalle reazioni indignate che si ebbero in Occidente, sembrò che nessuno credesse che Costantinopoli sarebbe potuta cadere sul serio. Si ebbe un "fiume" di appelli e di progetti di crociata, dagli stati balcanici e orientali, i più esposti alla minaccia turca, dal papa, dall'imperatore germanico, da re di Napoli. In particolare sembrò ormai che tutta Europa fosse assediata e l'idea di una crociata contro gli "infedeli" si collegò strettamente, anche per i secoli a venire, a quella della difesa del continente.

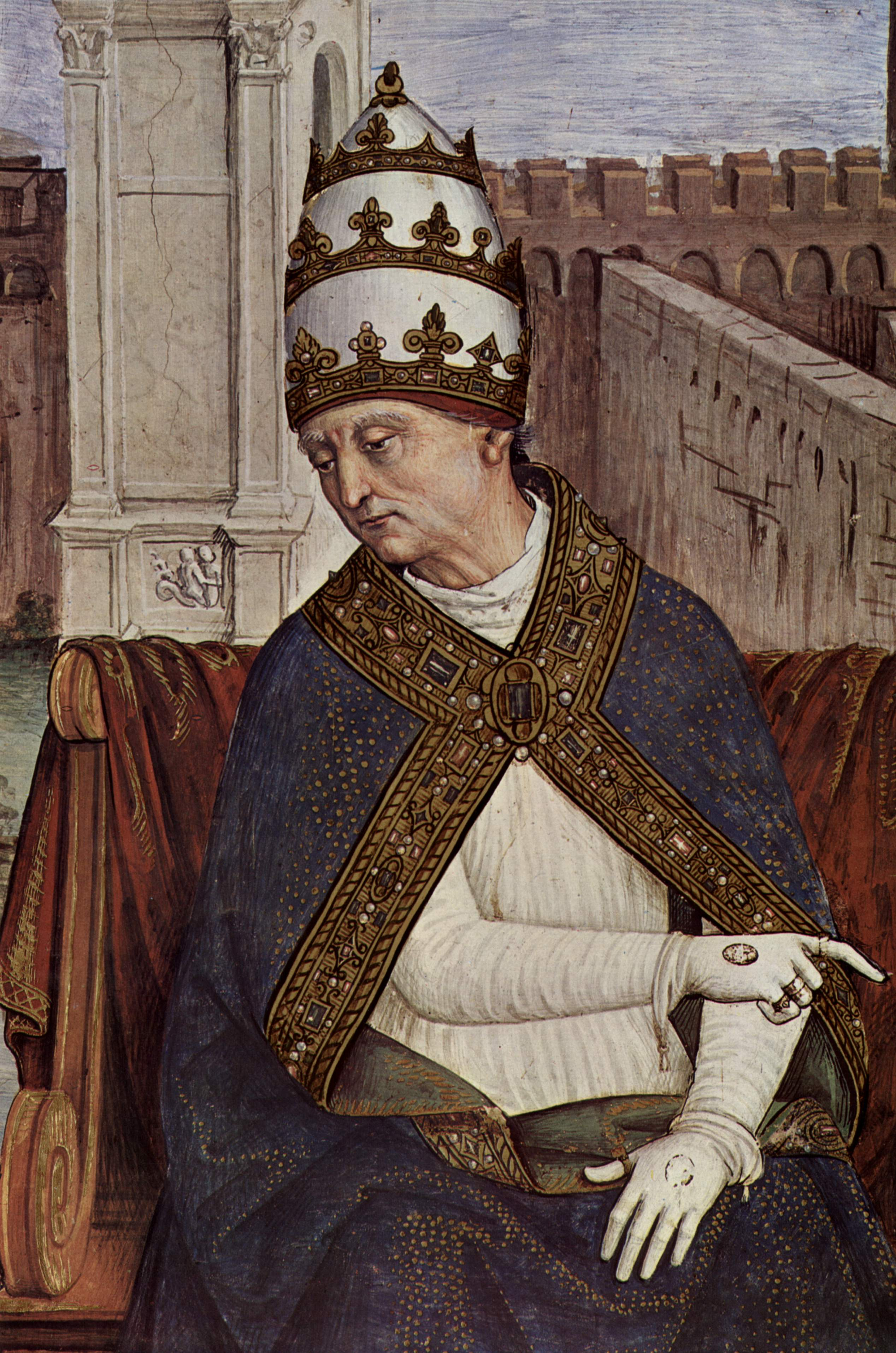
Papa Pio II ad Ancona, in attesa di partire per la crociata (nel dipinto del Pinturicchio della biblioteca Piccolomini di Siena)

Nonostante gli appelli e nonostante i grandi personaggi impegnati nella mobilitazione (come Enea Silvio Piccolomini, futuro papa Pio II, Federico III d'Asburgo, ecc.), ancora una volta non si riuscì a mobilitarsi, perché gli Stati cristiani diffidavano l'uno dall'altro e non avevano alcuna intenzione di cimentarsi in un'impresa che avrebbe potuto favorire alcuni di loro a spese degli altri. Nel 1455 le milizie turche ripresero al conquista dei Balcani, occupando Novo Brdo e dirigendosi su Belgrado, ma fu fermato da un esercito, nel quale parteciparono i poveri, i contadini e i mendicanti raccolti dal predicatore Giovanni da Capestrano. Nel 1458 il sultano occupò Atene e sembrava che solo il primogenito di Giovanni Hunyadi, Mattia Corvino, fosse ancora disposto a combatterlo.
Il concilio di Mantova, voluto dal papa per organizzare una nuova crociata, venne quasi disertato (1459). Il sultano poté conquistare indisturbato l'impero di Trebisonda, ultima enclave dei Comneni, e tutta la fascia meridionale della costa del Mar Nero. Nel 1463 veniva completata la conquista della Bosnia. Nel 1464 il pontefice in persona si ripromise di dare l'esempio ai sovrani europei, invitandoli a imbarcarsi in una crociata dove egli stesso, malato e debole, avrebbe personalmente preso parte. Arrivato ad Ancona il 18 giugno 1464, fu fermato da una violenta epidemia che decimò la popolazione e i già pochi volontari. Il doge di Venezia, che aveva promesso la sua partecipazione, salpò e arrivo, lentamente, ad Ancona appena in tempo per rincuorare, con la vista delle navi, gli ultimi giorni del papa ormai morente. Paolo II non sembrò interessato a continuare l'opera del suo predecessore. Scanderbeg, venuto appositamente a Roma, fu rimandato indietro con solo un po' di denaro. Nel 1468 morì, seguito nel 1476 da un altro dei protagonisti della resistenza ai turchi, il vojvoda Vlad III di Valacchia, detto Tepes, l'"Impalatore", colui che avrebbe dato origine poi alla leggenda del conte Dracula.
Nel 1469 i turchi facevano già incursioni fino in Stiria, in Carinzia e in Carniola; nel 1470 occuparono il Negroponte, suscitando una nuova ondata di sgomento in Occidente, pari e per certi versi superiore a quella della caduta di Costantinopoli. Papa Sisto IV, con l'aiuto di Venezia e Napoli, mise su una flotta che espugnò la città di Antalya (1472) e nel 1474 Venezia prendeva Cipro alla debole dinastia dei Lusignano. Le scorribande turche però non cessarono, anzi nel 1472, 1477 e 1479 essi arrivarono in Friuli, mentre nel 1475 presero ai genovesi Caffa. Nel 1479 ci fu una pace tra il sultano e i veneziani, e un anno dopo i turchi attaccavano Rodi e saccheggiavano duramente Otranto, un atto che si sospettò incoraggiato dai veneziani che erano in guerra in quegli anni col re di Napoli. Nel 1481 morì il sultano Maometto II e si aprirono le lotte per la successione tra i suoi eredi: approfittando della situazione venne liberata Otranto. Nonostante ciò sul finire del secolo i turchi erano la potenza dominate dei Balcani e di tutto il Mediterraneo orientale e paradossalmente ciò avvenne quando in Spagna i mori venivano definitivamente scacciati dalla penisola iberica (1492).

## Verso il mondo moderno

### Cartografia e cosmografia

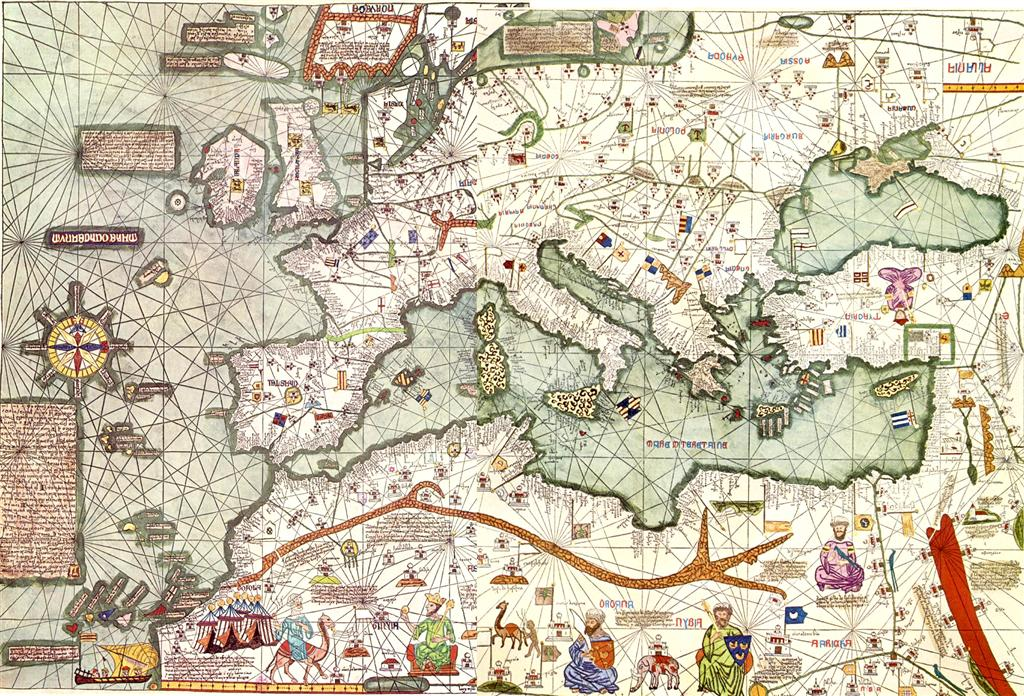
Carta portolanica del Mediterraneo, Atlante de Cresques, 1375

Tra i rinnovatori del pensiero geografico e cosmografico medievale vi furono Pierre d'Ailly e Paolo dal Pozzo Toscanelli. La terra si pensava come un globo nel quale i tre continenti conosciuti (Asia, Africa ed Europa) si disponevano attorno al Mediterraneo come un disco di terra. Tra i problemi che ci si poneva maggiormente vi era quello se fosse possibile raggiungere l'Asia (in particolare il "Gran Cane", il sovrano dei mongoli con i quali gli europei erano venuti a contatto nel XIII secolo prima che la fine della pax mongolica e l'avanzata dei turchi rendessero impossibili le vie di terra) navigando verso Occidente e se sì in quanto tempo. A lungo era prevalsa l'idea che il limite dell'Oceano fosse invalicabile, almeno finché non erano ricomparse in Occidente le opere di Aristotele tra XII e XIII secolo. Inoltre la Cosmographia di Tolomeo era stata tradotta nel 1410 in latino da Jacopo d'Angelo da Scarperia.
Ma il Toscanelli non si era adattato alle tesi tolemaiche, arrivando a elaborare un calcolo secondo il quale la penisola iberica distava dalla Cina circa un quinto della distanza reale, avvicinandosi ai calcoli di Marino di Tiro. Egli espose le sue elaborazioni in una lettera al canonico di Lisbona Fernan Martins (1474), che lo aveva conosciuto al concilio di Firenze La loro corrispondenza fu nota a grandi navigatori, tra i quali certamente Cristoforo Colombo, e inoltre dimostrava come alla fine del Quattrocento fosse notevole l'interesse per raggiungere l'Asia via mare. Ciò avrebbe permesso di importare le preziose spezie senza farle transitare dai paesi musulmani, e avrebbe consentito di mettersi in contatto con i mongoli di Cina (gli Europei non sapevano che dinastia Yuan non esisteva più da più di un secolo) per coalizzarsi insieme contro la minaccia turca e l'Islam in generale. In un certo senso si fondevano in questa possibilità le ragioni del commercio, della geografia e della crociata.

### Esplorazione europea dell'Africa

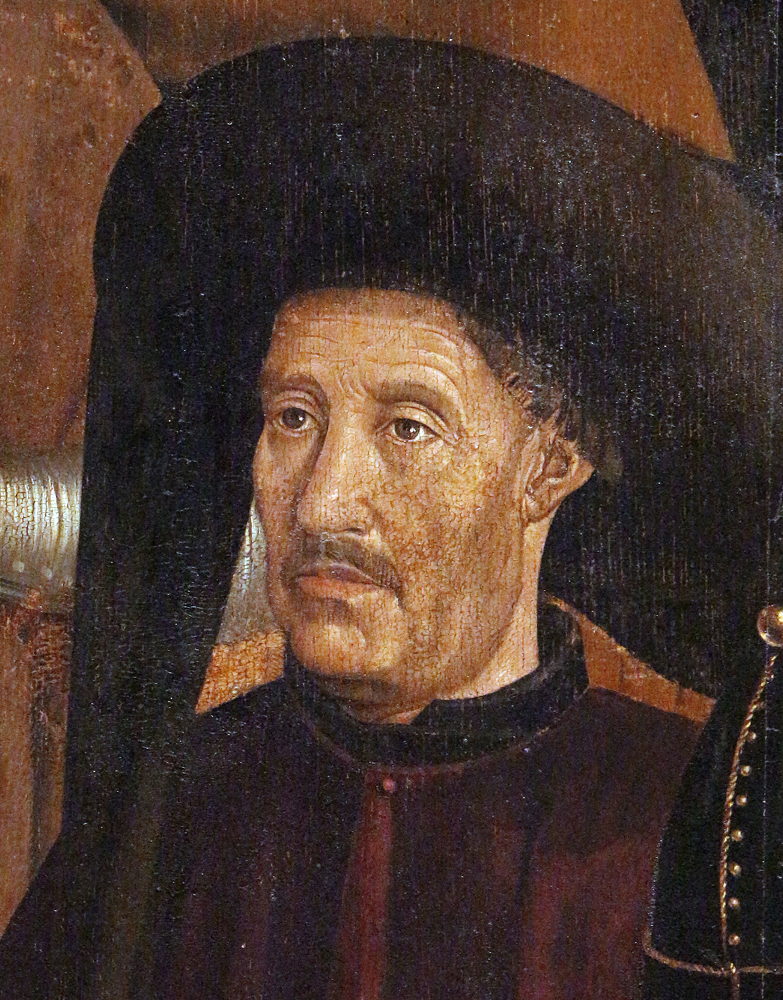
Enrico il Navigatore

Le prime esplorazioni nell'Atlantico seguirono la costa africana, nel tentativo magari di circumnavigarla. Nel 1291 erano salpati da Genova Ugolino e Vadino Vivaldi, che dopo aver attraversato le colonne d'Ercole non fecero più ritorno. Ai primi del XIV secolo il genovese Lanzerotto Malocello giunse alle Isole Canarie, già note ai navigatori antichi e arabi, avvistate e riperdute a più riprese da marinai genovesi e di Maiorca; nel 1341 vi giungevano Angiolino de' Corbizzi e Nicoloso da Recco per conto di Alfonso IV del Portogallo. Tra il 1340 e il 1350 venne scoperta Madera e solo molti anni dopo, tra il 1427 e il 1432 si scoprirono le Azzorre.
Le notizie sulla ricchezza in oro di Mali e Sudan (all'epoca per Sudan si intendeva tutta la fascia di foreste al di sotto del Sahara) alimentarono le spedizioni che cercavano di arrivare alla foce del Niger. Nel 1346 il navigatore di Maiorca Jayme Ferrer superò il capo Bojador (Finis Africae), un traguardo isolato bissato solo nel 1433-34 da Gil Eanes. Nel 1447 venne raggiunta la foce del Senegal, dove arrivavano alcune piste carovaniere con oro, avorio e schiavi e da dove si sarebbe potuta raggiungere la mitica Timbuctù. Tra il 1457 e il 1470 si scoprì Capo Verde e nel 1487, finalmente, il portoghese Bartolomeo Diaz varcava il Capo di Buona Speranza aprendo la via delle Indie, raggiunte effettivamente da Vasco da Gama dopo il 1497.
Queste conquiste vennero promosse dal re portoghese Enrico il Navigatore, che aveva riunito nel sud del Portogallo, l'Algarve, un vero e proprio centro studi con cartografi, geografi e astronomi. Il re cercava forse il mitico Prete Gianni, un monarca cristiano che avrebbe potuto salvare l'Europa dal pericolo turco, che, secondo le ultime notizie, poteva trovarsi in Etiopia (ambasciatori abissini si erano presentati anche al concilio di Firenze del 1439). Il sogno di Enrico era venire in contatto col re Etiope, che possedeva le sorgenti del Nilo, per minacciare l'Egitto e costringerlo a rendere Gerusalemme alla cristianità.

### Le esplorazioni spagnole: l'approdo di Colombo nelle Americhe

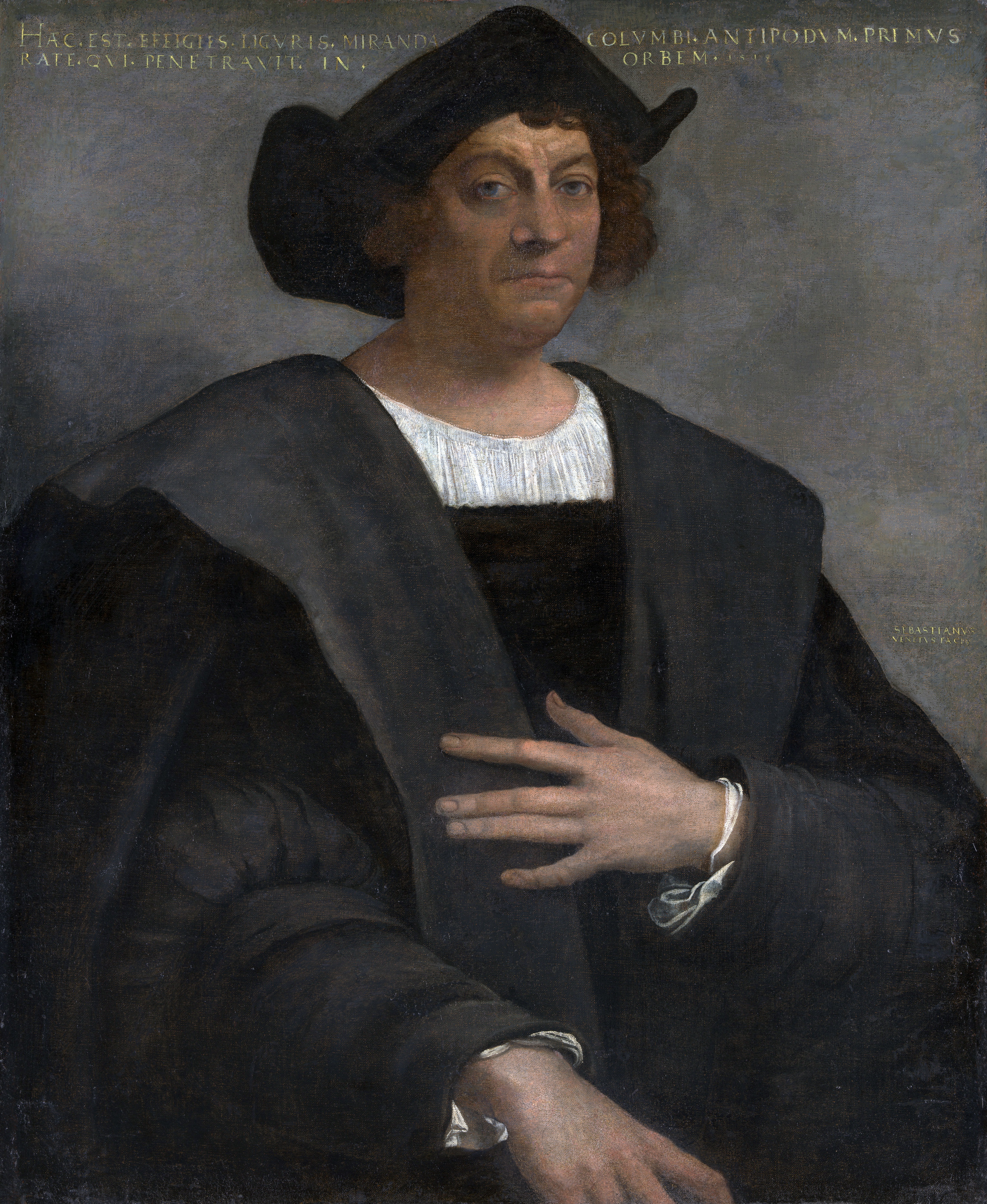
Sebastiano del Piombo, Ritratto di Cristoforo Colombo

L'impresa più importante e rivoluzionaria tuttavia non riguardò l'Africa, ma la scoperta del continente americano. Colombo conosceva sicuramente la corrispondenza tra il Toscanelli e il Martens. Colombo era figlio di mercanti di origine non certamente precisata, e fin da giovane navigò molto. Tra il 1478 e il 1479 si stabilì in Portogallo, dove sposò la figlia del governatore di Porto Santo a Madera, il piacentino Bartolomeo Perestrello.
Colombo mise insieme una serie di notizie eterogenee, da Plinio il Vecchio ai geografi arabi, da Pierre d'Ailly a Enea Silvio Piccolomini, elaborando un sistema cosmografico coerente (sebbene errato) secondo il quale era possibile arrivare in Asia navigando verso occidente, invece che compiere la lunga e difficoltosa circumnavigazione dell'Africa. Egli immaginava che la Terra fosse molto più piccola, con le isole del "Cipango" (il Giappone) distanti appena 5000 chilometri dalle coste portoghesi (invece dei 20000 reali). Dopo essersi rivolto inutilmente a Giovanni II del Portogallo, che era interessato alla navigazione orientale, Colombo si trasferì in Spagna (1485, dove prese a bussare con insistenza alla porta dei "re cattolici", all'epoca ancora impegnati nella conquista di Granada. Colombo predicava la necessità di raggiungere l'Asia e il Gran Cane (il Gran Khan mongolo, che effettivamente aveva regnato in Cina due secoli prima, la cui dinastia - ma questo Colombo non poteva saperlo - era stata già rovesciata nell'Impero celeste) per allearsi con lui contro i turchi e riconquistare Costantinopoli e la Terra Santa. Egli sottolineava, suscitando le simpatie di Isabella di Castiglia, come il suo nome, Cristoforo, fosse un segno del destino, augurandogli una sorte simile a san Cristoforo che, secondo la leggenda, aveva trasportato Gesù da una sponda all'altra di un fiume in piena.

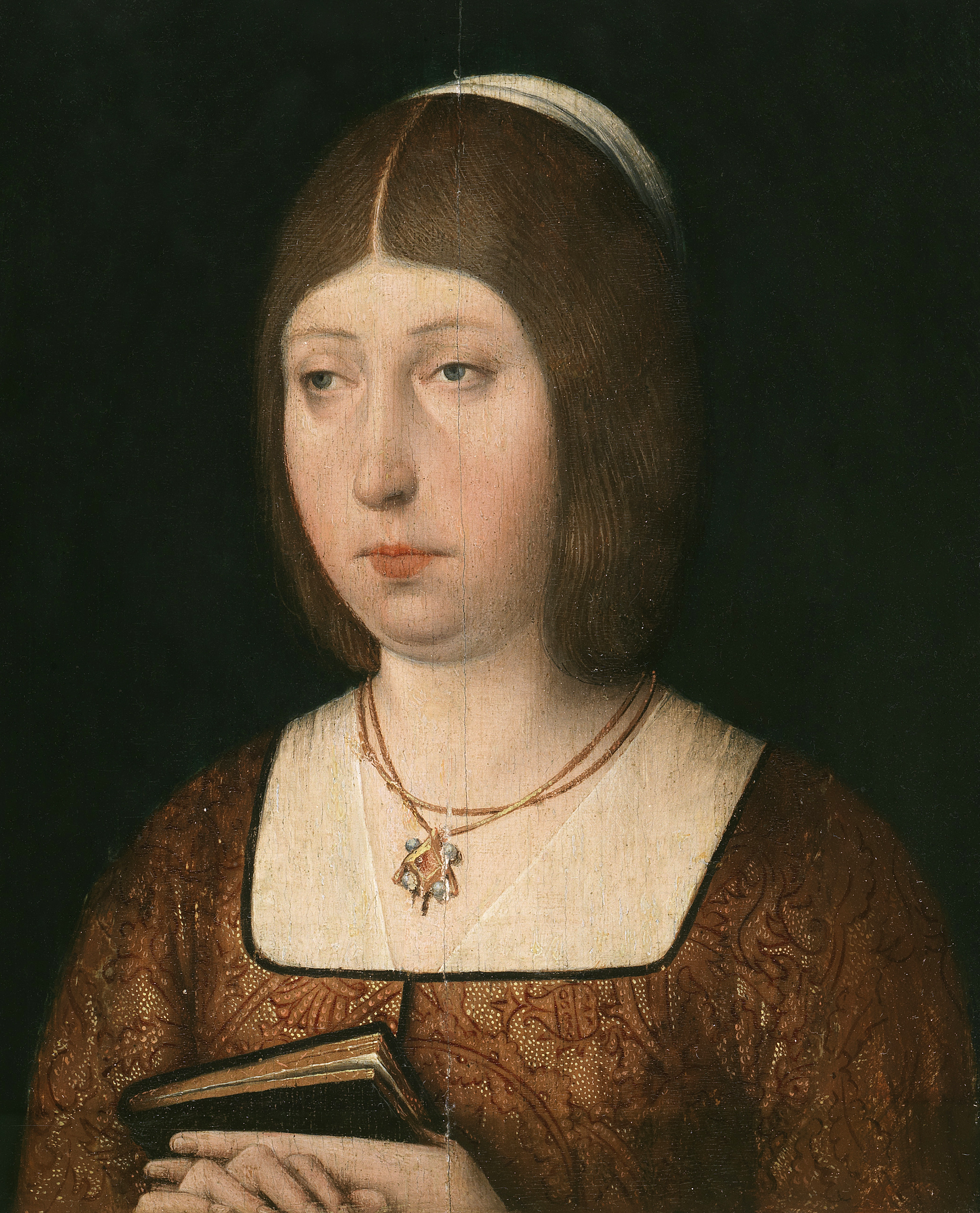
Isabella di Castiglia, dettaglio della Vergine della mosca, attribuito a un anonimo fiammingo della scuola di Jan Gossaert

Colombo non godeva invece di ammirazione presso il re Ferdinando II d'Aragona, che lo vedeva come un arrampicatore sociale senza scrupoli, che chiedeva una quantità eccessiva di denaro e che pretendeva di essere nominato governatore di tutte le aree che avesse scoperto, nonché una quota molto alta delle ricchezze che vi avrebbe trovato. Una corte di dotti si riunì a Salamanca e bocciò tutte le sue tesi una per una. Nessuno poteva sapere però che effettivamente esistesse un continente intermedio tra Europa e Asia e che casualmente si trovasse più o meno alla distanza che Colombo pensava occorresse per trovare le Indie: ciò mantenne a lungo l'equivoco che le terre scoperte fossero effettivamente l'Asia e non qualcosa di diverso.
Nonostante la bocciatura, Colombo fece leva su tutte le sue conoscenze e infine riuscì a convincere i re che il 17 aprile 1492 firmarono le capitolazioni di Santa Fe, dove gli venivano concessi i titoli di ammiraglio, di viceré e di governatore delle terre che avesse scoperto. Il 3 agosto le tre famose caravelle (in realtà una era una cocca leggermente più grande) salparono dal porto di Palos grazie ai capitali spagnoli e fiorentini. Il 12 ottobre Colombo avvistò un'isola che lui credeva del Cipango, chiamata dagli indigeni Guanahani, che lui ribattezzò San Salvador (forse era l'isola di Watling nelle Bahamas).
In altre spedizioni successive Colombo arrivò a Cuba e su Hispaniola (Haiti), anch'egli pensava fosse il Catai, la Cina descritta da Marco Polo. Tra il 1492 e il 1504 Colombo compì quattro viaggi verso il "Nuovo Mondo". La sua attività come viceré non fu fortunata, perché non seppe mantenere l'ordine tra i coloni spagnoli e venne accusato anche di ruberia. Tornato in Spagna e allontanato dalla corte dopo la morte della regina, morì a Valladolid nel 1506.

### Le Americhe: il Nuovo Mondo

La circumnavigazione di Magellano

Sembrava che tutti meno che lui avessero capito che le nuove terre non erano l'Asia e si scatenò presto una gara tra le potenze europee ad accaparrarsi le nuove terre. Papa Alessandro VI stabilì con la bolla Inter Caetera (ritoccata poi dal trattato di Tordesillas del 1494) che la demarcazione del Nuovo Mondo tra Spagna e Portogallo, le due potenze maggiormente in corsa, fosse la linea verticale posta circa 370 miglia a ovest delle Isole Azzorre, con la parte orientale, che inaspettatamente comprese tutto il futuro Brasile, ai portoghesi, e la parte occidentale agli spagnoli. Iniziava così la colonizzazione dell'America Latina.
L'America del Nord venne invece toccata nel 1497 dal veneziano Giovanni Caboto, al servizio dell'Inghilterra, che avvistò per primo l'isola di Terranova. Il nome "America" venne trascritto per la prima volta dal cartografo tedesco Martin Waldseemüller nel 1507, che intitolò così un trattato in onore del navigatore fiorentino Amerigo Vespucci, che esplorò le coste sudamericane per conto del re del Portogallo rafforzando la certezza che non si trattasse dell'Asia. La prova che tra America e Asia vi fosse un nuovo oceano fu data solo nel 1513 quando Vasco Núñez de Balboa attraversò l'Istmo di Panama e vide il Pacifico, mentre nel 1519 Ferdinando Magellano attraversò lo stretto che da lui prende il nome. Con questo straordinario allargamento di orizzonti si è soliti collocare (anche se non univocamente) l'inizio dell'evo moderno per l'Europa.